# Circoscrizioni di Ancona

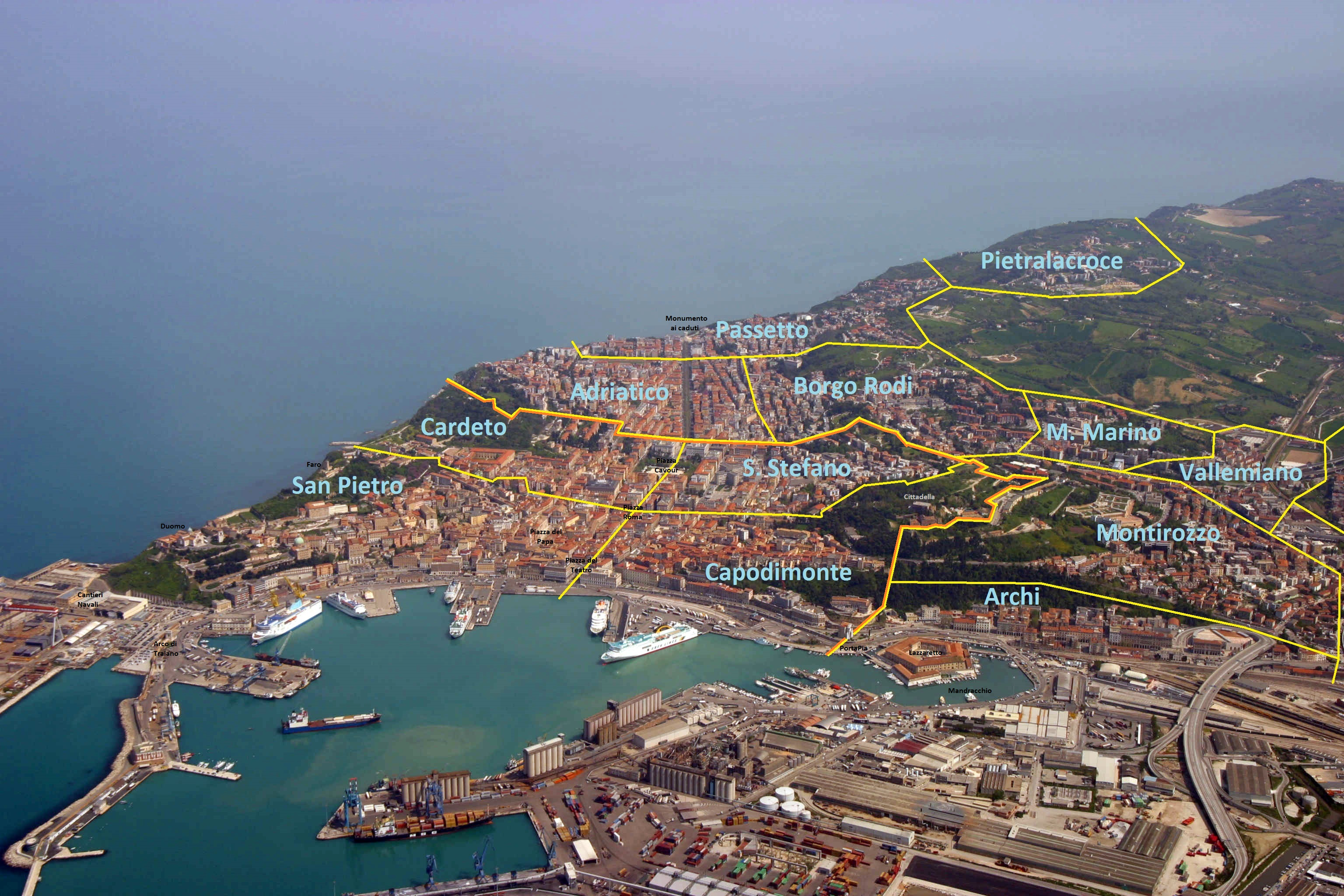
Vista aerea parziale di Ancona, con nomi dei rioni centrali e di quelli confinanti. La linea arancione delimita la città compresa dentro le mura dell'Ottocento.

I rioni e i quartieri di Ancona sono ventisette (diciotto rioni e nove quartieri); il territorio extraurbano è invece suddiviso in dieci frazioni.
Ad Ancona il termine "rione" indica le suddivisioni più antiche della città, mentre il termine "quartiere" quelle più recenti, in genere successive agli anni ottanta del Novecento.
Dal 2017, i rioni, i quartieri e le frazioni della città sono raggruppati in nove "Consigli di partecipazione", o "Consigli territoriali partecipati", organismi di rappresentanza popolare attraverso cui gli abitanti di ogni zona del territorio comunale hanno la possibilità di far ascoltare agli amministratori la propria voce, portare avanti le proprie istanze e esprimere le proprie posizioni riguardo alle questioni cittadine.

## Consigli Territoriali Partecipati o CTP
Nel 2017 sono stati istituiti nove organi di partecipazione democratica, chiamati "Consigli Territoriali Partecipati" (sigla CTP), che comprendono al loro interno rioni, quartieri e frazioni della città, secondo lo schema descritto nella tabella seguente. È indicato il numero di abitanti di ciascun consiglio.
| 1º consiglio territoriale                                                        | 2º consiglio territoriale                                                        | 3º consiglio territoriale                                                                  | 4º consiglio territoriale                             | 5º consiglio territoriale                                                                                  | 6º consiglio territoriale                                                                 | 7º consiglio territoriale                                                   | 8º consiglio territoriale                                                 | 9º consiglio territoriale                                                                                  |
| -------------------------------------------------------------------------------- | -------------------------------------------------------------------------------- | ------------------------------------------------------------------------------------------ | ----------------------------------------------------- | --- | ----------------------------------------------------------------------------------------- | --------------------------------------------------------------------------- | ------------------------------------------------------------------------- | --- |
| rioni- San Pietro - Capodimonte - Santo Stefano - Cardeto residenti (2017) 8.458 | rioni- Adriatico - Passetto - Borgo Rodi - Pietralacroce residenti (2017) 16.156 | rioni- Archi - Montirozzo - Vallemiano - Monte Marino - Palombella residenti (2017) 10.838 | rioni- Le Grazie - Tavernelle residenti (2017) 10.466 | rione- Pinocchio quartieri- Montedago - Brecce Bianche - Ponterosso - Passo Varano residenti (2017) 16.409 | rioni- Piano San Lazzaro - Scrima - Posatora quartiere- Palombare residenti (2017) 18.270 | quartieri- Torrette - Collemarino - Palombina Nuova residenti (2017) 11.372 | frazioni- Montacuto - Varano - Poggio - Massignano residenti (2017) 2.934 | frazioni- Montesicuro - Sappanico - Gallignano - Candia - Aspio di Ancona - Paterno residenti (2017) 5.996 |

Dal 1977 al 2017, i rioni, i quartieri e le frazioni della città erano invece raggruppati in circoscrizioni. Tra il 2010 e il 2017, in seguito alla legge n. 42 del 26 marzo, non furono più organi elettivi, ma ebbero compiti solo consultivi e propositivi. Nel 2017 le circoscrizioni furono sostituite dai Consigli Territoriali Partecipativi.

## Storia

### Origine

#### Rioni e quartieri

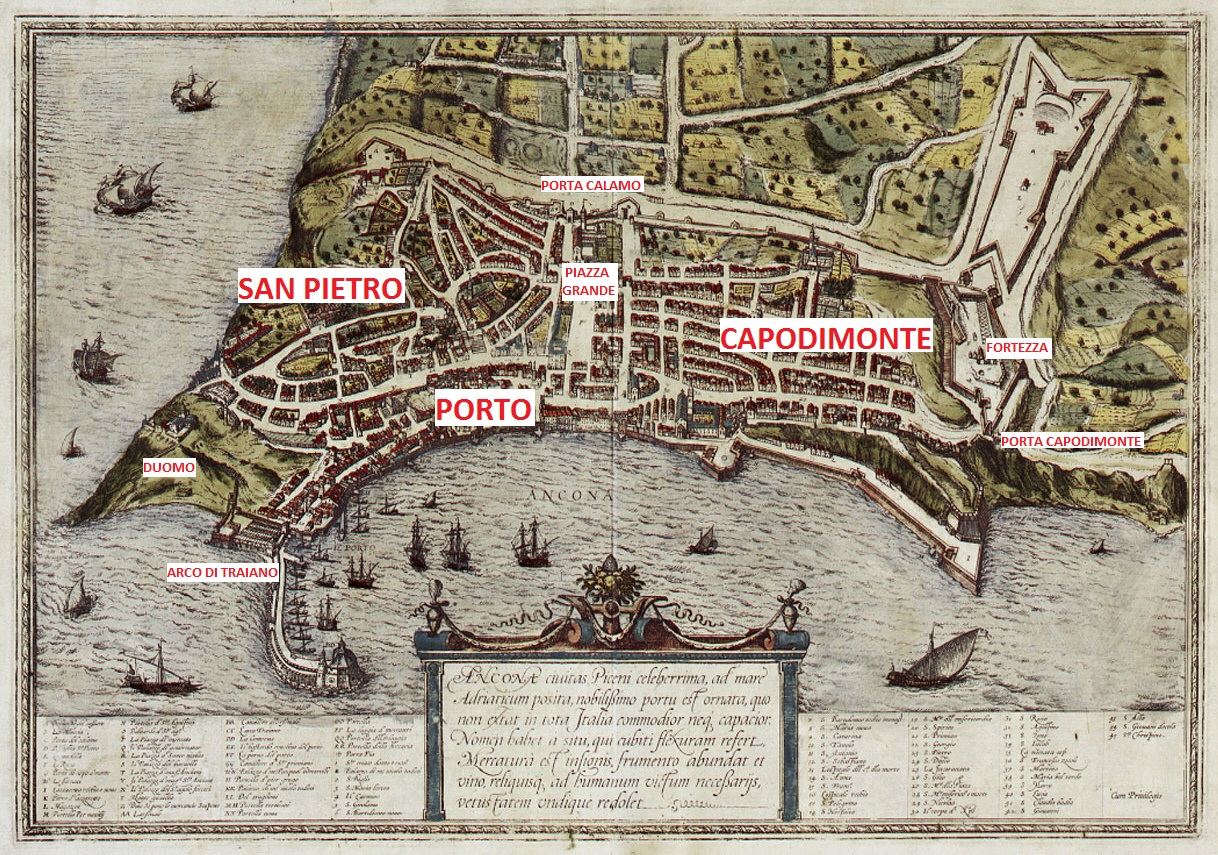
Mappa di Ancona nel Cinquecento di Braun - sono segnalati i terzieri

Nel momento in cui entrò a far parte del Regno d'Italia, la città di Ancona era suddivisa in tre rioni originati dai terzieri medievali: San Pietro, Porto e Capodimonte; inoltre la città comprendeva tre borghi fuori dalle mura: oltre porta Pia si estendeva Borgo Pio (o degli Archi), fuori porta Farina e porta Càlamo i borghi omonimi.
Con la grande espansione seguita all'unità italiana, vennero costruite nuove mura e fu aperto corso Vittorio (ora Garibaldi); a nord e a sud di esso nacquero rispettivamente i rioni ottocenteschi del Cardeto e di Santo Stefano, che inglobarono i borghi Càlamo e Farina; Borgo Pio intanto diventava definitivamente "rione degli Archi". Fuori dalle nuove mura, nelle vicinanze della nuova stazione ferroviaria, si sviluppavano intanto i rioni periferici del Piano San Lazzaro e della Palombella.
Nel periodo tra le due guerre mondiali, la città si espanse verso est e verso sud, con la nascita di altri rioni: Adriatico, Borgo Rodi, Scrima e Montirozzo.
Dopo la Seconda guerra mondiale, nel periodo della Ricostruzione, si ebbe un nuovo periodo di intenso sviluppo urbano, necessario a ridare casa a chi l'aveva persa a causa dei bombardamenti del 1943-1944; sorsero così nuovi rioni, che vennero indicati con un numero progressivo. Due borghi extraurbani vennero raggiunti dall'espansione edilizia: le Grazie e Posatora, che divennero altrettanti rioni. Nel 1957, con la costruzione di Collemarino, si usò per la prima volta in città il termine "quartiere" per indicare una suddivisione urbana.
Tra l'inizio degli anni sessanta e la fine degli anni settanta, furono istituiti nuovi rioni, nati in tre diversi modi: espansione del centro urbano fino ad inglobare alcuni borghi extraurbani (le Tavernelle, Pietralacroce e il Pinocchio); espansione di centri abitati extraurbani che divennero quartieri satellite (le Torrette e Palombina Nuova); distacco da rioni già esistenti (il Passetto dal rione Adriatico e Vallemiano dal rione Montirozzo).
L'ultima grande espansione urbana è degli anni ottanta, quando sorsero i nuovi quartieri contigui di Brecce Bianche, Ponterosso e Monte Dago. Gli ultimi quartieri sono i recentissimi Passo Varano (già contrada della frazione Varano), Montemarino (per distacco da Vallemiano) e Palombare (per distacco dal Pinocchio).
Nella tabella sottostante è riassunto lo sviluppo dei rioni della città dal 1860 agli anni Duemila.
| Fino al 1860              | 1860-1918               | 1918-1945               | 1945-1960                     | 1960-1980                         | 1980-2000                         | dopo il 2000                                        |
| ------------------------- | ----------------------- | ----------------------- | ----------------------------- | --------------------------------- | --------------------------------- | --------------------------------------------------- |
| Rione Porto               | Rione Porto             | Rione Porto             | Rione I: Porto                |                                   |                                   |                                                     |
| Rione San Pietro          | Rione San Pietro        | Rione San Pietro        | Rione II: San Pietro          | Rione San Pietro                  | Rione San Pietro                  | Rione San Pietro                                    |
| Rione Capodimonte         | Rione Capodimonte       | Rione Capodimonte       | Rione VII: Capodimonte        | Rione Capodimonte                 | Rione Capodimonte                 | Rione Capodimonte                                   |
| Borgo Pio                 | Rione Archi             | Rione Archi             | Rione VIII: Archi             | Rione Archi                       | Rione Archi                       | Rione Archi                                         |
| Borgo Càlamo Borgo Farina | Rione Cardeto           | Rione Cardeto           | Rione III: Cardeto            | Rione Cardeto                     | Rione Cardeto                     | Rione Cardeto                                       |
|                           | Rione Santo Stefano     | Rione Santo Stefano     | Rione VI: Santo Stefano       | Rione Santo Stefano               | Rione Santo Stefano               | Rione Santo Stefano                                 |
|                           | Rione Piano San Lazzaro | Rione Piano San Lazzaro | Rione X: Piano San Lazzaro    | Rione Piano San Lazzaro           | Rione Piano San Lazzaro           | Rione Piano San Lazzaro                             |
|                           | Rione Palombella        | Rione Palombella        | Rione XI: Palombella          | Rione Palombella Rione Borghetto  | Rione Palombella                  | Rione Palombella                                    |
|                           |                         | Rione Adriatico         | Rione IV: Adriatico           | Rione Adriatico Rione Passetto    | Rione Adriatico Rione Passetto    | Rione Adriatico Rione Passetto                      |
|                           |                         | Borgo Rodi              | Rione V: Borgo Rodi           | Rione Borgo Rodi                  | Rione Borgo Rodi                  | Rione Borgo Rodi                                    |
|                           |                         | Rione Scrima            | Rione XII: Scrima             | Rione Scrima                      | Rione Scrima                      | Rione Scrima                                        |
|                           |                         | Rione Montirozzo        | Rione IX: Montirozzo          | Rione Montirozzo Rione Vallemiano | Rione Montirozzo Rione Vallemiano | Rione Montirozzo Rione Vallemiano Rione Montemarino |
|                           |                         |                         | Rione XIII: Posatora          | Rione Posatora                    | Rione Posatora                    | Rione Posatora                                      |
|                           |                         |                         | Rione XIV: Le Grazie          | Rione delle Grazie                | Rione delle Grazie                | Rione delle Grazie                                  |
|                           |                         |                         |                               | Rione Tavernelle                  | Rione Tavernelle                  | Rione Tavernelle                                    |
|                           |                         |                         |                               | Rione Pietralacroce               | Rione Pietralacroce               | Rione Pietralacroce                                 |
|                           |                         |                         |                               | Rione Pinocchio                   | Rione Pinocchio                   | Rione Pinocchio Quartiere Palombare                 |
|                           |                         |                         | Quartiere C.E.P. di Palombina | Quartiere Collemarino             | Quartiere Collemarino             | Quartiere Collemarino                               |
|                           |                         |                         |                               | Quartiere Palombina Nuova         | Quartiere Palombina Nuova         | Quartiere Palombina Nuova                           |
|                           |                         |                         |                               | Quartiere Torrette                | Quartiere Torrette                | Quartiere Torrette                                  |
|                           |                         |                         |                               |                                   | Quartiere Q1 (Università)         | Quartiere Brecce Bianche                            |
|                           |                         |                         |                               |                                   | Quartiere Q2                      | Quartiere Ponterosso                                |
|                           |                         |                         |                               |                                   | Quartiere Q3                      | Quartiere Montedago                                 |
|                           |                         |                         |                               |                                   |                                   | Quartiere Passo Varano                              |

#### Frazioni e contrade
Il territorio extraurbano del comune, sin dall'unità italiana, è suddiviso in frazioni, costituite dagli antichi castelli medievali a difesa della città (i castelli di Ancona). Il territorio di ogni frazione, poi, è ulteriormente suddiviso in contrade. Esse comprendono una zona agricola o boschiva con le abitazioni sparse che in essa si trovano, oltre ad eventuali nuclei abitati minori dipendenti dal centro principale della frazione.

#### Storia delle circoscrizioni
- Nel 1977, all'indomani della legge sul decentramento amministrativo[30], il comune di Ancona venne suddiviso in undici circoscrizioni[31], come schematizzato nella tabella sottostante; i quartieri delle Brecce Bianche, di Montedago e di Ponterosso non sono citati perché non erano ancora stati costruiti.

| Prima circoscrizione                        | Seconda circoscrizione                      | Terza circoscrizione                                                  | Quarta circoscrizione                                   | Quinta circoscrizione         | Sesta circoscrizione | Settima circoscrizione                                                            | Ottava circoscrizione                      | Nona circoscrizione | Decima circoscrizione                    | Undicesima circoscrizione                          |
| ------------------------------------------- | ------------------------------------------- | --------------------------------------------------------------------- | ------------------------------------------------------- | ----------------------------- | -------------------- | --------------------------------------------------------------------------------- | ------------------------------------------ | ------------------- | ---------------------------------------- | -------------------------------------------------- |
| rioni- Adriatico - Passetto - Pietralacroce | rioni- Borgo Rodi - Montirozzo - Vallemiano | rioni- Archi - Capodimonte - Cardeto - Porto - S. Pietro - S. Stefano | rioni- Palombella - Piano S. Lazzaro frazione Borghetto | rioni- Le Grazie - Tavernelle |                      | rione Pinocchio frazioni- Pontelungo - Ghettarello - Montesicuro - Aspio - Candia | frazioni- Gallignano - Paterno - Sappanico | quartiere Torrette  | quartieri- Collemarino - Palombina Nuova | frazioni- Massignano - Montacuto - Poggio - Varano |

Nel 1993 nuove disposizioni governative ridussero a sette le circoscrizioni di Ancona, come nella tabella sottostante.
| Prima circoscrizione                                                                                     | Seconda circoscrizione                                                                                  | Terza circoscrizione          | Quarta circoscrizione                                                                                 | Quinta circoscrizione                                                                                            | Sesta circoscrizione                | Settima circoscrizione                   |
| --- | --- | ----------------------------- | --- | --- | ----------------------------------- | ---------------------------------------- |
| rioni- Capodimonte - Cardeto - Porto - San Pietro - Santo Stefano - Adriatico - Passetto - Pietralacroce | rioni- Archi - Borgo Rodi - Montirozzo - Palombella - Piano S. Lazzaro - Posatora - Scrima - Vallemiano | rioni- Le Grazie - Tavernelle | quartieri- Brecce Bianche - Montedago - Ponterosso frazioni- Varano - Montacuto - Poggio - Massignano | rione Pinocchio quartiere Palombarefrazioni- Candia - Ghettarello - Sappanico - Gallignano - Montesicuro - Aspio | quartiere Torrette frazione Paterno | quartieri- Collemarino - Palombina Nuova |

Le circoscrizioni vennero successivamente ridotte a cinque, secondo lo schema sottostante. Nel frattempo erano sorti i quartieri delle Brecce Bianche, di Ponterosso, di Montedago e Montemarino era stato separato da Borgo Rodi.
| Prima circoscrizione                                                                                                  | Seconda circoscrizione                                                                                            | Terza circoscrizione | Quarta circoscrizione | Quinta circoscrizione                                                 |
| --- | --- | --- | --- | --------------------------------------------------------------------- |
| rioni- Capodimonte - Cardeto - Porto - San Pietro - Santo Stefano - Adriatico - Borgo Rodi - Passetto - Pietralacroce | rioni- Archi - Montirozzo - Palombella - Piano San Lazzaro - Posatora - Scrima - Vallemiano quartiere Montemarino | rioni- Le Grazie - Tavernelle - Pinocchio frazioni- Ghettarello - Sappanico - Gallignano - Montesicuro - Candia - Aspio di Ancona (e parte sud della zona industriale della Baràccola) | quartieri- Brecce Bianche - Ponterosso - Montedago frazioni- Varano - Montacuto - Poggio - Massignano (e parte nord della zona industriale della Baràccola) | quartieri- Torrette - Collemarino - Palombina Nuova frazioni- Paterno |

Nel 2009, infine, le circoscrizioni di Ancona furono ridotte a tre, nel modo illustrato nella tabella sottostante. Nel frattempo era sorto il quartiere di Passo Varano.
| Prima circoscrizione Sede: via C. Battisti 11/c | Seconda circoscrizione Sedi: piazza G. Galilei 12; via Esino 62; via Scrima 19 | Terza circoscrizione Sedi: piazza S. D'Acquisto 29; via Tavernelle 122 |
| --- | --- | --- |
| rione di San Pietro rione di Capodimonte rione di Santo Stefano rione Cardeto rione Adriatico rione del Passetto rione di Pietralacroce rione di Borgo Rodi quartiere di Monte Marino | rione degli Archi rione di Vallemiano (partim) rione di Montirozzo (partim) rione del Piano San Lazzaro rione Scrima rione di Posatora rione della Palombella quartiere di Torrette quartiere di Collemarino quartiere di Palombina Nuova frazione di Paterno frazione di Barcaglione frazione del Ghettarello frazione di Sappanico frazione di Gallignano | rione delle Grazie (partim) rione delle Tavernelle rione del Pinocchio quartiere delle Palombare quartiere delle Brecce Bianche quartiere di Ponterosso quartiere di Montedago quartiere di Passo Varano frazione di Candia frazione dell'Aspio di Ancona frazione di Montesicuro frazione di Montacuto frazione di Varano frazione del Poggio frazione di Massignano zona industriale della Baràccola |

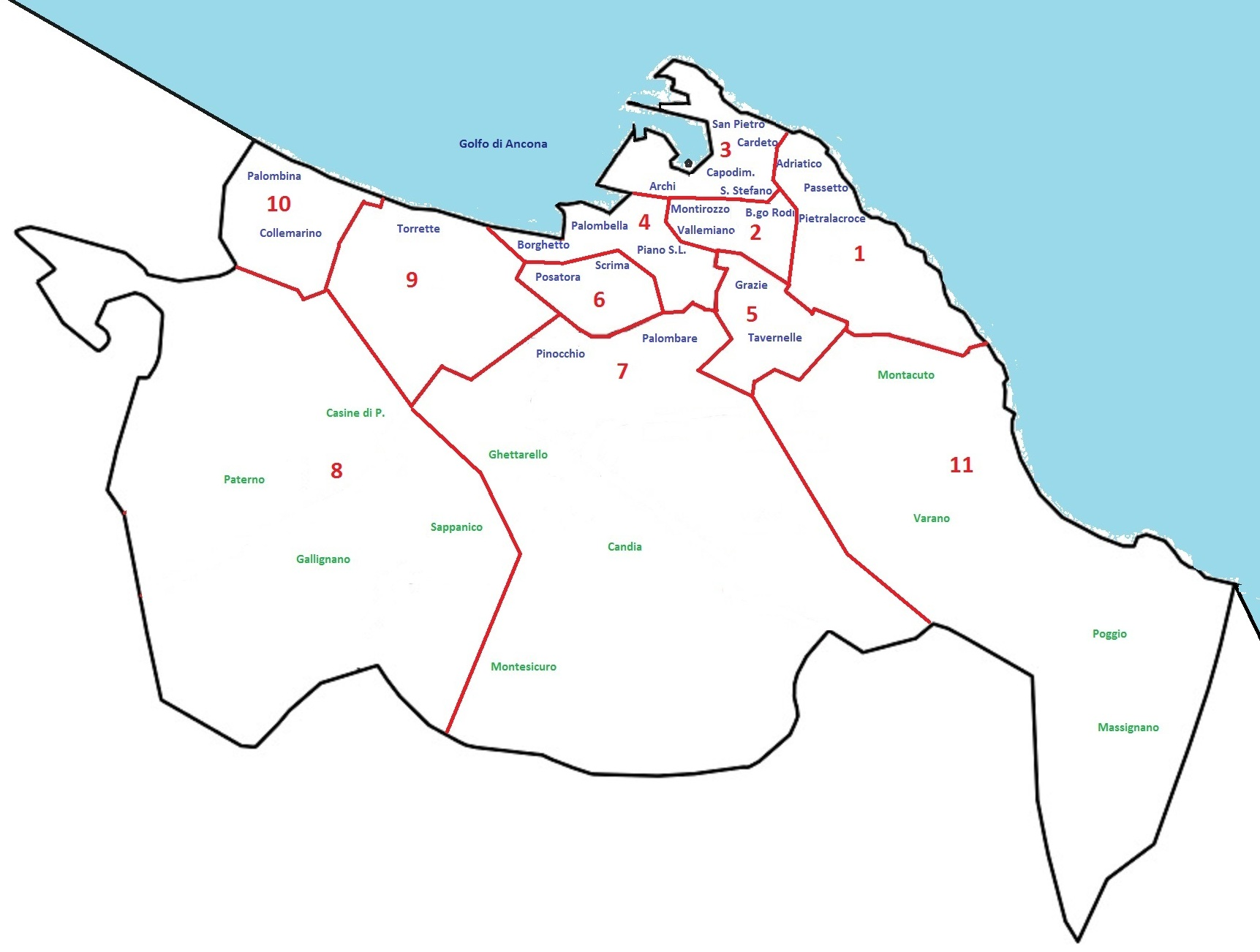
Le 11 circoscrizioni dopo il 1977.
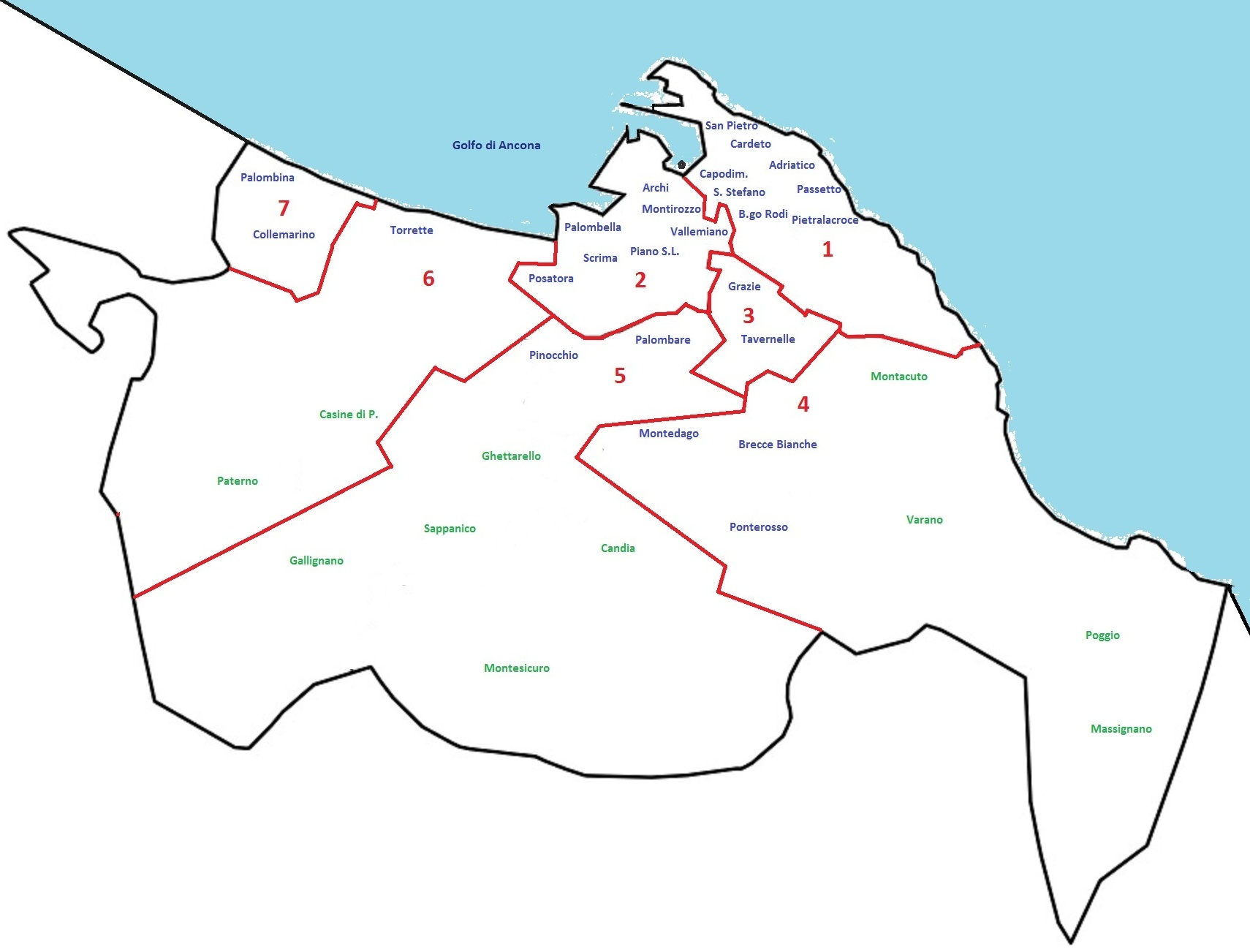
Le 7 circoscrizioni dopo il 1990.
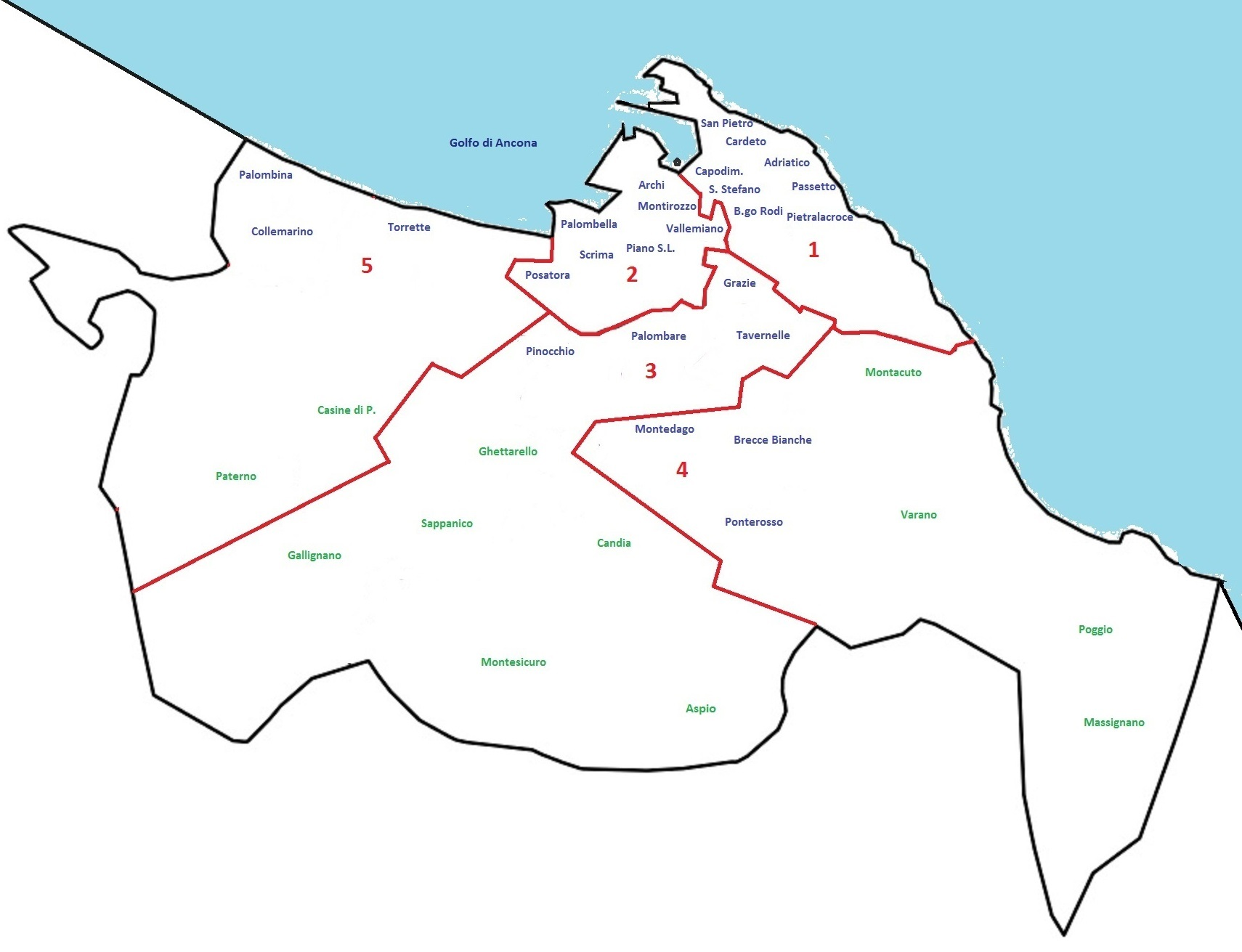
Le 5 circoscrizioni prima del 2009.
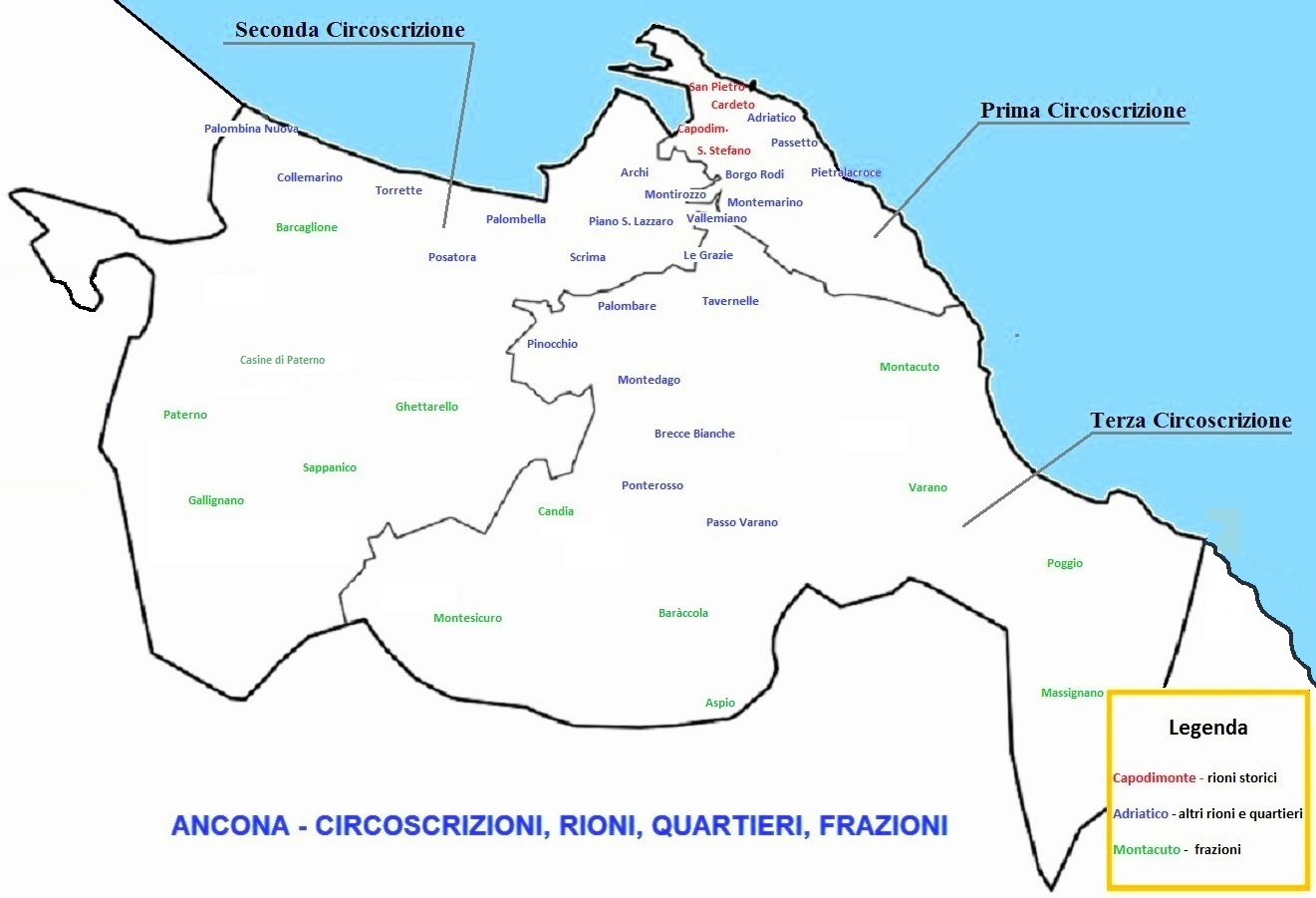
Le 3 circoscrizioni dopo il 2009.

I confini delle circoscrizioni in vigore dal 2009 non rispettavano la suddivisione tradizionale e storica della città.
Dal 2010 al 2017 le circoscrizioni di Ancona ebbero compiti solo consultivi e propositivi e non furono più organi elettivi. Nel 2017 sono infine state sostituite dai Consigli Territoriali Partecipati (CTP).

## Rioni e quartieri di Ancona
| Rione San Pietro (I consiglio territoriale)                           | colle Guasco e pendici occidentali del colle dei Cappuccini             | Piazza del Plebiscito (o del Papa)                                                                   | Parrocchia: San Pietro Apostolo (nella chiesa di San Francesco) | 1           | 60121 | Ancona 3 Scalo Vittorio              | Ancona 3 Scalo Vittorio            |                                   |
| Rione Capodimonte (I consiglio territoriale)                          | pendici settentrionali del colle Astagno                                | Piazza del Forte (o Sangallo)                                                                        | Parrocchie: San Giovanni Battista; Santissimo Sacramento Sinagoga ebraica Parrocchia ortodossa di San Dasio (nella chiesa dell'Annunziata, via Podesti)                                | 1           | 60122 | Ancona 3 Scalo Vittorio              | Ancona 3 Scalo Vittorio            |                                   |
| Rione Cardeto (I consiglio territoriale)                              | pendici sud-occidentali di monte Cardeto                                | Campo della Mostra (o Piazza Malatesta)                                                              | Parrocchia: Santi Cosma e Damiano | 1           | 60121 | Ancona Città p. 24 maggio            | Ancona Città p. 24 maggio          | Ancona Città p. 24 maggio         |
| Rione Santo Stefano (I consiglio territoriale)                        | pendici settentrionali di colle Santo Stefano                           | Piazza Pertini                                                                                       | Parrocchia: Santa Maria della Misericordia (partim) Chiesa Avventista del Settimo Giorno (v. Redipuglia, 35)                                                                           | 1           | 60122 | Ancona Città p. 24 maggio            | Ancona Città p. 24 maggio          | Ancona Città p. 24 maggio         |
| Borgo Rodi (II consiglio di territoriale)                             | sommità e pendici meridionali del colle Santo Stefano e di Monte Pulito | incrocio tra via Circonvallazione, via Rodi, Via V. Veneto                                           | Parrocchia: San Carlo Borromeo | 6           | 60124 | Ancona Città p. 24 maggio            | Ancona Città p. 24 maggio          | Ancona Città p. 24 maggio         |
| Rione Adriatico (II consiglio territoriale)                           | pendici sud-orientali di monte Cardeto e piana degli Orti               | piazza Diaz                                                                                          | Parrocchie: Sacro Cuore di Gesù; Santa Maria della Misericordia (partim) | 1           | 60123 | Ancona 6 v. Maratta, 39              | Ancona 6 v. Maratta, 39            |                                   |
| Rione Passetto (II consiglio territoriale)                            | Monte Santa Margherita e pendici settentrionali di Monte Pelago         | Pineta del Passetto (piazza IV Novembre)                                                             | Parrocchia: Santa Maria dei Servi | 1 - 9       | 60124 | Ancona 6 v. Maratta, 39              | Ancona 6 v. Maratta, 39            |                                   |
| Rione Pietralacroce (II consiglio territoriale)                       | colli Altavilla, Pelago e di Pietralacroce                              | incrocio tra via Pietralacroce, via della Ferrovia e via Santa Margherita                            | Parrocchia: Santa Croce | 9           | 60129 | Ancona 7 v. Pietralacroce            |                                    |                                   |
| Rione Archi (III consiglio territoriale)                              | pianura alla base delle pendici sud-occidentali del colle Astagno       | piazza del Crocifisso                                                                                | Parrocchia: Santissimo Crocifisso | 1           | 60125 | Ancona 2 v. Marconi- p. Rosselli     | Ancona 2 v. Marconi- p. Rosselli   | Ancona 2 v. Marconi- p. Rosselli  |
| Rione Montirozzo (III consiglio territoriale)                         | pendici meridionali del colle Astagno                                   | tratto di via Marchetti compreso tra via Pergolesi e via De Gasperi                                  | vedi Archi, Valle Miano e Piano San Lazzaro | 6           | 60125 | Ancona 2 v. Marconi- p. Rosselli     | Ancona 2 v. Marconi- p. Rosselli   | Ancona 2 v. Marconi- p. Rosselli  |
| Rione Palombella (III consiglio territoriale)                         | pianura costiera alla base di Colle Scrima                              | via Flaminia                                                                                         | Parrocchia: Santo Stefano alla Palombella | 2           | 60126 | Ancona 2 v. Marconi- p. Rosselli     | Ancona 2 v. Marconi- p. Rosselli   | Ancona 2 v. Marconi- p. Rosselli  |
| Rione Monte Marino (III consiglio territoriale)                       | Monte Marino                                                            | piazzale della Libertà                                                                               | Parrocchia: vedi Valle Miano | 8           | 60125 | Ancona 11 via M. d. Resistenza, 26   | Ancona 11 via M. d. Resistenza, 26 |                                   |
| Rione Valle Miano (III consiglio territoriale)                        | valle del torrente Miano                                                | piazza Bovio                                                                                         | Parrocchia: San Paolo Apostolo a Valle Miano | 7           | 60125 | Ancona 11 via M. d. Resistenza, 26   | Ancona 11 via M. d. Resistenza, 26 |                                   |
| Rione Piano San Lazzaro (VI consiglio territoriale)                   | Piano San Lazzaro                                                       | Piazza Ugo Bassi                                                                                     | Parrocchia: Sacra Famiglia (Salesiani) Sala del Regno (piazza Sarnano) Chiesa Evangelica Biblica (via Ragnini, 5) Moschea (via Dalmazia 5)                                             | 1           | 60127 | Ancona 4 via Loreto 38               | Ancona 4 via Loreto 38             | Ancona 4 via Loreto 38            |
| Quartiere Palombare (VI consiglio territoriale)                       | Piano San Lazzaro                                                       | piazza tra via dell'Industria e via dell'Artigianato                                                 | Chiesa cattolica di Santa Maria della Pietà Chiesa evangelica internazionale (via Nenni, 5)                                                                                            | 2           | 60127 | Ancona 4 via Loreto 38               | Ancona 4 via Loreto 38             | Ancona 4 via Loreto 38            |
| Rione Scrima (VI consiglio territoriale)                              | colle Scrima                                                            | piazza Camerino                                                                                      | Parrocchia: Cristo Divino Lavoratore | 3           | 60126 | Ancona 4 via Loreto 38               | Ancona 4 via Loreto 38             | Ancona 4 via Loreto 38            |
| Posatora (VI consiglio territoriale)                                  | pendici orientali del Montagnolo                                        | via Monte Vettore                                                                                    | Parrocchia: Santa Maria Liberatrice | 3           | 60131 | Ancona 5 via M. Vettore, 40          |                                    |                                   |
| Quartiere Torrette (VII consiglio territoriale)                       | pianura costiera e sella tra il Montagnolo e Colle Ameno                | isolato tra via Esino, via Conca, via Tenna e via Metauro                                            | Parrocchia: Maria SS. Madre di Dio | 3 A - B - C | 60126 | Ancona Torrette via Esino, 60        |                                    |                                   |
| Quartiere Collemarino (VII consiglio territoriale)                    | Collemarino                                                             | piazza Galileo Galilei                                                                               | Parrocchia: San Pio X | A - B       | 60126 | Ancona Collemarino piazza Torricelli |                                    |                                   |
| Quartiere Palombina Nuova (VII consiglio territoriale)                | pianura e colline costiere                                              | via Flaminia                                                                                         | Parrocchia: San Marcellino in Palombina Nuova | B - C       | 60126 | Ancona Palombina v. Flaminia 388/A   |                                    |                                   |
| Rione Le Grazie (IV consiglio territoriale)                           | collina delle Grazie                                                    | incrocio tra via delle Grazie e via Colleverde, all'altezza della chiesa di Santa Maria delle Grazie | Parrocchie: Santa Maria delle Grazie; San Francesco d'Assisi (Cappuccini) | 4           | 60128 | Ancona 1 via B. Croce, 12            | Ancona 1 via B. Croce, 12          |                                   |
| Rione Tavernelle (IV consiglio territoriale)                          | collina delle Tavernelle                                                | via Tavernelle                                                                                       | Parrocchia: Santa Maria di Loreto al Pozzetto | 4           | 60128 | Ancona 1 via B. Croce, 12            | Ancona 1 via B. Croce, 12          |                                   |
| Rione Pinocchio (V consiglio territoriale)                            | collina del Pinocchio                                                   | incrocio tra via Maggini, via del Pinocchio, via della Madonnetta                                    | Parrocchia: San Michele Arcangelo Moschea della Fratellanza (via Maggini) | 2           | 60127 | Ancona 8 via del Pinocchio, 1        | Ancona 8 via del Pinocchio, 1      |                                   |
| Quartiere Montedago (V consiglio territoriale)                        | pendici occidentali di Monte Dago                                       | - | Parrocchia: San Giuseppe Moscati | 2           | 60131 | Ancona 8 via del Pinocchio, 1        | Ancona 8 via del Pinocchio, 1      |                                   |
| Quartiere Brecce Bianche (V consiglio territoriale)                   | pendici meridionali di Monte Dago                                       | incrocio tra via delle Brecce Bianche, via Maestri del Lavoro e via Sacripanti                       | Parrocchia: San Gaspare | 2           | 60131 | Ancona 9 via d. Brecce Bianche, 1    | Ancona 9 via d. Brecce Bianche, 1  | Ancona 9 via d. Brecce Bianche, 1 |
| Quartiere Ponterosso (V consiglio territoriale)                       | pendici sud-orientali di Monte Dago                                     | piazza Salvo D'Acquisto                                                                              | Parrocchia: Sacro Cuore di Gesù a Passo Varano e Ponterosso | 2           | 60131 | Ancona 9 via d. Brecce Bianche, 1    | Ancona 9 via d. Brecce Bianche, 1  | Ancona 9 via d. Brecce Bianche, 1 |
| Quartiere Passo Varano (V consiglio territoriale)                     | pendici sud-orientali di Monte Dago                                     | nei pressi della chiesa e della ex scuola                                                            | Parrocchia: Sacro Cuore di Gesù a Passo Varano e Ponterosso | 4           | 60131 | Ancona 9 via d. Brecce Bianche, 1    | Ancona 9 via d. Brecce Bianche, 1  | Ancona 9 via d. Brecce Bianche, 1 |
| Zona commerciale dei Piani della Baràccola (V consiglio territoriale) | Piani della Baràccola                                                   | - | Territorio ricadente sotto la parrocchia della frazione di Candia (San Giuseppe) Chiesa Evangelica Apostolica (via Di Vittorio, 6B) Moschea della fratellanza (via Achille Grandi 46C) | -           | 60131 | Ancona 10 via F. Scataglini, 12      |                                    |                                   |

Le descrizioni dei rioni, dei quartieri e delle frazioni che seguono sono di carattere generale, e non sono citati tutti i monumenti e i centri di interesse presenti, descritti nella pagina principale, al paragrafo "Monumenti e luoghi di interesse". Alcuni rioni, quartieri e frazioni sono oggetto di una voce a parte, alla quale si rimanda.

## Primo consiglio territoriale
Il primo consiglio territoriale comprende il centro storico, ossia la parte della città che si affaccia sul porto ed era chiusa nelle mura ottocentesche. Hanno qui sede gran parte delle istituzioni culturali e amministrative, e nella zona dei tre corsi principali c'è il centro del commercio e degli uffici. Questa parte più antica della città è suddivisa nei quattro rioni di S. Pietro, Capodimonte, S. Stefano e Cardeto.

### Rioni San Pietro, Capodimonte, Santo Stefano, Cardeto
Il rione più antico è quello di San Pietro: esso coincide con la città greca, poi romana ed altomedievale. È arroccato sui colli del Guasco e dei Cappuccini e domina il porto dall'alto. Nel basso Medioevo si aggiunse il rione di Capodimonte, che risale le pendici settentrionali del colle Astagno seguendo l'arco del porto. Il rione di S. Pietro e quello di Capodimonte, con l'antico rione basso-medievale del Porto, scomparso sotto le bombe dell'ultima guerra, corrispondono agli antichi terzieri medievali.
Il centro cittadino comprende poi i rioni ottocenteschi: il rione Cardeto e quello di Santo Stefano, entrambi costruiti sulle pendici degli omonimi colli. Essi sono frutto dell'espansione urbana seguita all'Unità d'Italia.
I confini tra i rioni sono semplici: a Piazza Roma si incontrano i confini di tutti e quattro e i tre corsi principali dividono S. Pietro (a Nord-Ovest) da Capodimonte (a Sud-Ovest) e il Cardeto (a Nord-Est) da S. Stefano (a Sud-Est).
Nella numerazione ufficiale in uso sino al 1977, il Porto era il "Rione I", San Pietro il "Rione II", il rione Cardeto il "Rione III", il rione Santo Stefano il "Rione VI" e Capodimonte il "Rione VII".
Si ricorda che l'espressione "Guasco-San Pietro" non indica un rione della città, ma solo i piani particolareggiati che il Comune ha elaborato dagli anni settanta agli anni novanta, per regolamentarne gli interventi urbanistici; il nome doppio di questi piani deriva dal nome del rione (San Pietro) e dal nome del colle Guasco, sul quale una parte di esso sorge. Per influenza della denominazione di questi piani a volte, per errore, si denomina anche il rione con questo nome doppio, il cui uso è assolutamente da evitare al di fuori della burocrazia amministrativa.

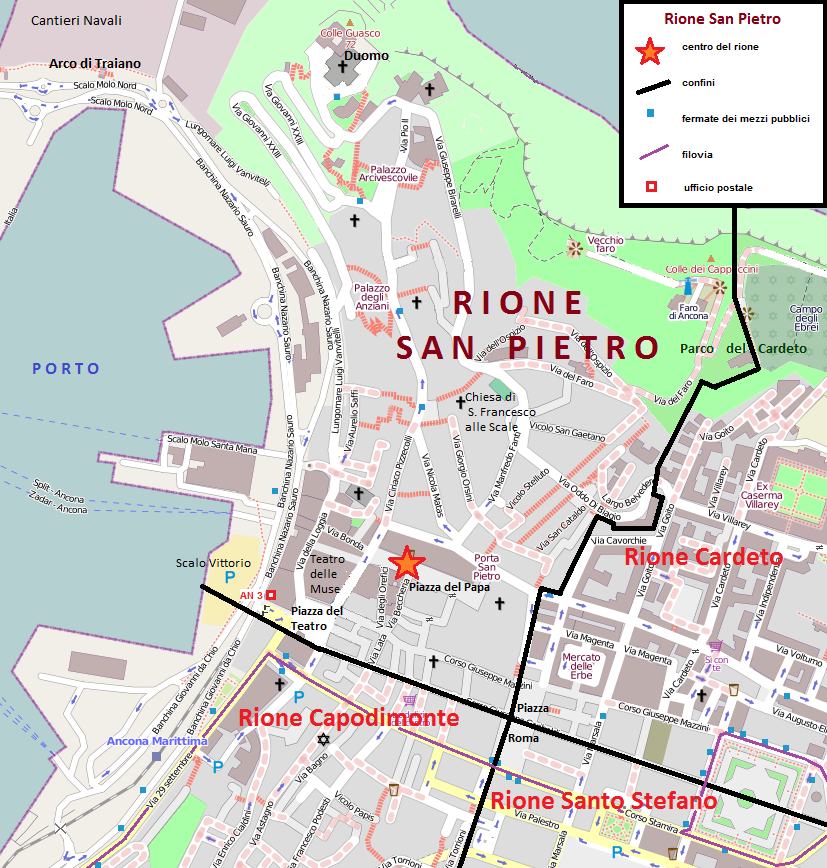
Mappa e confini del rione San Pietro
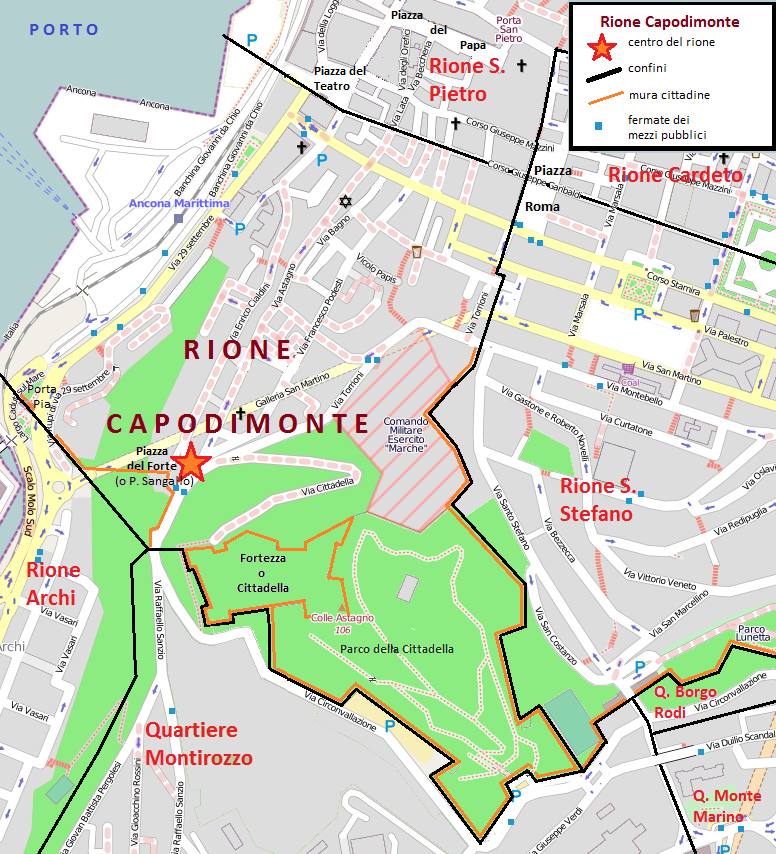
Mappa e confini del rione Capodimonte
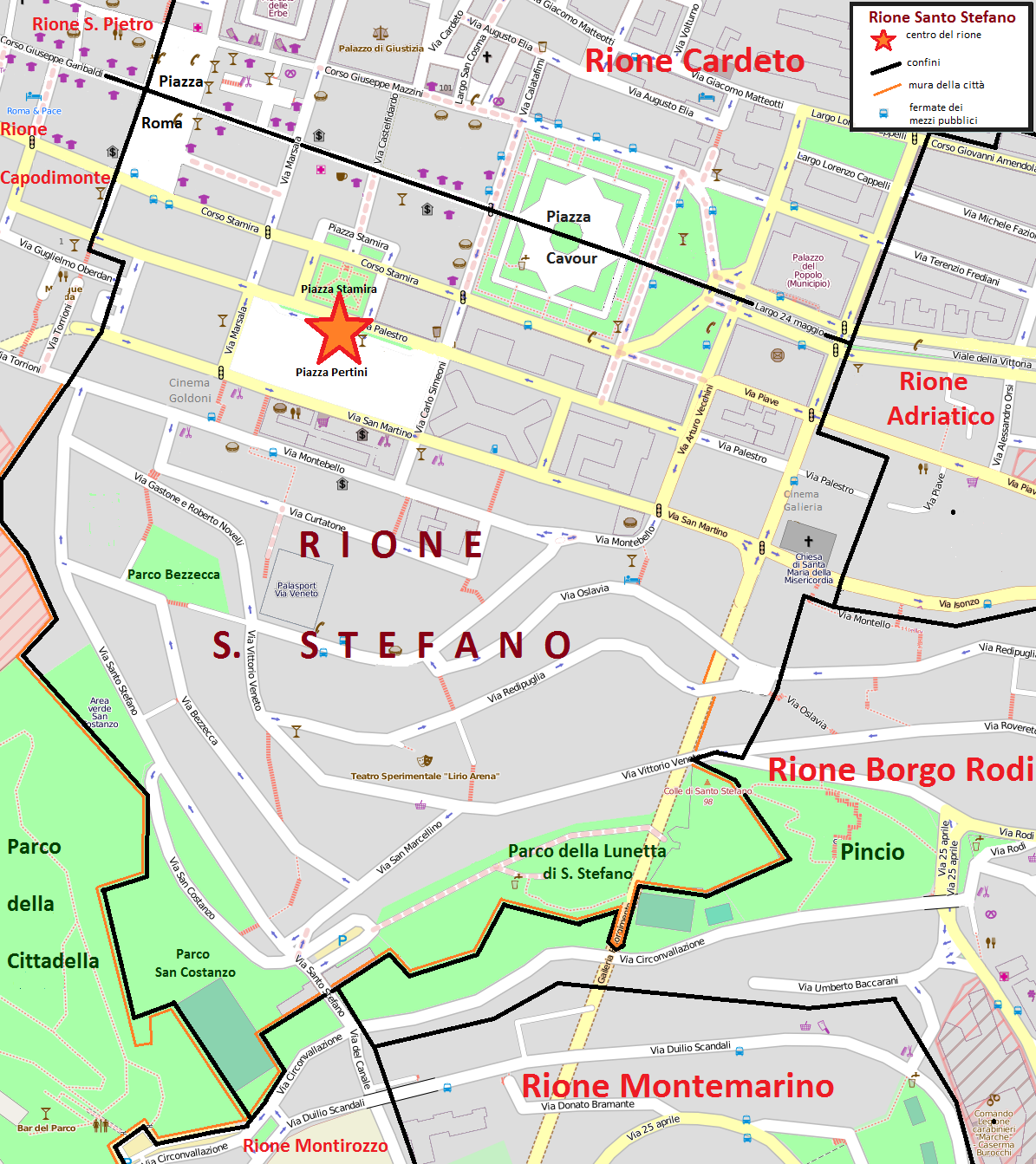
Mappa e confini del rione Santo Stefano
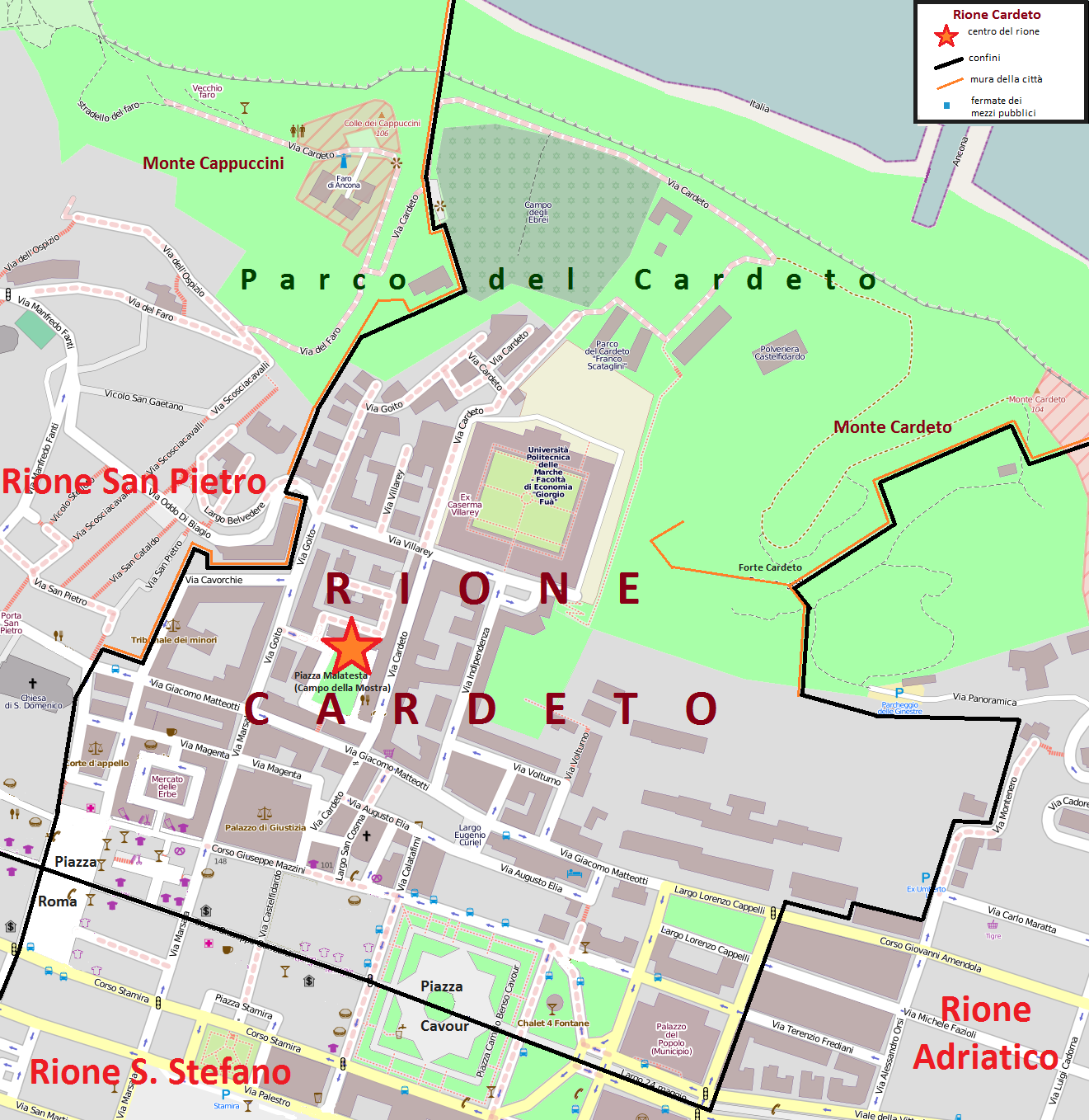
Mappa e confini del rione Cardeto

#### Commercio
La zona commerciale si estende lungo i tre corsi paralleli Mazzini, Garibaldi, Stamira e nelle vie limitrofe.
Mercato coperto: Mercato delle Erbe, in corso Mazzini.
Mercato ambulante: corso Mazzini e piazza Roma; è attivo sia la mattina sia il pomeriggio, dal lunedì al sabato.

#### Abitanti
Gli abitanti del rione di San Pietro si chiamano sampietroli e quelli di Capodimonte capomontesi (in dialetto capumontesi), quelli del rione Cardeto, invece, camparoli, dal nome della piazza principale, il Campo della Mostra (piazza Malatesta). Il rione San Pietro ha 2 151 abitanti, quello di Capodimonte 2 145 abitanti (dati 2011) Rispetto al decennio precedente gli abitanti sono dunque aumentati del 22,2% a San Pietro e del 10,8 a Capodimonte. Per i rioni di Santo Stefano e Cardeto i dati ufficiali sono accorpati: insieme i due rioni hanno 2 728 abitanti.

## Secondo consiglio territoriale
Il secondo consiglio territoriale comprende i rioni Adriatico, del Passetto, di Pietralacroce, di Borgo Rodi.

### Rione Adriatico

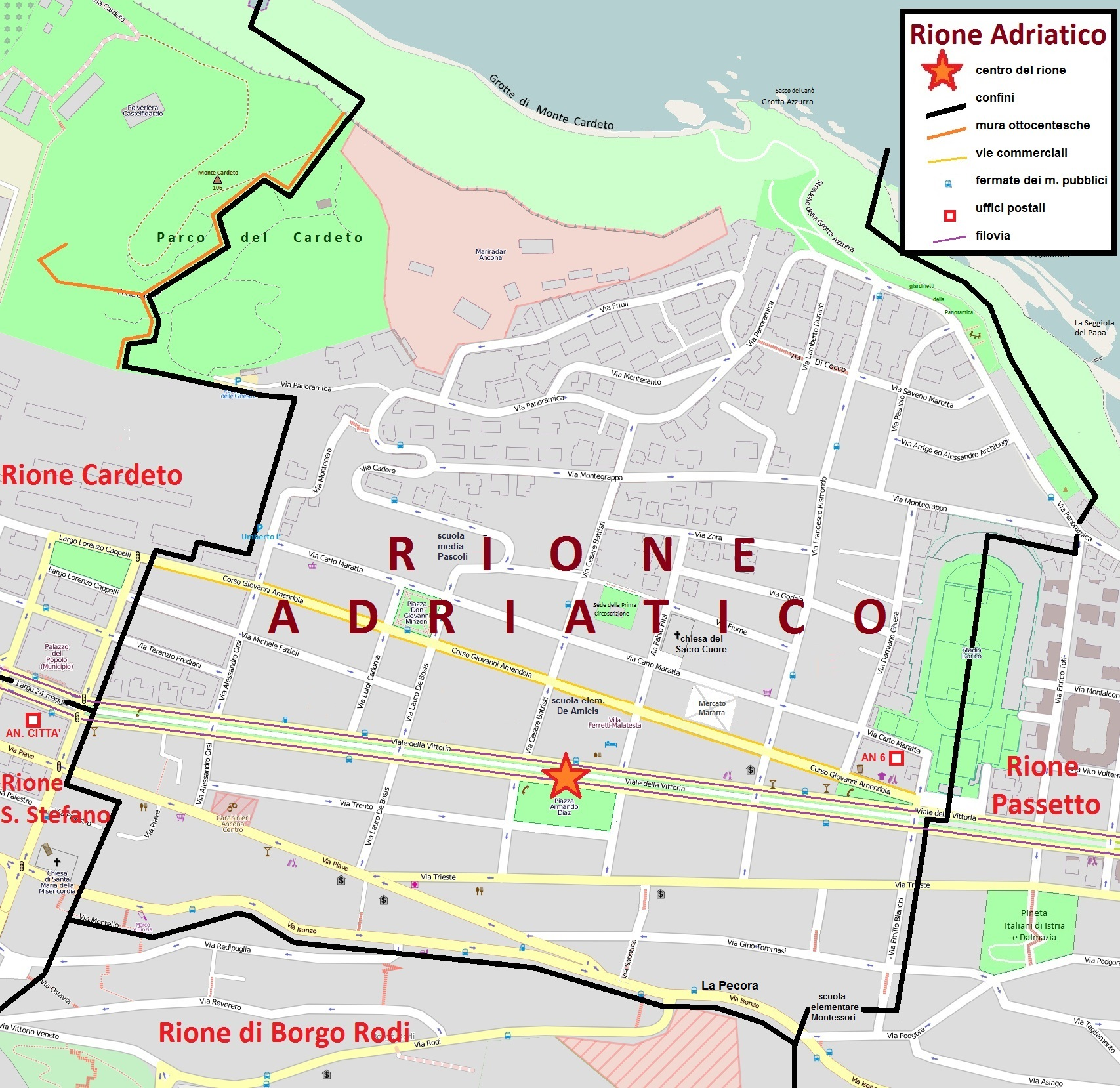
Mappa e confini del rione Adriatico

Il primo progetto del rione Adriatico ("Piano di ampliamento fuori porta Cavour") è del 31 ottobre 1904 ed è opera dell'ingegnere capo del Comune, Nestore Cinelli, quando già lungo l'attuale corso Amendola esistevano numerosi edifici. Nel 1913 il progetto venne rivisto dal nuovo ingegnere capo municipale Federico Federiconi su istanza del commissario prefettizio Umberto Veschi, che il 3 giugno 1913 pose ai voti la realizzazione di "un'arteria di 30 metri di larghezza che in prosecuzione di Corso Vittorio Emanuele, ma piegando leggermente a nord, incontri via Santa Margherita (odierno Corso Amendola) in corrispondenza del Tiro a Segno Nazionale e, immedesimandosi con essa giunga sino al giardino panoramico da realizzarsi con terrazza prospiciente il mare". La proposta fu approvata dal consiglio comunale il 7 giugno 1913 e con legge il 24 dicembre 1914. L'opera sarebbe stata realizzata in 25 anni, suddivisi in quinquenni, il primo dei quali destinato ai lavori di sterro, che iniziarono subito e terminarono prima del previsto: nel 1916, per cui si procedette subito a tracciare il viale Adriatico. Il nuovo rione è munito di tutti i servizi: elettricità, tram, acquedotto, gas, telefono. Prima dell'avvento del fascismo, il viale è terminato e sono già piantati gli alberi. 
In quegli anni la città stava cambiando direzione di espansione: completato lo sviluppo intorno all'arco del porto, l'edificazione si stava espandendo verso Est, fino a raggiungere nuovamente il mare, ma dal lato opposto del promontorio. Nel 1910 viene elaborato un nuovo piano urbanistico per la zona, ad opera dell'ingegner Tian; fu in questa occasione che nacque il progetto per un grande viale, lungo più di un chilometro, che doveva collegare il centro della città con la costa alta del Passetto. Si tratta di quello che oggi è chiamato Viale della Vittoria ed inizialmente Viale Adriatico, come il rione che attraversa. Nel 1918 il piano viene rivisto dall'ingegnere capo del Comune Federiconi, che ne conferma le idee essenziali. La villa extraurbana cinquecentesca dei conti Ferretti e il borgo della Pecora, lungo via Isonzo, vennero inglobati nel nuovo rione.
Negli anni venti e trenta l'attività edilizia nel nuovo rione era intensissima e molti degli edifici del rione, fusione di stile liberty ed eclettico, risalgono a quegli anni. Da quell'epoca si sono delineate le caratteristiche fondamentali del rione, in gran parte residenziale, ricco di verde privato e di strade alberate, essendo stato progettato con alcuni criteri tipici delle città-giardino.
La strada principale del rione è il Viale della Vittoria, comunemente chiamato semplicemente "Viale", lungo 1100 metri ed una delle più frequentate passeggiate cittadine. Questa arteria, insieme ai tre corsi principali, completò l'asse stradale da mare a mare che ancor oggi caratterizza la città. A metà del Viale si apre Piazza Diaz, che è il centro del rione.
Nella numerazione ufficiale in uso sino al 1977, il rione Adriatico era il "Rione IV".

#### Commercio
Arteria commerciale: Corso Amendola.
Mercato coperto rionale: "Maratta" (o "del Sacro Cuore").
Mercato ambulante: in via Maratta, attivo nelle mattine del martedì, del mercoledì e del venerdì (dall'anno 2019 è stato spostato nel tratto corrispondente del viale della Vittoria).

#### Abitanti
Gli abitanti del rione Adriatico e di quello del Passetto sono complessivamente 8.545.

### Rione del Passetto

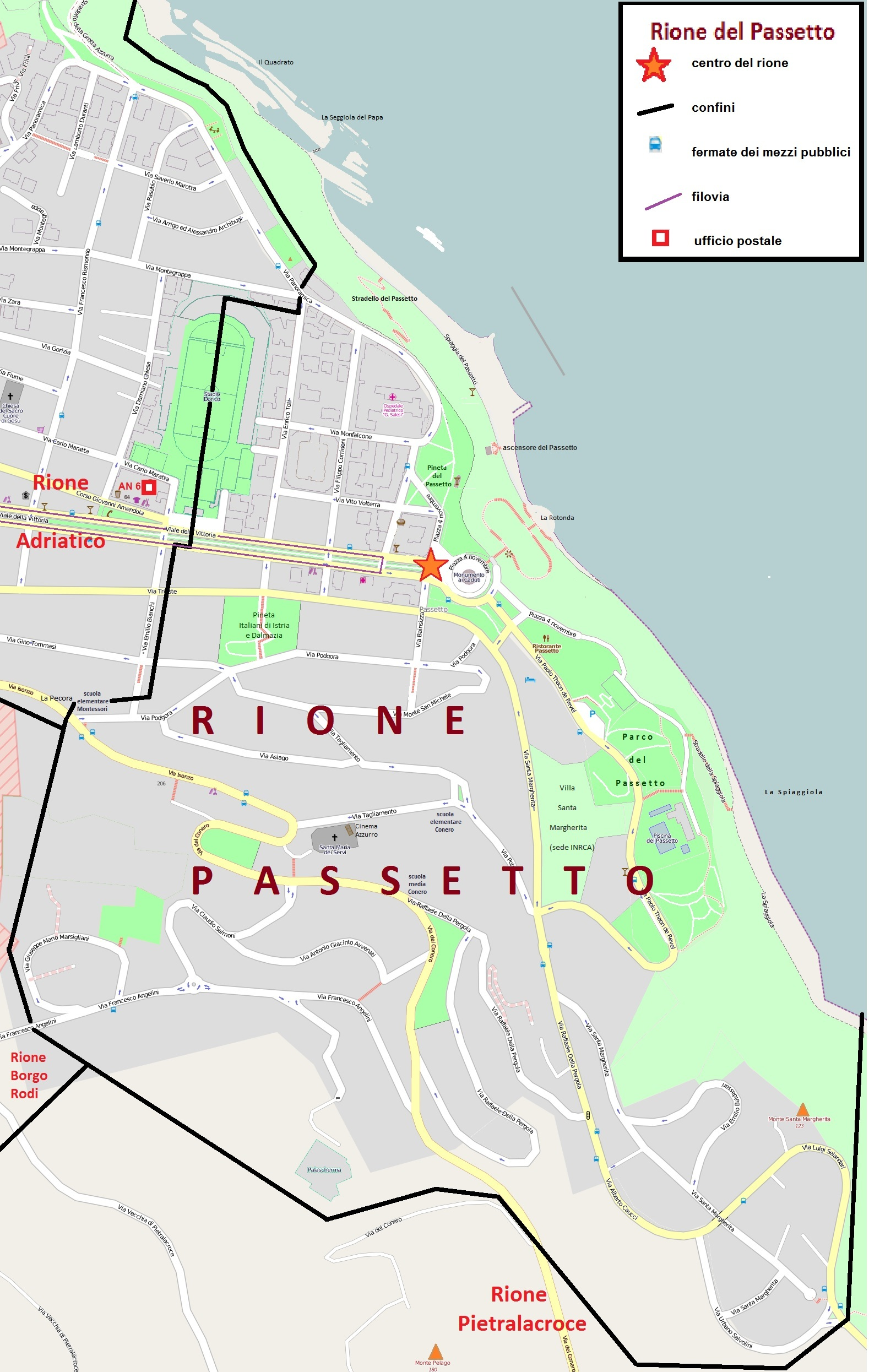
Mappa del rione del Passetto, con i suoi confini

L'attuale territorio del rione del Passetto fino all'ultima guerra era parte del rione Adriatico. A partire dagli anni sessanta del Novecento, lo sviluppo edilizio portò a distinguere la parte più orientale dalla rimanente, e nacque così il rione Passetto, che confina con il mare e risale le pendici di Monte Pelago e di Monte Santa Margherita. Il confine tra il rione Adriatico e quello del Passetto è individuato da Via Bianchi e dal Campo Sportivo Dorico, lo storico stadio della città, sede per molti anni delle partite dell'Ancona.
Centro del rione è la Pineta del Passetto, ossia Piazza IV novembre; panoramicamente affacciata sulla costa alta, vi si trova il Monumento ai Caduti e la sua scalinata monumentale che scende al mare, entrambi tra i simboli principali della città. Per scendere al mare si può usare anche il vicino ascensore oppure un sentiero pedonale. Nelle vicinanze della Pineta si trova l'Ospedale Materno Infantile "Gaspare Salesi", definito familiarmente dagli anconetani l'"Ospedaletto". Il rione prende il nome di Passetto dalla costa sottostante, molto frequentata d'estate per motivi balneari, con i suoi scogli bianchi (quello chiamato "Seggiola del Papa" è un altro simbolo cittadino) e le sue caratteristiche grotte di pescatori.

#### Abitanti
Gli abitanti del rione del Passetto e di quello Adriatico sono complessivamente 8.545.

### Rione di Pietralacroce

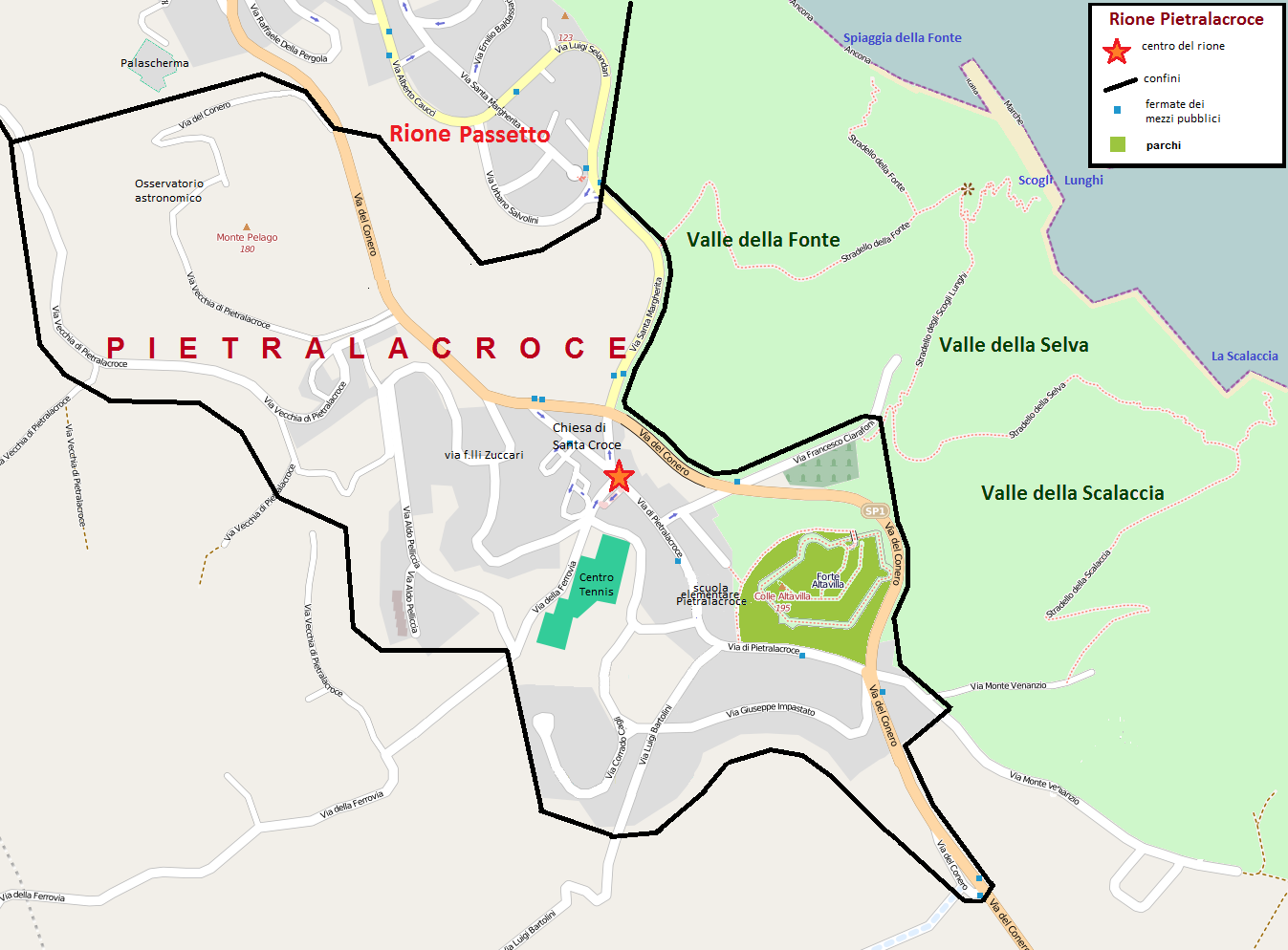
Mappa e confini del rione Pietralacroce

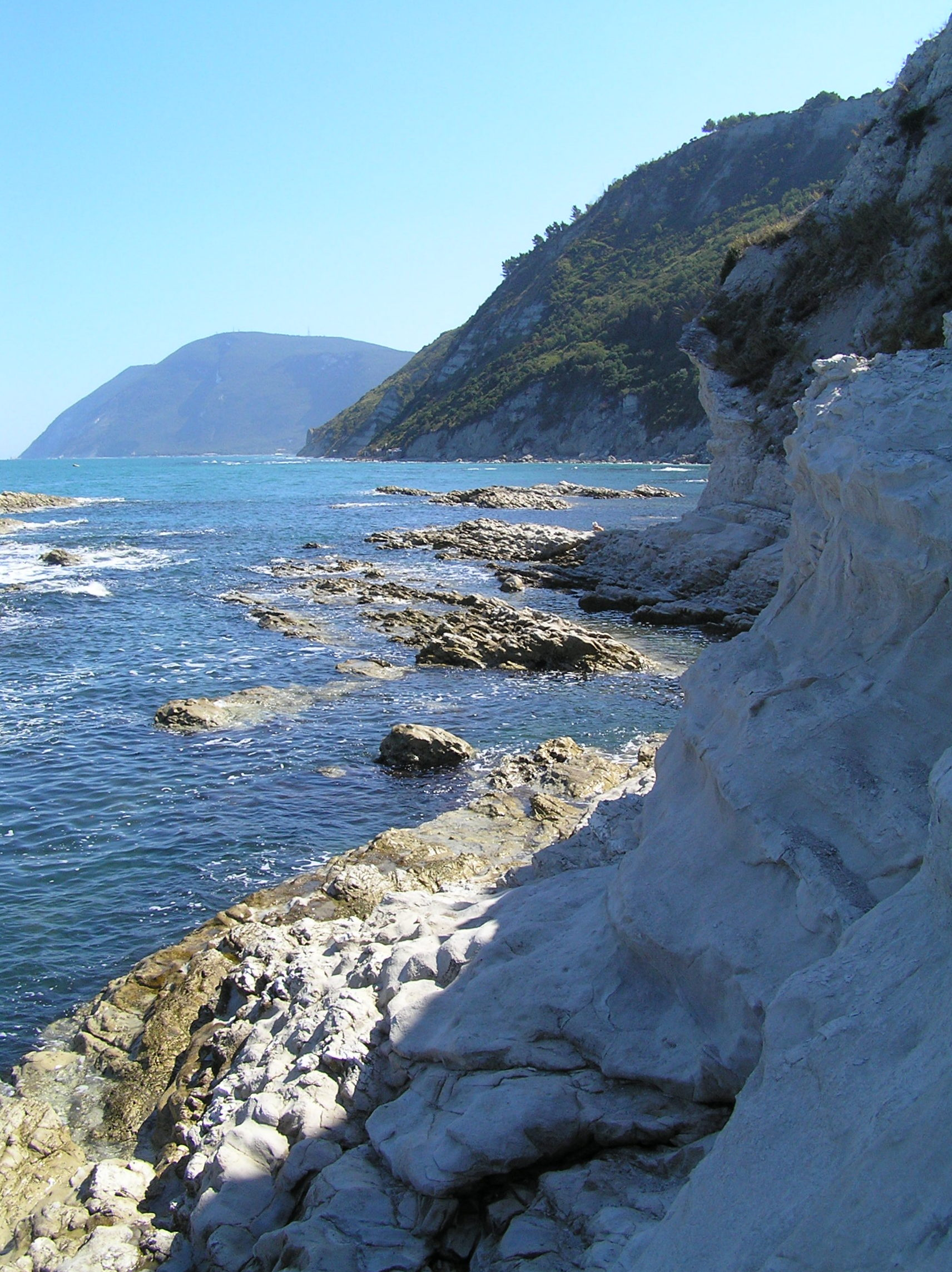
Pietralacroce - Scogliera dei Draghetti

Pietralacroce (in dialetto: Piedelacroce) sorge alle porte della città, alta sul mare e lungo la strada che conduce a Monte Conero. Ha origine dall'antico borgo omonimo, che venne raggiunto dall'espansione urbana tipica degli anni sessanta e settanta, diventando così un rione cittadino. Presenta quindi un piccolo nucleo antico, prevalentemente ottocentesco, che è il cuore del rione, e una vasta espansione moderna.
Occupando la parte più alta del colle Altavilla e le pendici di Monte Pelago, ha una posizione molto panoramica, guardando il mare dai due lati del promontorio di Ancona. Verso est si affaccia infatti su una fascia verde bordata dalla costa alta, mentre ad ovest guarda verso il Golfo di Ancona, che da qui si ammira in lontananza.
Si possono godere entrambi i panorami dall'ottocentesco Forte Altavilla, che occupa la cima del colle omonimo e che ora ospita un parco.
Tra il nucleo abitato e le rupi marine si trovano alcune piccole valli (le valli di Pietralacroce): la Valle della Fonte, della Selva, della Scalaccia, del Campo di Mare. Esse fanno parte del Parco Regionale del Conero, sono ricche di valori naturalistici e paesaggistici ed attraversate dall'itinerario nº 13 del Parco. Percorrendo quattro stradelli che attraversano queste valli si giunge alle spiagge rocciose sottostanti: 
- stradello della Fonte: conduce all'omonimo tratto di costa;
- stradello degli Scogli Lunghi: conduce agli Scogli Lunghi e alla spiaggia della Valletta;
- stradello della Scalaccia: conduce all'omonimo tratto di costa;
- stradello di Monte Venanzio: conduce alla spiaggia della Vena e da qui, con un impegnativo percorso sugli scogli, alla scogliera dei Draghetti e alla piccola spiaggia del Campo di Mare.

Sono tre i monumenti che sorgono nel rione: Forte Altavilla, sul colle omonimo, Forte Garibaldi, su Monte Pelago, la Chiesa di Santa Croce il cui sagrato è il centro del rione. Un cippo situato nei pressi di Forte Altavilla ricorda i caduti durante l'assedio del 1860, in seguito al quale Ancona entrò nel Regno d'Italia. Via principale è via Pietralacroce, antico tratto della via per Monte Conero, che ora passa su variante ai margini dell'abitato. Sorgono a monte Pelago tre importanti strutture di livello cittadino: l'osservatorio astronomico "Paolo Senigalliesi", il palazzetto della scherma e il centro tennis "Riviera del Conero".

#### Storia
L'origine del centro risale agli anni intorno al 1562, quando fu creata nella zona la parrocchia dello Spirito Santo e costruita la chiesa omonima, che nel nome ricordava quella che sorgeva sul colle Astagno, demolita pochi anni prima (nel 1532) per poter costruire la Fortezza o Cittadella. Nel periodo della Repubblica Anconitana, nel corso dell'assedio austro-russo-turco del 1799, la chiesa fu pesantemente danneggiata; la ricostruzione fu opera di Francesco Ciaraffoni. Nel 1828, a causa di uno smottamento del terreno, la chiesa fu restaurata su progetto di Michele Bevilacqua, che rispettò le precedenti forme settecentesche; in questa occasione il titolo fu cambiato in chiesa di Santa Croce. Non è chiaro se il titolo della chiesa prenda nome dal centro abitato circostante, oppure se sia il contrario.
Mai frazione autonoma, Pietralacroce, prima di essere inglobata nel territorio urbano, era un borgo dipendente amministrativamente e culturalmente dalla frazione del Poggio. Ciò era evidente anche dal dialetto parlato nella zona, che, sino all'inclusione nel territorio urbano, non era assimilabile a quello del centro cittadino, ma faceva parte dell'isola linguistica gallica del Conero insieme a quello delle frazioni di Montacuto, Varano, Poggio e Massignano.
Il nome era originariamente era Petra crucis, espressione che ha prodotto la voce dialettale Pié dela Croce, dove pié è abbreviazione di pietra e non di piede, come si potrebbe pensare.

#### Abitanti
Gli abitanti di Pietralacroce si chiamano piedelacrocesi, dal nome dialettale del centro: Piedelacroce. Gli abitanti sono 3.815.

### Rione di Borgo Rodi

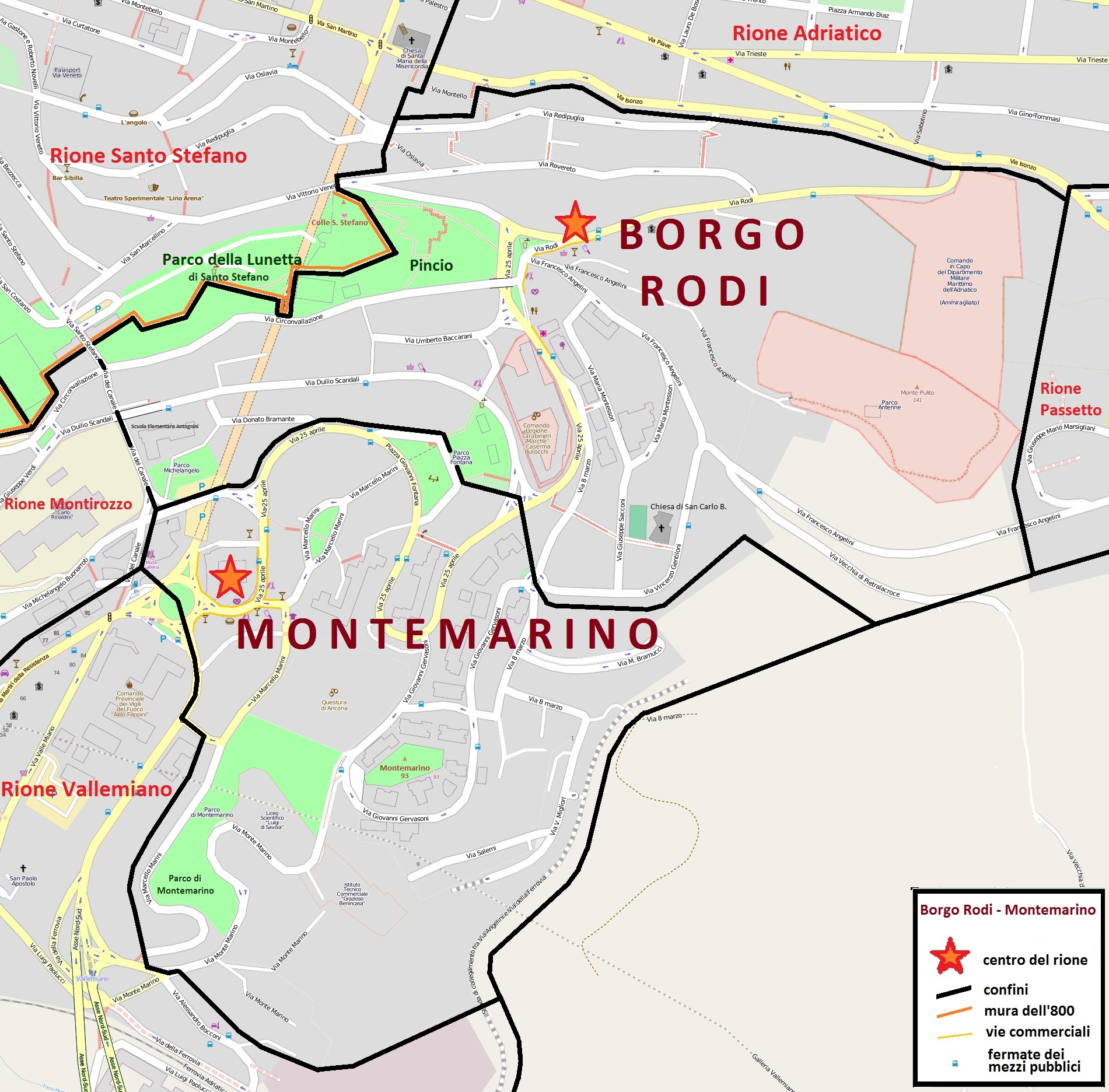
Mappa di Borgo Rodi e di Monte Marino, con i loro confini

Borgo Rodi, come suggerisce lo stesso nome, nacque come nucleo isolato dal resto della città, sulla sella tra il colle Santo Stefano e Monte Pulito. Nel dopoguerra crebbe tanto da ricongiungersi alla città, che domina panoramicamente dall'alto. Il Pincio, primo parco pubblico della città (è del 1870), è in particolare uno dei punti più apprezzati per osservare i rioni storici dall'alto e per ammirare il mare sia ad Ovest, verso il Porto, sia ad Est, verso il Passetto. Centro storico e commerciale del rione è la zona tra via Circonvallazione, via Rodi e via XXV Aprile, a bordo del Pincio.
Il rione fu istituito nel 1913 e nel nome ricorda l'isola di Rodi, allora appena acquisita dal Regno d'Italia in seguito alla Guerra italo-turca. Nella denominazione ufficiale in uso sino al 1977, Borgo Rodi era il "Rione V".

#### Abitanti
Abitano a Borgo Rodi 5 300 persone.

## Terzo consiglio territoriale
Il terzo consiglio territoriale comprende i rioni di Montemarino, degli Archi, di Montirozzo, di Vallemiano, della Palombella.

### Rione di Monte Marino
È un moderno rione residenziale, sorto negli anni settanta e ottanta del Novecento sulle pendici del colle omonimo, costituendo un'espansione verso sud di Borgo Rodi; condivide con questo rione infatti i principali servizi: scuola elementare, parrocchia cattolica, farmacia, linee di autobus. Arteria principale è via XXV Aprile.
È sede di un polo di scuole superiori (Liceo Scientifico "L. di Savoia", Istituto Tecnico "G. Benincasa") e della questura cittadina.
Via Canale lo separa dal quartiere di Montirozzo, via Bocconi da quello di Vallemiano, di cui fece parte sino ad anni recenti. È in via di ultimazione (2015) un nuovo nucleo del quartiere, nella zona orientale, imperniato su una nuova strada che collegherà via Angelini con via della Ferrovia.
Pur trovandosi ai suoi margini, funge da centro del quartiere la zona di Piazza della Libertà, situata nei pressi dell'ingresso alla Galleria del Risorgimento.

### Rione degli Archi

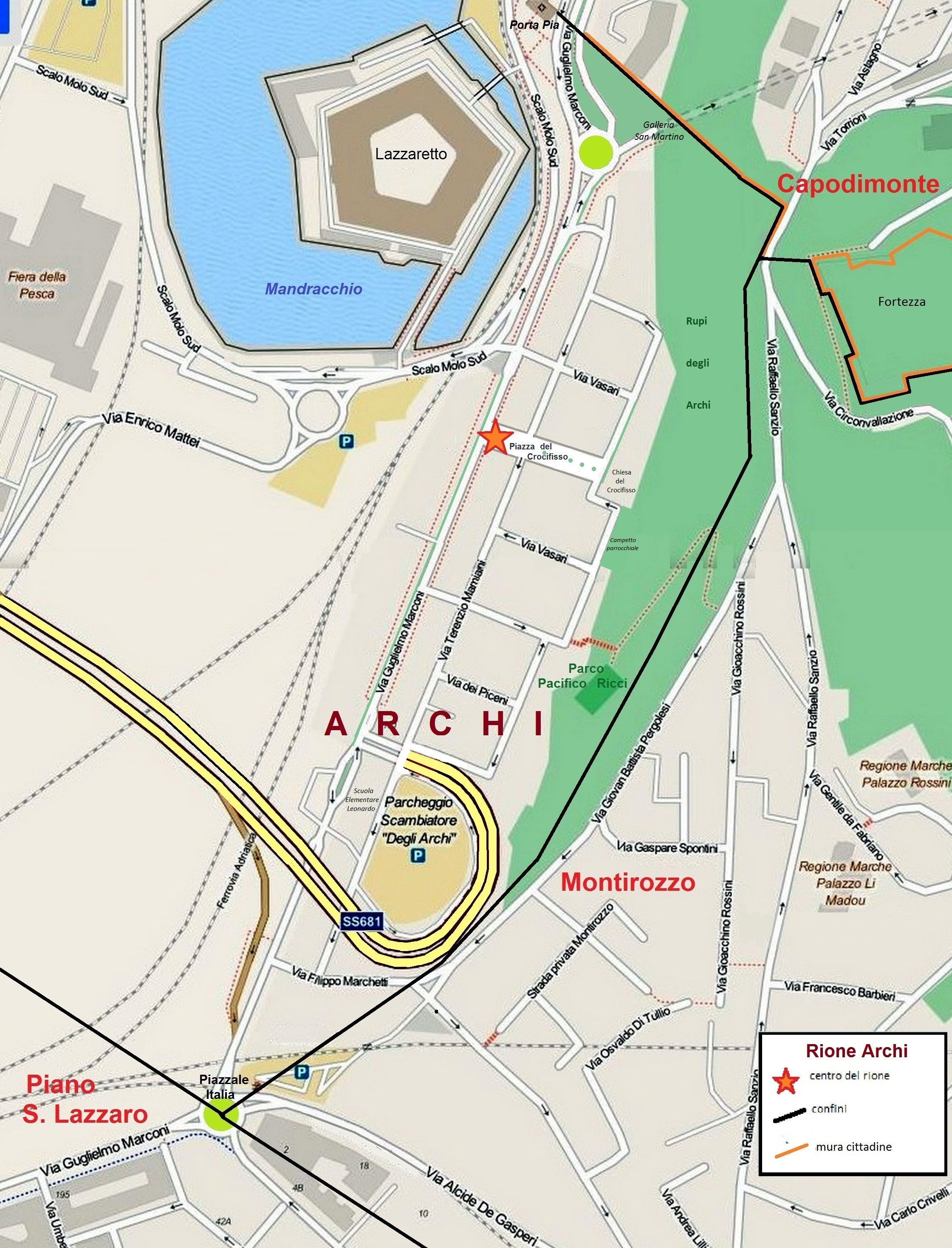
Mappa del rione Archi, con i suoi confini

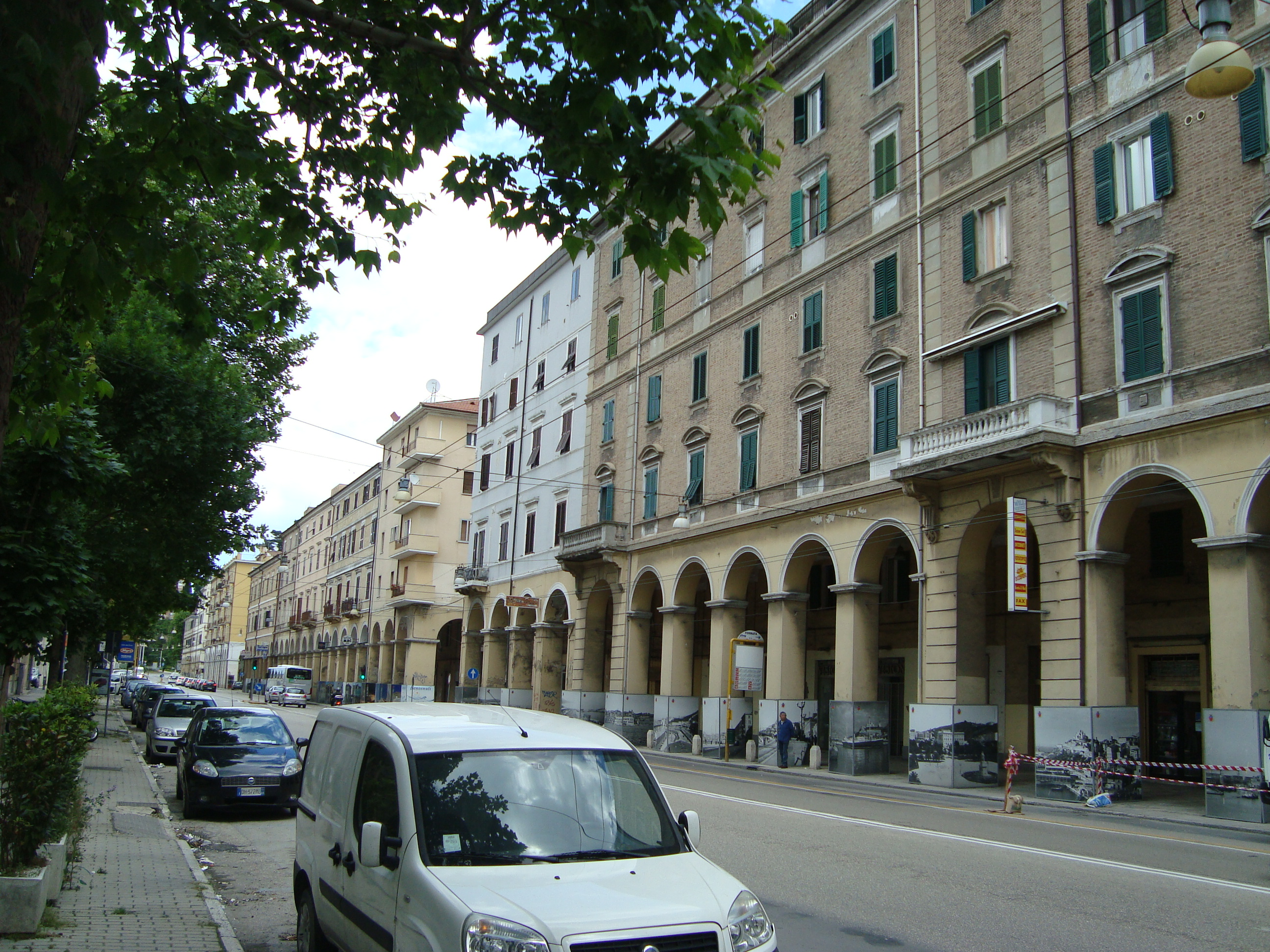
Via Marconi e i portici degli Archi, da cui il rione prende nome

Gli Archi (rió de' j'Archi in anconitano) sono un tipico rione portuale, animatissimo e popolare, abitato in prevalenza da pescatori e da altri lavoratori marittimi. Si sente vicina la presenza del Mandracchio, ossia la parte del porto che ospita i pescherecci. Il rione prende nome dai cinque isolati porticati che sorgono lungo un lato della via principale, via Marconi (detta anche via degli Archi). Tali isolati prendono popolarmente il nome di primo, secondo, terzo, quarto e quinto arco. Il centro è piazza del Crocifisso, ombreggiata da platani e sempre affollata di bambini che giocano. Sulla piazza si affaccia la chiesa parrocchiale del Crocifisso, costruita nel 1949 su progetto di Gaetano Minnucci in sostituzione dell'antica chiesa, distrutta dai bombardamenti del 1943-1944.
Negli ultimi anni agli Archi si sono stabiliti numerosi cittadini stranieri che spesso, ma non sempre, trovano lavoro nel settore della pesca. L'integrazione è in generale ben riuscita, e ciò ha reso l'atmosfera del rione cosmopolita e variopinta, come testimonia la presenza di numerosi esercizi commerciali esotici.
Gli Archi sono uno dei rioni anconitani dal carattere più marcato, e ben delimitati sono anche i suoi confini: Porta Pia, le rupi degli Archi e, fino agli anni venti, il passaggio a livello sulla ferrovia Adriatica poi sostituito da un cavalcavia corrispondente all'odierno Piazzale Italia.

#### Storia

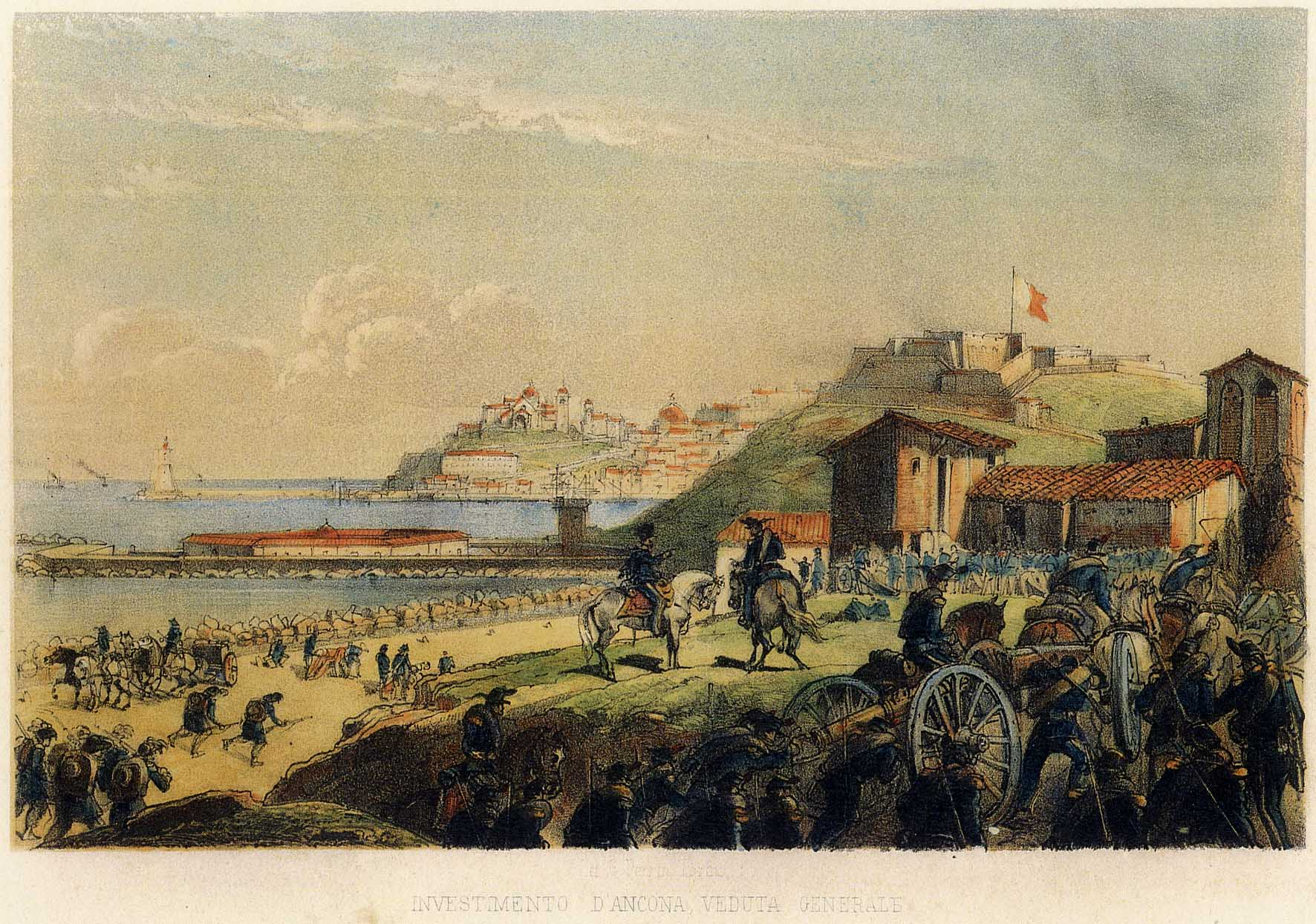
Litografia che mostra una veduta generale dell'Assedio del 1860. In primo piano sono le truppe sarde nel rione extramurario degli Archi, in procinto di assaltare Porta Pia.

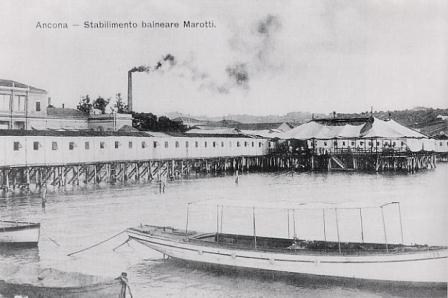
Il primo stabilimento balneare di Ancona: i Bagni Marotti (agli Archi), progettati da Nicola Matas

Il rione degli Archi sorse a partire dagli ultimi decenni del Settecento ed è una delle prime espansioni di Ancona al di fuori dalle mura. La premessa alla nascita del nuovo rione fu la sistemazione del porto ad opera di Luigi Vanvitelli con la costruzione del Lazzaretto e del Molo Nuovo, oggi parte del Molo Nord. Gli interventi vanvitelliani avevano raggiunto l'obiettivo prefissato di far rinascere i traffici navali, dopo la profonda crisi del Seicento; le opere vanvitelliane fecero inoltre da catalizzatore per la realizzazione di ulteriori interventi urbanistici a servizio del porto e in particolare l'apertura, nel 1783, di un nuovo, più ampio e pianeggiante accesso stradale da nord, composto dagli odierni corso Carlo Alberto, via Marconi (all'epoca "Strada Pia") e via XXIX Settembre. L'odierno corso Carlo Alberto fu realizzato come viale, con duplice filare di alberi, mentre l'odierna via Marconi aveva quattro filari alberati; dato che all'epoca non era stato ancora realizzato l'interramento su cui oggi si estende l'area ferroviaria e la zona industriale del porto, l'attuale via Marconi era un viale di lungomare, meta di passeggiate fuori porta. 
Lungo la nuova strada (oggi chiamata via Marconi) sorse presto Borgo Pio, detto così in onore del papa allora regnante Pio VI, che aveva promosso i lavori e si rese necessaria l'apertura nella cinta muraria di un nuovo ingresso monumentale alla città, situata a metà della nuova strada: Porta Pia, costruita tra il 1787 e il 1789.
A partire dal 1789, lungo la via principale, si iniziò la costruzione della lunga fila di palazzi porticati che ancor oggi caratterizza il rione; il borgo venne così presto denominato rione degli Archi; all'epoca infatti non c'erano altri portici in città, e la loro presenza colpì l'immaginazione popolare.
Gli Archi sono stati il primo rione di Ancona conquistato dalle truppe di Vittorio Emanuele II nel corso dell'Assedio del 1860. Dopo la vittoria sarda, le Marche e l'Umbria entrarono nel Regno di Sardegna.
Nel 1861 fu costruito nel rione un grande gasometro per fornire di gas illuminante i lampioni di tutta la città; rimasto come testimonianza di archeologia industriale fino agli anni ottanta, fu inopinatamente abbattuto per realizzare un parcheggio scambiatore multipiano.
Sul viale a quattro filari affacciato sul mare, nel 1882 fu aperto il primo stabilimento balneare della città: i bagni Marotti, progettati dall'architetto Nicola Matas.
Nel corso degli anni la necessità di ampliare la zona ferroviaria con nuovi interramenti a mare portò alla chiusura degli stabilimenti balneari e alla eliminazione del viale, sostituito da una serie di palazzi davanti ai quali è rimasto un unico filare di platani.

#### Abitanti
Gli abitanti del rione degli Archi si chiamano arcaroli. Gli abitanti sono 2.111, con un aumento considerevole negli ultimi dieci anni: del 29,5%.

### Rione di Vallemiano

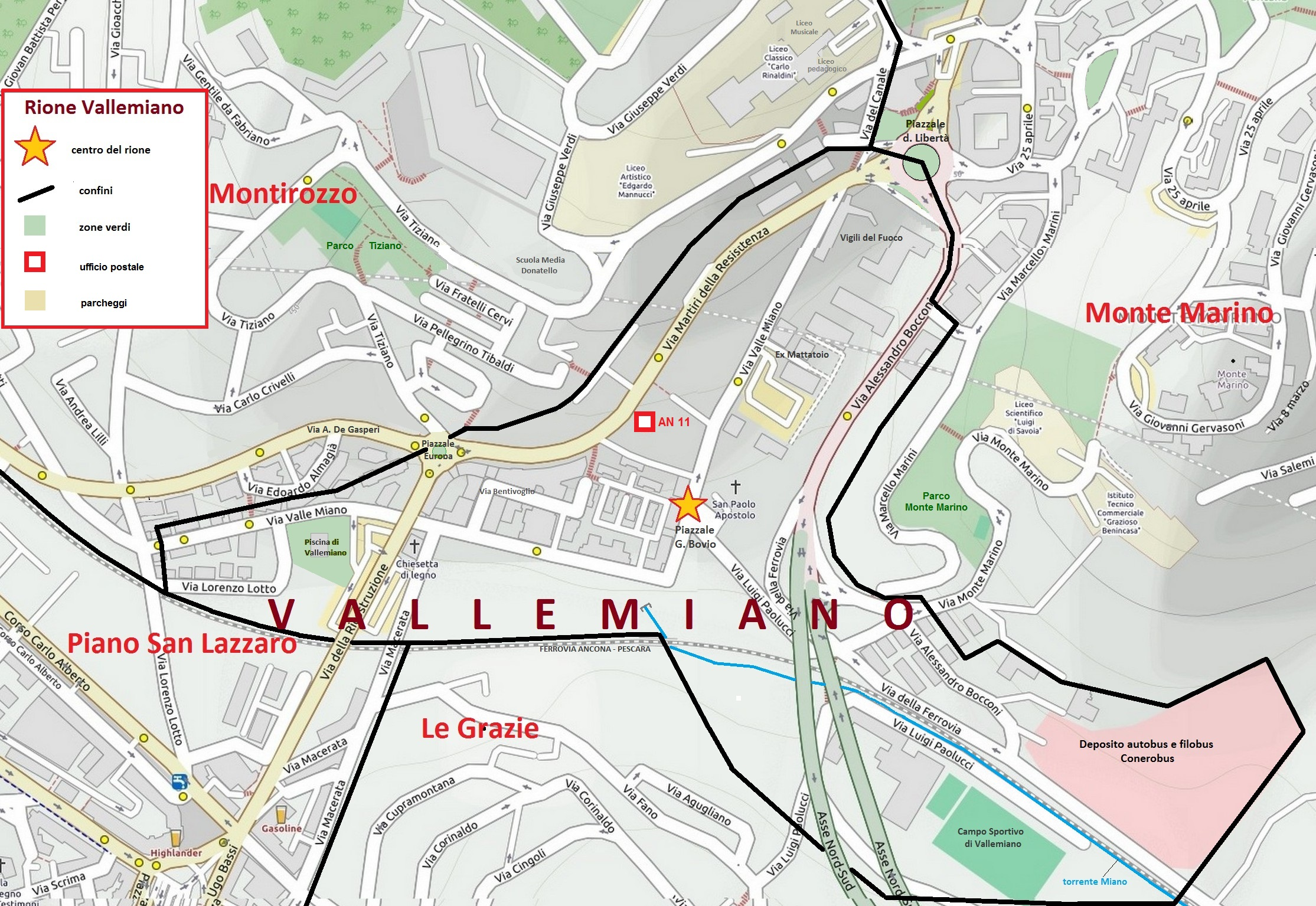
Mappa e confini del rione Vallemiano

Il nome stesso del rione indica la sua anomalia rispetto agli altri della città, che per la maggior parte occupano versanti collinari; al contrario, questo rione si distende lungo il tratto mediano della valle del torrente Miano. In dialetto il rione è detto Valemià.
È per metà nella prima e per l'altra metà nella seconda circoscrizione.
Vallemiano è un rione popolare sorto nei primi anni del Novecento intorno al Mattatoio, che ancora ne costituisce l'emergenza monumentale principale, notevole esempio di archeologia industriale. Ora esso, oramai dismesso, è stato parzialmente restaurato per adibirlo ad attività sociali e culturali. Oltre che dal mattatoio l'atmosfera del rione è segnata dalla presenza della linea ferrata per il Sud, dal torrente che scorre in ampia valle agricola fino ai margini urbani, dal deposito degli autobus e dei filobus, dalla grande caserma dei Vigili del Fuoco. Due strade sopraelevate ad alto traffico (via della Ricostruzione e asse nord-sud) ne condizionano la vivibilità.
L'asse stradale di Via Martiri della Resistenza, tracciato negli anni cinquanta, segna il confine di Vallemiano con quello adiacente di Montirozzo, mentre la ferrovia lo separa dai quartieri del Piano S. Lazzaro e delle Grazie. Il confine con Monte Marino passa a monte di via Bocconi. Centro del rione è il piazzale Giovanni Bovio, detto anche "piazza di Vallemiano"; la principale arteria commerciale è via Martiri della Resistenza.

### Rione di Montirozzo

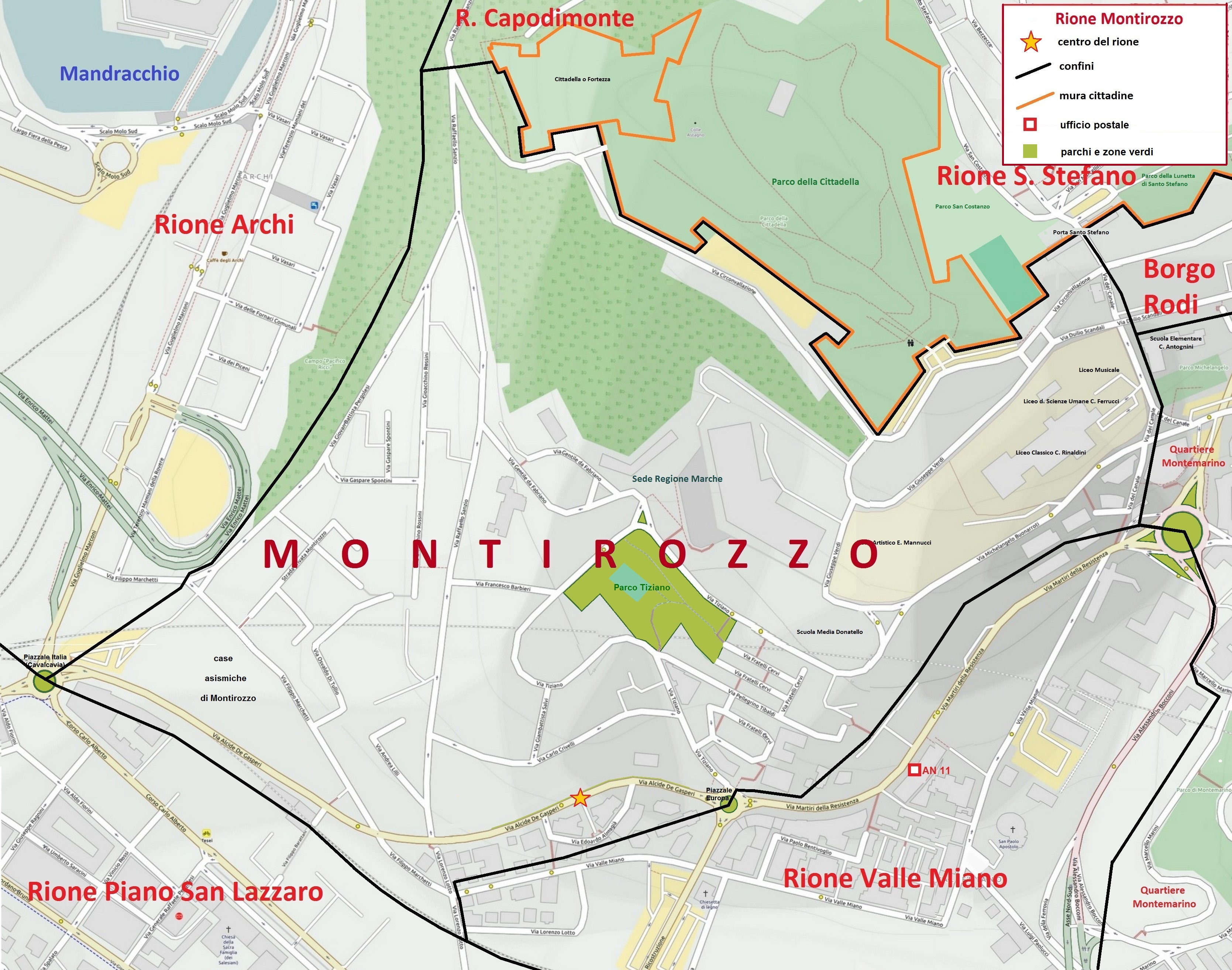
Mappa e confini del rione Montirozzo

Con il nome di Montirozzo (in dialetto Muntirozzo) si indicava, prima del 1930, solo la zona situata sulle pendici meridionali del Colle Astagno e compresa tra via Pergolesi (o "discesa del Gas") e via Marchetti. Questo primo nucleo è ancor oggi caratterizzato da villette circondate da giardini, con panorama sul sottostante rione degli Archi.
Dopo il terremoto del 1930, sorse in zona pianeggiante il secondo nucleo del rione: un popolare quartiere modello (le cosiddette "case asismiche di Montirozzo") in cui i bassi edifici, progettati con uno stile ispirato alle "insulae" dell'antica Roma, sono immerse nel verde. Progettista ne fu l'architetto Alberto Calza Bini.
A partire dagli anni sessanta del Novecento il rione, classificato con il nome di "Rione IX - Montirozzo", si ampliò notevolmente, con la costruzione di un terzo nucleo: la zona di "Cittadella Sud". Essa, imperniata sull'asse stradale di via Michelangelo-via Tiziano, è costituita principalmente da condomini e comprende un importante polo scolastico: liceo artistico, liceo classico, liceo pedagogico, liceo musicale, scuola media Donatello. Nella zona centrale del rione, circondata da verde pubblico, è stata costruita la moderna sede amministrativa della Regione Marche. Uno dei palazzi della Regione è notevole opera di architettura moderna di Vittorio Gregotti, che richiama nel mattone e nei volumi orizzontali la vicina Cittadella. L'ingresso al Parco della Cittadella si apre sul rione.
Per il fatto di essere costituito da tre nuclei distinti, il rione non ha un vero e proprio centro, ma in qualche modo svolgono questa funzione via De Gasperi e piazzale Europa, pur trovandosi quest'ultimo ai margini del rione. Gli abitanti sono detti montirozzari (in dialetto muntirozzari).

### Rione della Palombella

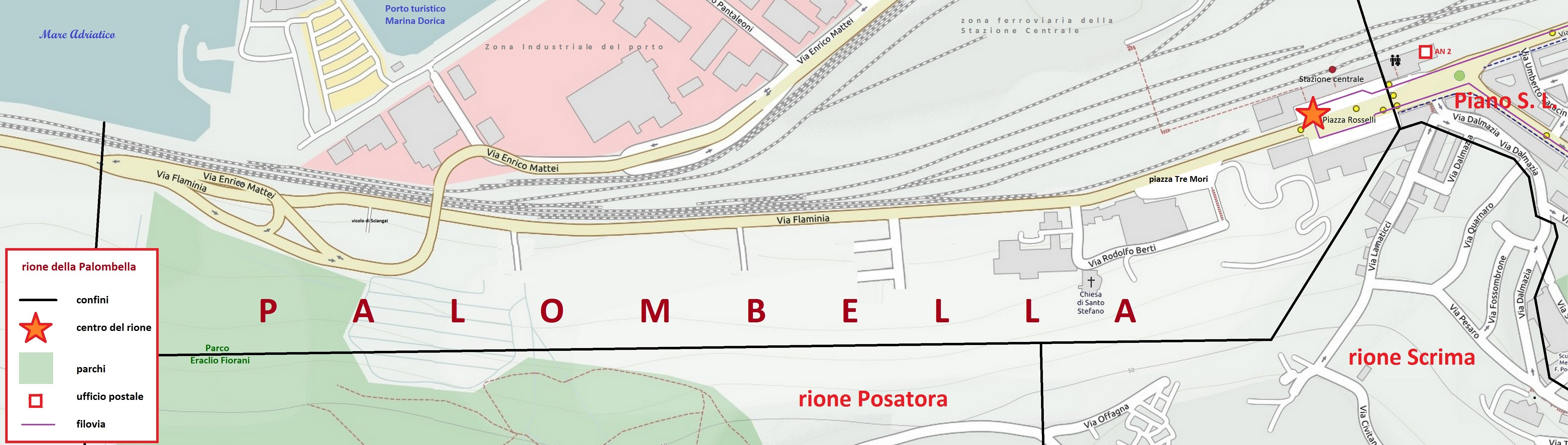
Mappa e confini del rione della Palombella

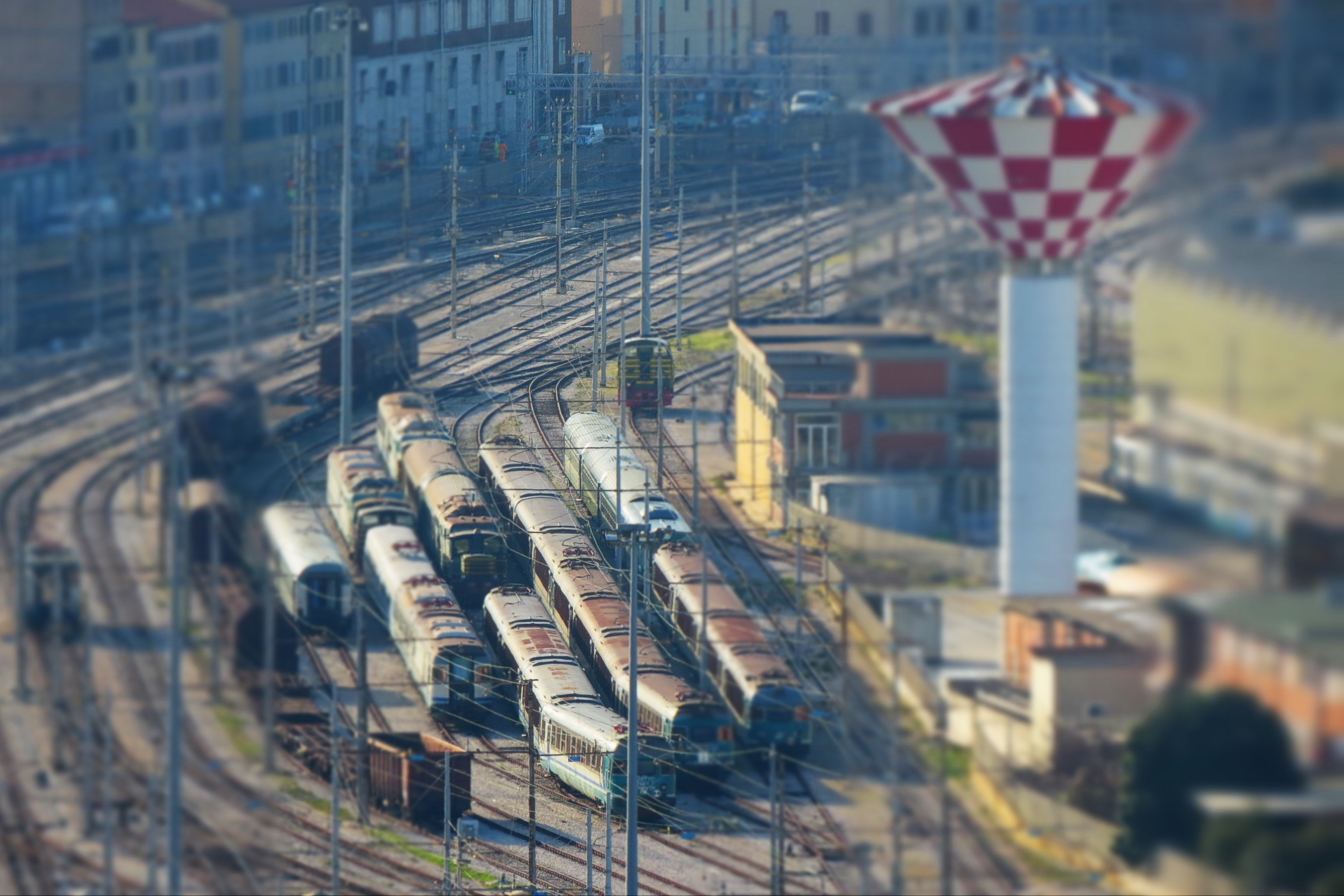
Le case della Palombella, affacciate verso la vasta zona ferroviaria della stazione centrale

La Palombella (in dialetto Palumbèla) sorse all'inizio del Novecento lungo la via Flaminia, quando era ancora parte della strada statale 16 Adriatica; tipico rione di ingresso urbano, prettamente popolare, è stretto tra la linea ferroviaria e le rupi di Posatora. Gli abitanti del rione sono sempre stati in prima fila durante le lotte sociali che caratterizzarono la città di Ancona nel Novecento; si ricordano al proposito alcuni momenti significativi: nel 1920 durante la Rivolta dei Bersaglieri, straordinario esempio di sommossa armata contro il governo, le famiglie della Palombella aderirono in massa alla ribellione; dopo la Seconda guerra mondiale, l'inaugurazione nel 1948 della Casa del Popolo poté avvenire grazie all'opera disinteressata degli abitanti del rione, che la costruirono interamente; nel 1949 fu offerta ospitalità agli abitanti della frazione della Castelletta di Fabriano, che erano arrivati a piedi ad Ancona per richiamare l'attenzione sulle loro difficili condizioni di vita; negli stessi anni le famiglie della Palombella accolsero nelle proprie case molti bambini di Lavello (PZ) i cui genitori erano stati arrestati perché avevano occupato dei latifondi per poterli coltivare. Veniva pubblicato anche un giornale ("La voce del rione") per informare sulle attività sociali della Palombella.
Alla fine degli anni cinquanta del Novecento fu classificato con il nome di "Rione XI - Palombella". Fu sede fino a pochi decenni fa di importanti industrie cittadine: quella dei medicinali Angelini, ora trasferita nella zona industriale della Baràccola, la fabbrica della Birra Dreher, ora dismessa, e la fornace Verrocchio, antica fabbrica di laterizi di cui da anni si attende il completamento della trasformazione in autostazione; nel rione ha sede anche il quotidiano anconetano Corriere Adriatico.
La Palombella ha sofferto molto in occasione della grande frana del 13 dicembre 1982 ed è in attesa di una riprogettazione che ne valorizzi gli aspetti più belli, come la palazzata su via Flaminia e la zona verde delle rupi retrostanti, e ne faccia riscoprire la vicinanza al mare. Infatti, prima degli interramenti del dopoguerra, molti anconitani si recavano al mare nella spiaggia della Salute, proprio davanti alla Palombella. Per quanto riguarda la zona verde delle rupi, è in previsione l'apertura di ingressi al Parco Eraclio Fiorani.
Fungono da centro del rione la zona della via Flaminia intorno a piazza Tre Mori e la piazza della Stazione Centrale, che divide la Palombella dagli altri rioni cittadini.

#### Abitanti
Gli abitanti della Palombella, detti palombellari (in dialetto palumbelari) sono 1.054 e tra il 1981 e il 2010 hanno avuto un calo del 6,5%.

## Quarto consiglio territoriale
Il quarto consiglio comprende i rioni delle Grazie e delle Tavernelle.

### Rione delle Grazie

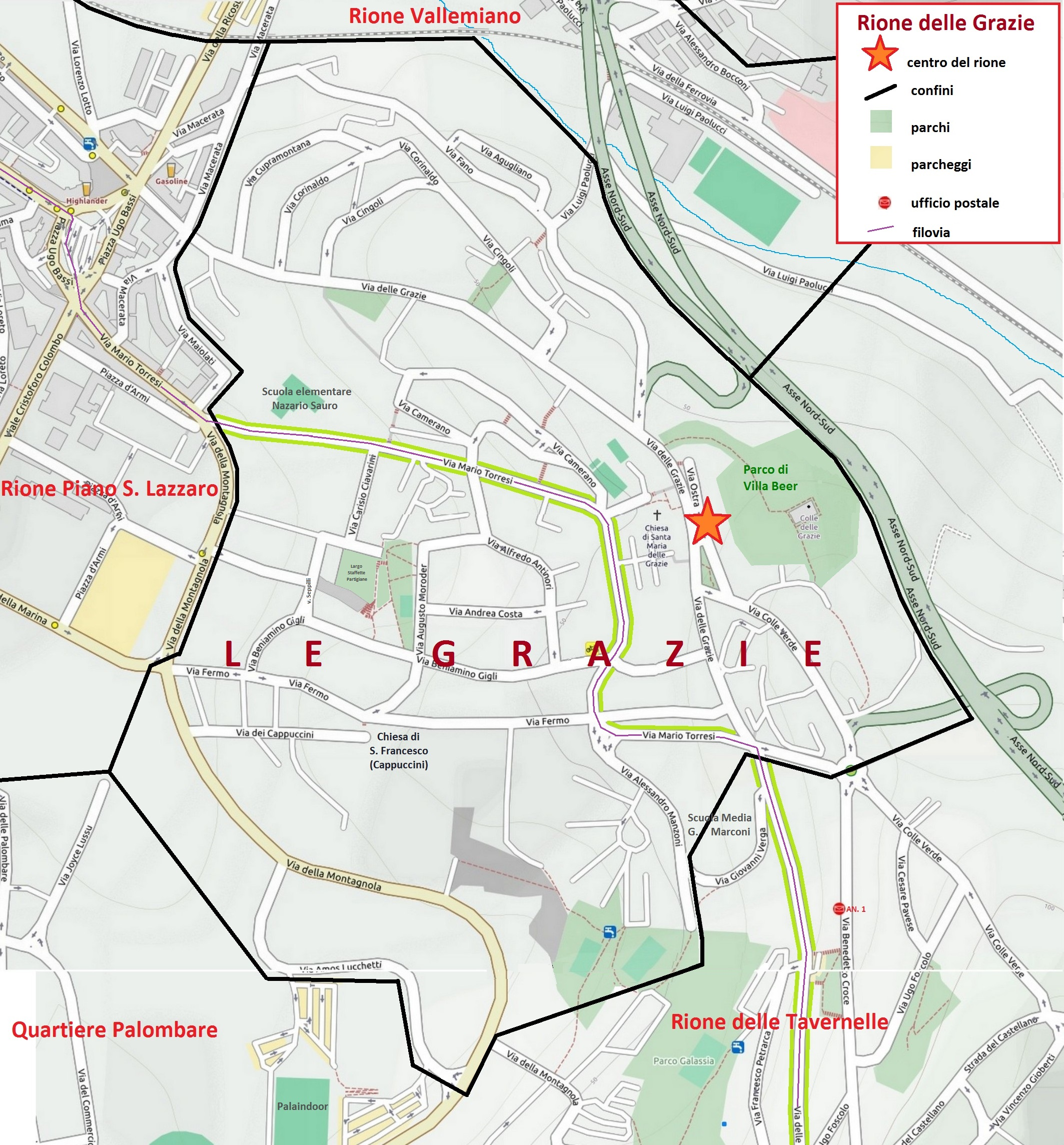
Mappa e confini del rione delle Grazie

Le Grazie erano una vecchia frazione rurale, stretta attorno alla chiesa parrocchiale della Madonna delle Grazie, dalla quale deriva il nome. Un altro punto di aggregazione della zona era il convento dei Cappuccini, complesso costruito nei primi decenni del Novecento come nuova sede dei frati, qui trasferitisi dopo aver lasciato l'omonimo colle dei Cappuccini, nella zona centrale della città.
Il primo sviluppo dell'abitato storico ci fu alla fine degli anni cinquanta, per risolvere il grave problema della casa causato dalla guerra. Si decise allora di costruire alcuni quartieri popolari dotati di tutti i servizi. Dopo Collemarino, subito si intervenne alle Grazie, che da borgo extraurbano divennero un rione cittadino a tutti gli effetti. La nuova espansione si chiamò inizialmente "CEP Grazie-Cappuccini” ed interessò la zona a ponente dell'antica chiesa parrocchiale, tra via delle Grazie e via Torresi. Sorse inoltre in quegli anni anche il nucleo di Colleverde, lungo la via omonima. Il problema delle case per gli anconetani si stava finalmente avviando a soluzione, e con un intervento non dettato semplicemente dall'emergenza, ma attento a garantire una buona vivibilità ai nuovi abitanti: strade alberate, scuole, negozi.
Centro del rione non è una vera e propria piazza, ma l'area circostante la chiesa dalla quale il rione prende il suo nome.
Negli anni sessanta e settanta le Grazie crebbero ulteriormente, assumendo l'attuale aspetto di rione densamente abitato e vivace, specie intorno ai due nuclei delle due parrocchie di Santa Maria delle Grazie e dei Cappuccini. Oggi ricade in parte nella seconda circoscrizione e per l'altra parte nella terza.
Il rione sorge su rilievi collinari, limitati a nord da una vallata percorsa dalla ferrovia Adriatica. Questa vallata raggiunge la città di Ancona dal Monte dei Corvi, ed è possibile che fosse utilizzata in antico come comoda via di transito. Vicino alle Grazie c'è il rione delle Tavernelle, il cui toponimo rimanda al latino tabernae, ovvero luogo di sosta e ristoro; indagini sulla viabilità classica ci confermano che, all'altezza delle Grazie e delle Tavernelle, si congiungevano tre strade romane le quali, da sud, portavano ad Ancona.
Archeologicamente, nella zona delle Grazie e nelle vicine Tavernelle è presente materiale neolitico, rappresentato da lamelle su scheggia con ritocco erto, ed abbondanza di materiale romano. Dal punto di vista geologico è interessante la ricca presenza di reperti malacologici: numerose valve di conchiglie sono disseminate un po' in tutti i campi circostanti il rione.

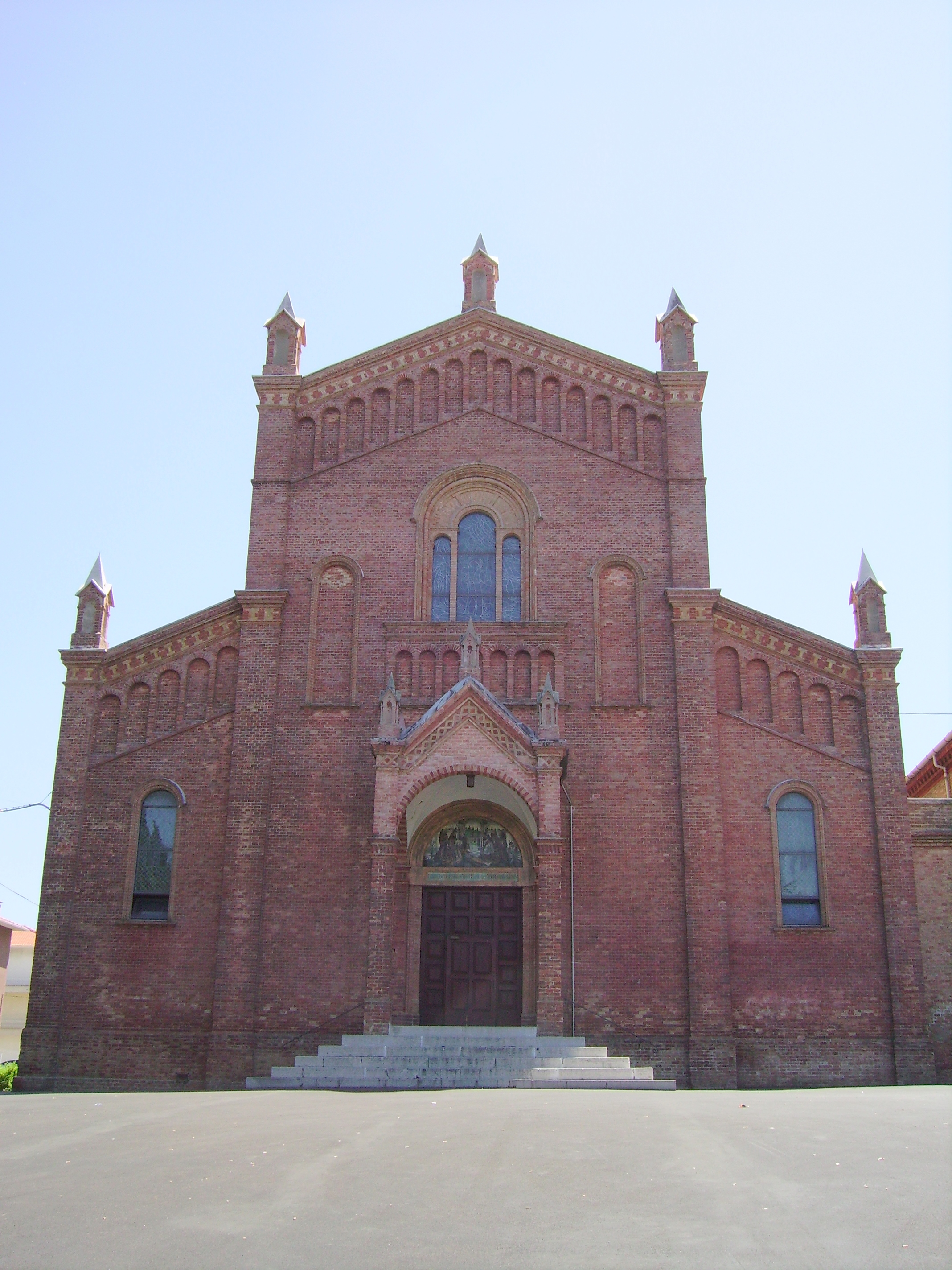
La chiesa dei Cappuccini
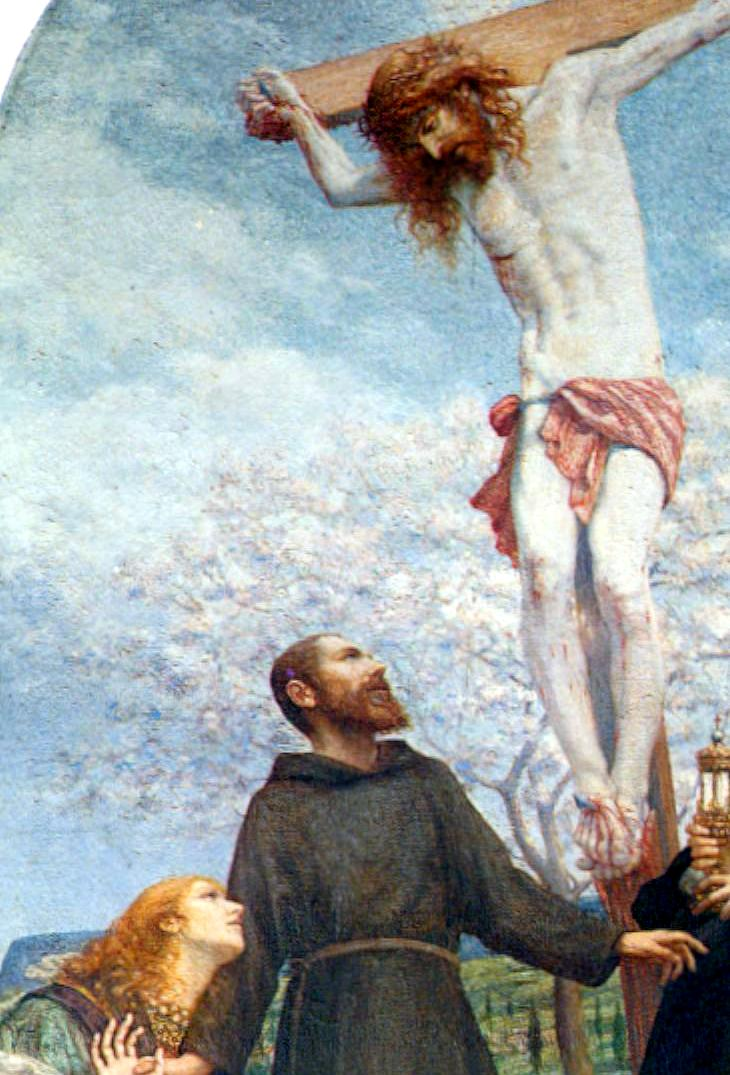
Pala d'altare della Chiesa dei Cappuccini (fra' Paolo Mussini)

#### Abitanti
Gli abitanti delle Grazie sono detti "graziaroli" (in dialetto graziaroli) e sono 6.385; il rione è dunque uno dei più popolosi della città.

### Rione delle Tavernelle

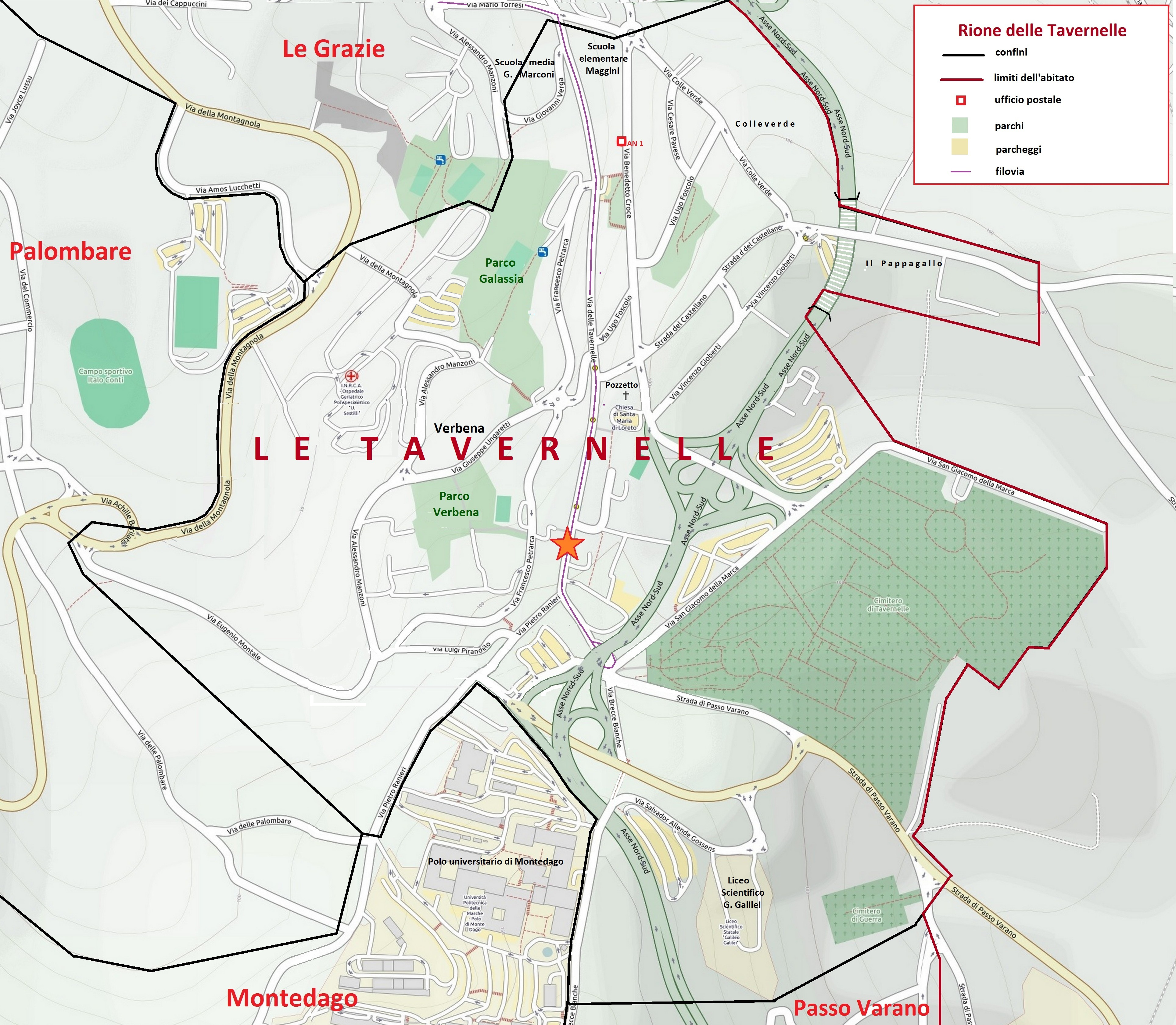
Mappa e confini del rione delle Tavernelle.

Le Tavernelle erano una vecchia frazione rurale che ha avuto un primo sviluppo dopo l'Unità d'Italia, a partire dal 1865, quando fu inaugurato il grande cimitero omonimo, il principale della città, su progetto di Luigi Daretti.
Negli anni sessanta e settanta del Novecento, poi, è cresciuta notevolmente con i nuclei di Colleverde e del Verbena, saldandosi alla città e diventando un rione urbano. Attualmente vi è attestato un capolinea dell'unica linea filoviaria della città ed è particolarmente frequentato anche per la vicinanza con il principale polo universitario cittadino, quello di Montedago.

#### Abitanti
Gli abitanti delle Tavernelle sono detti "tavernellari" (in dialetto tavarnelari) e sono 5.355.

## Quinto consiglio territoriale
Nel quinto consiglio sono compresi il rione del Pinocchio e i quartieri di Montedago, delle Brecce Bianche, di Ponterosso e di Passo Varano.

### Rione del Pinocchio

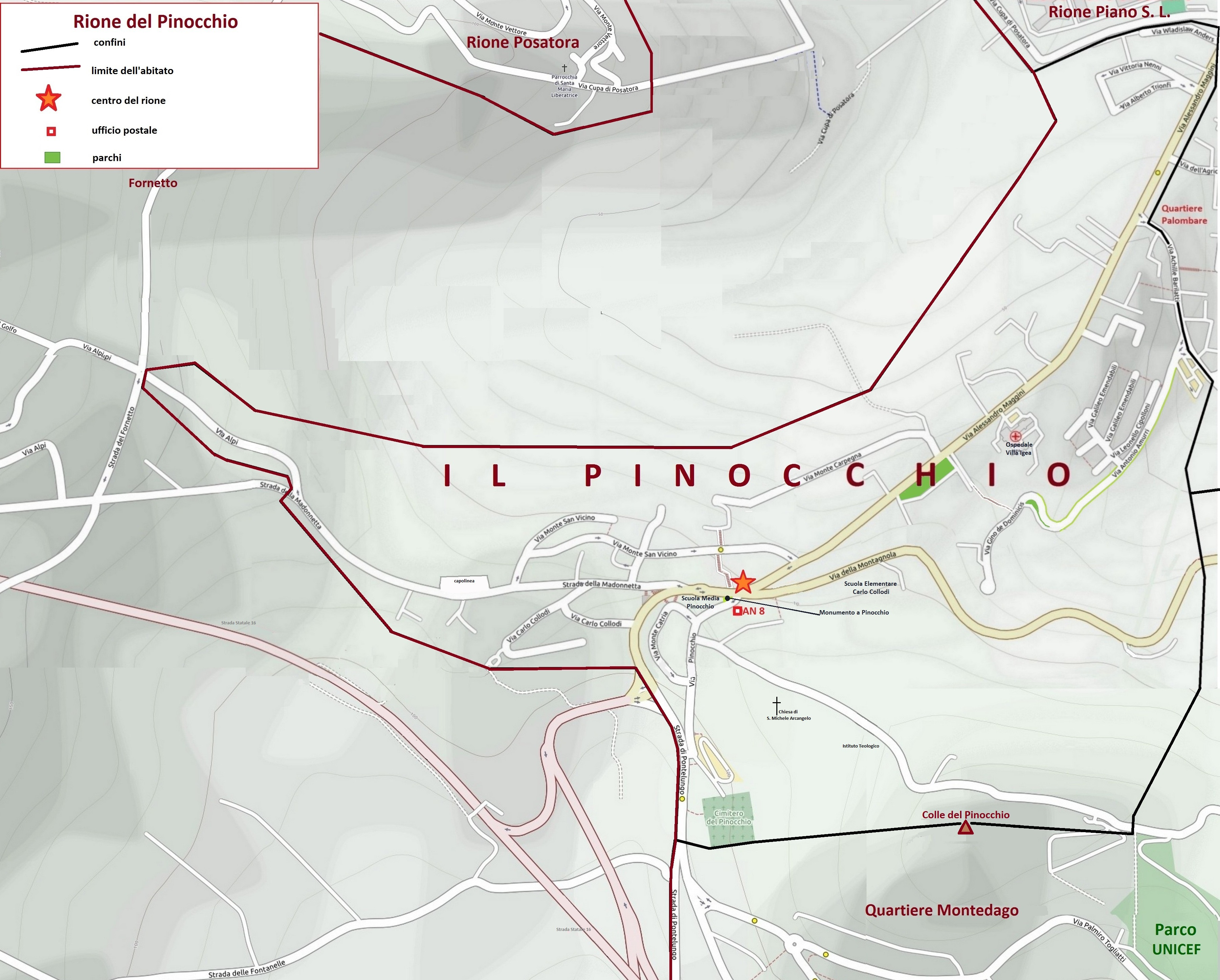
Mappa e confini del rione del Pinocchio

Fino agli anni sessanta il Pinocchio era una vecchia frazione rurale il cui nome deriva dal fatto che nella zona c'era un'abbondanza di pini italici, i cui frutti, i pinoli, sono detti in dialetto pinòchi. Tuttora, tra l'altro, i pini da pinoli vi sono abbastanza diffusi. Il nome del rione non prende dunque origine dal celebre burattino di Collodi, che è di nascita più recente, ma condivide con esso la stessa etimologia.
Il nome Pinocchio fece nascere l'idea di erigere nel rione il Monumento a Pinocchio, opera di Vittorio Morelli; fu la prima scultura dedicata al burattino realizzata in Italia e fu inaugurata dal sindaco Francesco Angelini domenica 30 maggio 1954. Presto la statua è divenuta uno dei simboli della città e come tale raffigurata in cartoline.
Negli anni sessanta del Novecento cominciò l'espansione dell'abitato, che infine si unì alla città diventandone un rione; in seguito al terremoto del 1972 venne demolita l'antica chiesa parrocchiale ottocentesca di San Michele Arcangelo, sostituita con una moderna, inaugurata nel 1977.
Occupa il versante settentrionale del colle omonimo, uno dei più alti della città, e per questo motivo offre alcuni scorci panoramici, anche verso il Duomo di Ancona che fa capolino in lontananza.

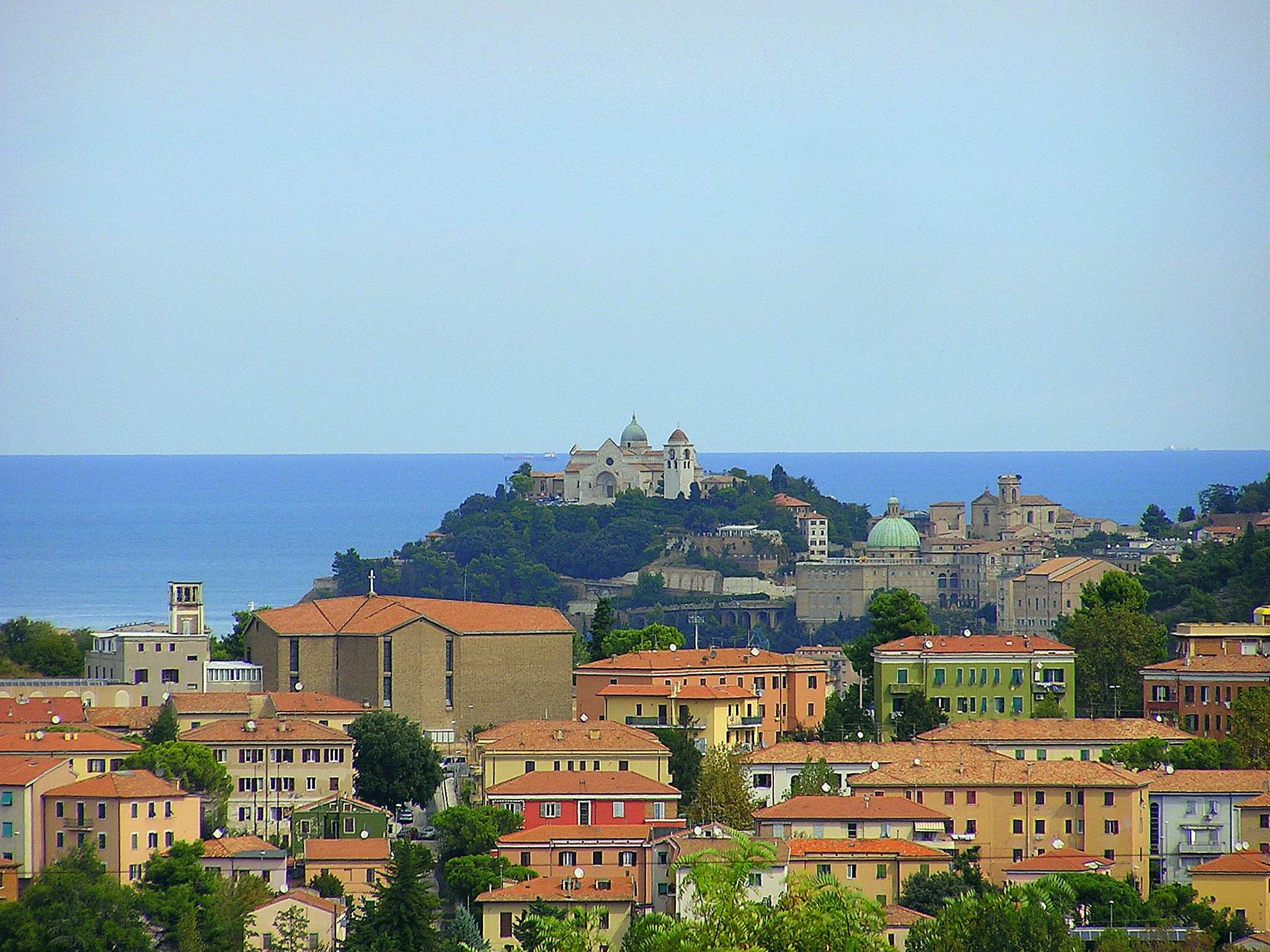
Panorama verso il Duomo
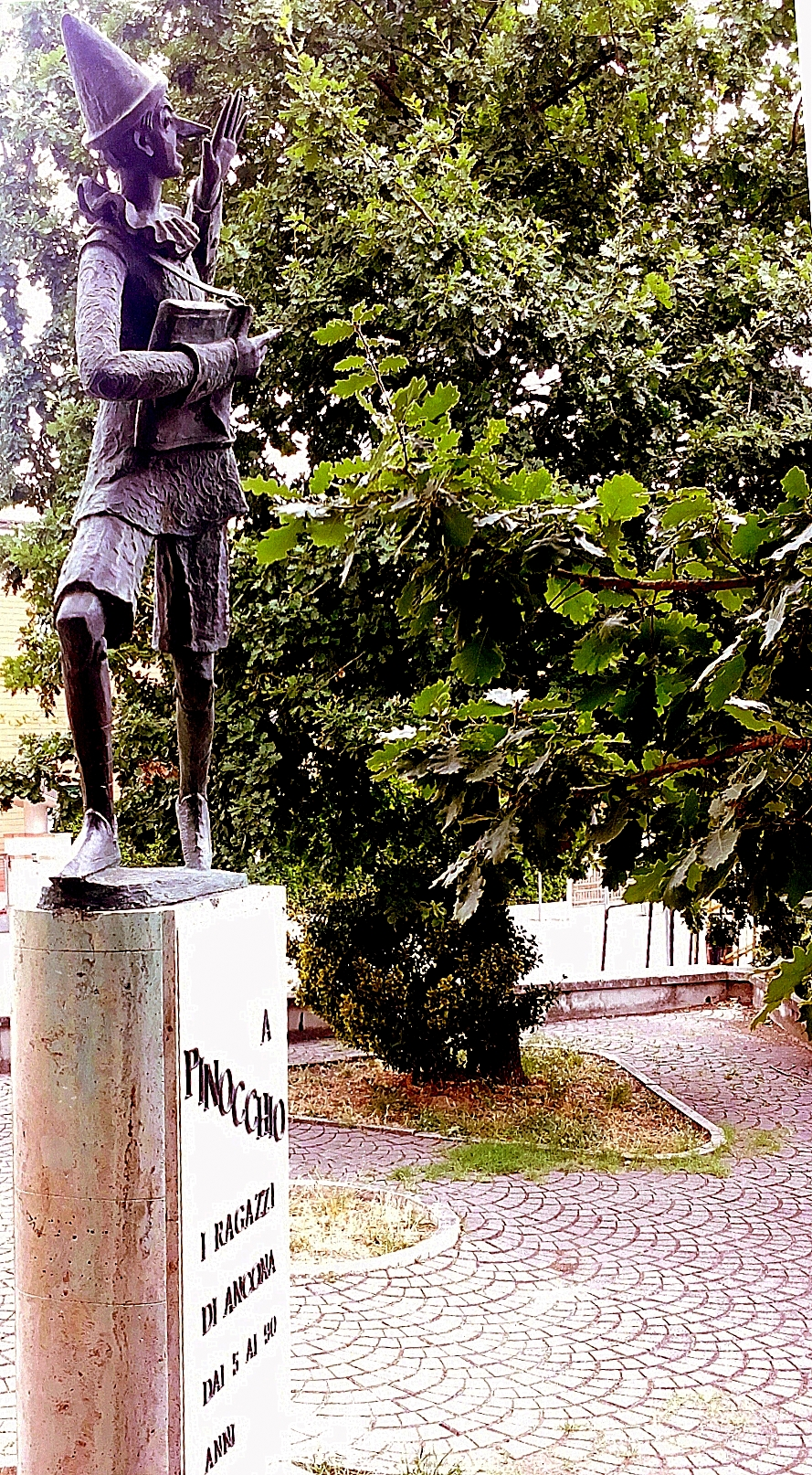
Il monumento a Pinocchio, dello scultore Vittorio Morelli

#### Abitanti
Abitano al Pinocchio 3 367 persone.

### Quartiere delle Brecce Bianche

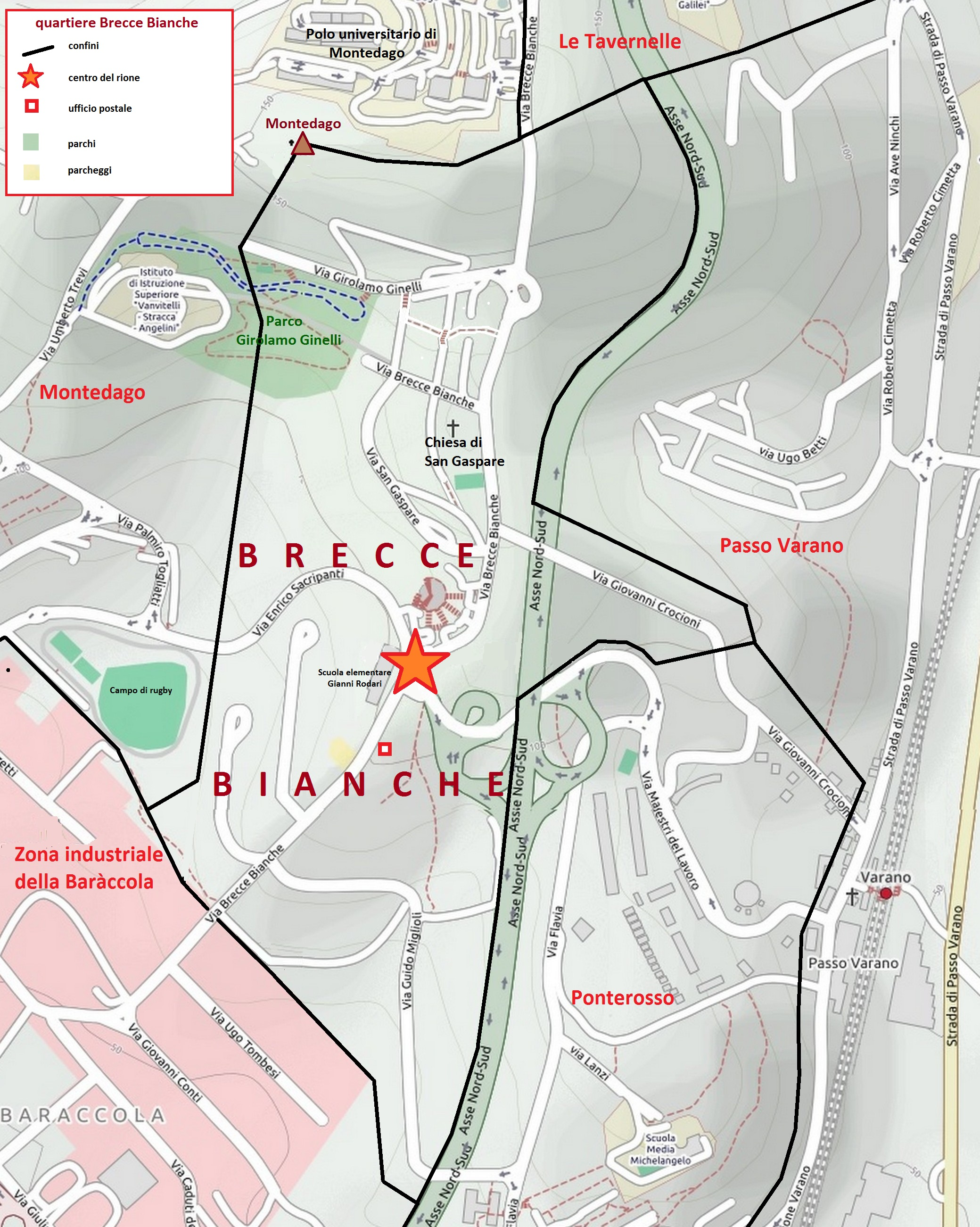
Mappa e confini del quartiere delle Brecce Bianche.

I primi insediamenti nascono a cavallo degli anni settanta e ottanta, con la costruzioni di case popolari alle falde delle pendici della collina di Monte Dago. Il nome deriva dalla preesistente via omonima, un tempo strada di campagna ed attualmente la via principale del quartiere. Negli anni ottanta vengono realizzati condomini di edilizia cooperativa, espandendo il quartiere a sud.
Attualmente conta circa 4 000 abitanti e in venti anni sono stati realizzati numerosi servizi: la scuola elementare Gianni Rodari, la chiesa parrocchiale cattolica di San Gaspare, un asilo, una biblioteca ed una ludoteca di quartiere, l'ufficio postale di Ancona 9, supermercati, farmacia, banche, parchi pubblici attrezzati. La scuola media Michelangelo si trova nell'adiacente quartiere di Ponterosso. Due linee di trasporti pubblici collegano le Brecce Bianche con le zone centrali della città.
Il centro del quartiere non è una vera e propria piazza, ma l'incrocio tra via delle Brecce Bianche, via Maestri del Lavoro e via Sacripanti.

#### Abitanti
Gli abitanti delle Brecce Bianche insieme a quelli di Ponterosso sono 9.869

### Quartiere di Ponterosso
Il quartiere (in anconitano Ponteroscio), inizialmente denominato "Q2" nasce a metà degli anni ottanta successivamente a quello delle Brecce Bianche (già "Q1") e poco prima di quello di Monte Dago ("Q3"). Ha come strada principale via Flavia e come centro Piazza Salvo D'Acquisto.

#### Commercio
La zona commerciale è in piazza Salvo d'Acquisto, dove il sabato mattina si tiene il mercato ambulante.

#### Abitanti
Gli abitanti di Ponterosso insieme a quelli delle Brecce Bianche sono 9.869.

### Quartiere di Montedago

#### Il nome

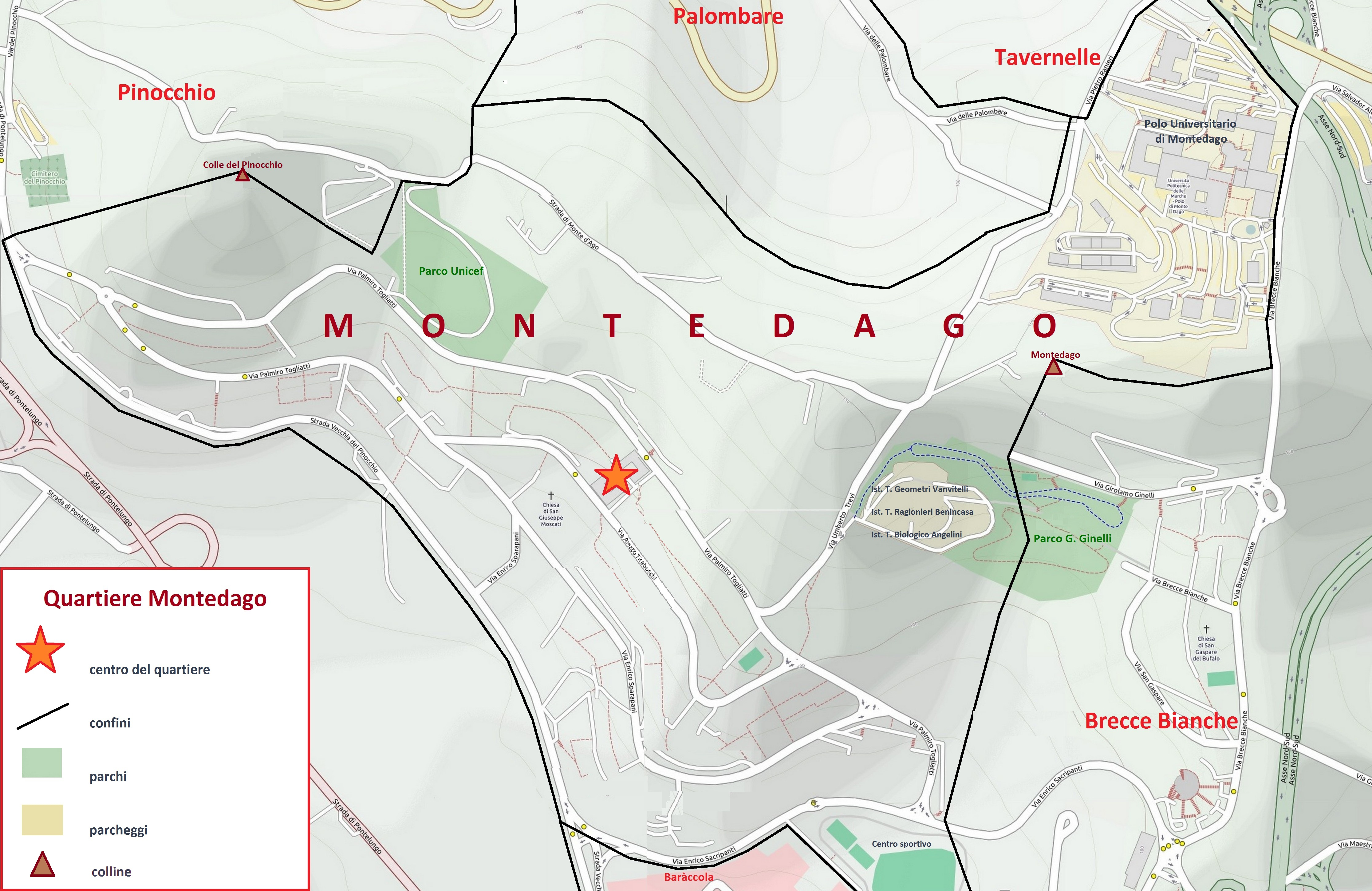
Mappa e confini del quartiere di Montedago

Nella toponomastica e nell'uso comune, oltre alla grafia Monte Dago (usata nel passato, poi completamente caduta in disuso e di recente parzialmente ripresa) sono molto usate, anche in letteratura, anche quelle di Montedago e Monte d'Ago.

#### Storia e caratteristiche
Sorto con il nome di Q3, Monte Dago è un quartiere residenziale, con molto verde e le caratteristiche case di mattoncini rossi. Comprende per intero le vie Sparapani, Togliatti, Tiraboschi, Trevi e parte della Strada Vecchia del Pinocchio, di via Sacripanti e di via Montedago. Il quartiere ospita la chiesa di San Giuseppe Moscati, la sede principale dell'Università Politecnica delle Marche con le facoltà di Scienze, di Agraria e di Ingegneria, il centro bowling di Ancona, l'unico campo sportivo di baseball della città e tre scuole superiori accomunate da una stessa direzione scolastica: l'istituto tecnico biologico "Francesco Angelini", l'istituto tecnico per geometri "Luigi Vanvitelli" e l'istituto tecnico per ragionieri "Benvenuto Stracca".

#### Abitanti
Abitano a Montedago 4 188 persone.

### Quartiere di Passo Varano
Passo Varano (in dialetto anconitano Paso Varà, in gallico-marchigiano Pass d'Varàŋ) era una contrada di Varano, il cui nucleo abitato sorse intorno alla stazione ferroviaria che serviva la frazione, situata sulla collina. Negli ultimi due decenni lo sviluppo edilizio lo ha reso un quartiere urbano. Nel suo territorio sorge il più grande palazzo dello sport cittadino, il PalaRossini, e il principale stadio della città, lo Stadio del Conero. La prossimità con il quartiere residenziale di Ponterosso è tale che per alcuni aspetti i due quartieri formano un tutto unico.

## Sesto consiglio territoriale

### Rione del Piano San Lazzaro

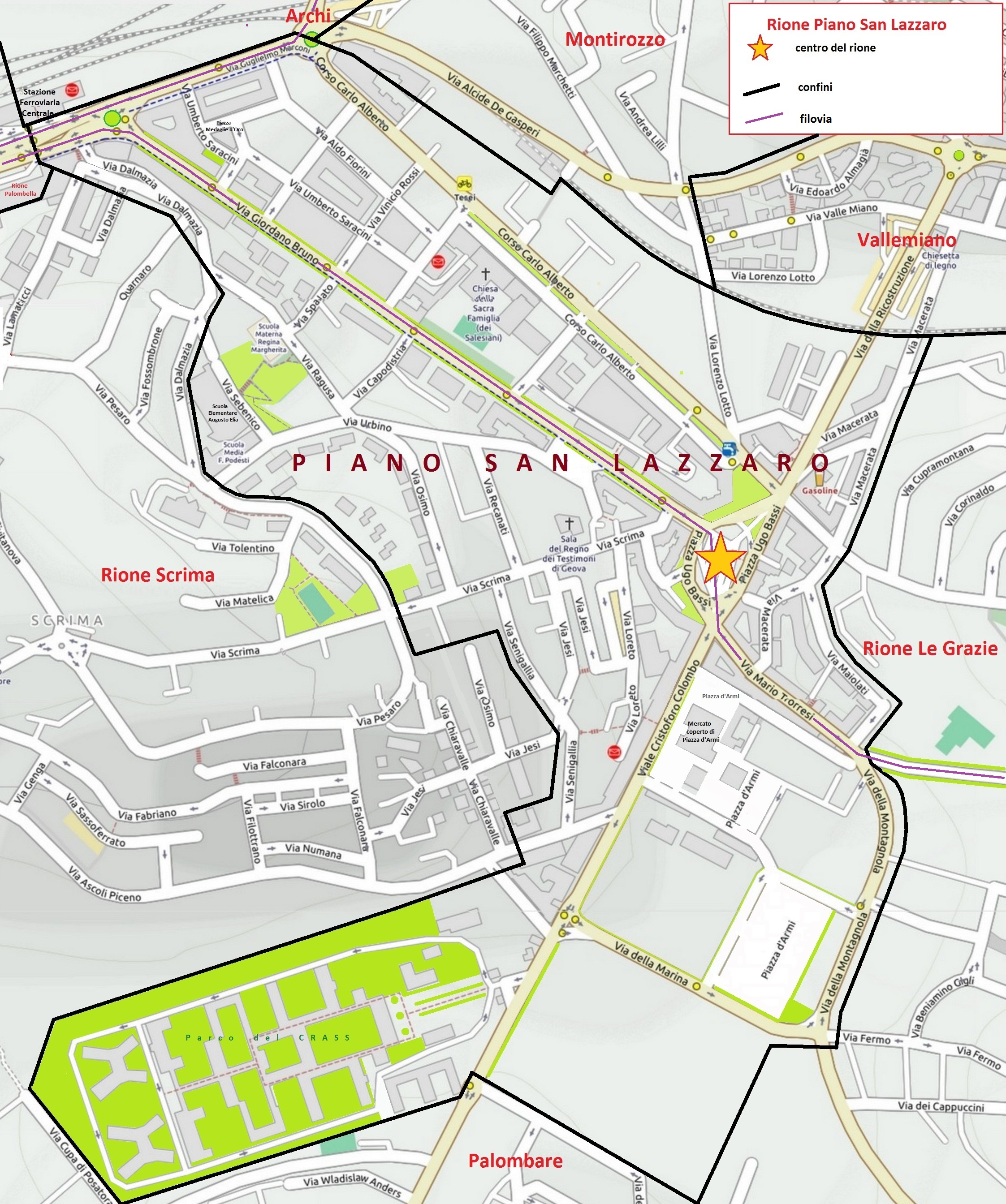
Mappa e confini del rione Piano San Lazzaro

Chiamato spesso dagli anconetani semplicemente "il Piano" (in anconitano: el Pià; el Piàŋ nella variante contadinesca), deve il suo nome al fatto di sorgere nell'unica zona pianeggiante della città, occupando la parte terminale della valle del torrente Miano, che si allarga formando una vasta conca circondata da colline. È il cuore della periferia storica della città, essendone il baricentro naturale; i rioni periferici di Posatora, delle Grazie, di Tavernelle, del Pinocchio, di Vallemiano e Scrima trovano nel Piano il loro punto di incontro. Infatti a Piazza Ugo Bassi è localizzato lo snodo più importante delle linee autofiloviarie dirette verso la periferia cittadina.
Corso Carlo Alberto è la strada principale e luogo preferito per il passeggio, mentre il centro del rione è Piazza Ugo Bassi, intorno a cui si estende una zona commerciale che si pone quasi in antitesi con quella del centro, per la gran varietà di negozi e per la presenza a piazza d'Armi di un frequentatissimo mercato rionale comprendente una zona al coperto ed una vasta area per il commercio ambulante.
Il rione ospitava la società calcistica Piano S. Lazzaro (divenuta poi U.S. Ancona 1905), che militava nel campionato di Eccellenza ed era la seconda della città; con il fallimento dell'A.C. Ancona, la sede della nuova società venne spostata nei pressi dello storico Stadio Dorico, nel rione Adriatico.
L'atmosfera del rione è intensamente e vivacemente popolare, anche per la presenza di molti cittadini stranieri e per il fatto che ai confini del Piano è situata la Stazione Centrale.

#### Storia
Le prime abitazioni del rione sorsero intorno all'attuale Piazza Ugo Bassi alla fine del Settecento. L'arteria principale, l'attuale Corso Carlo Alberto, fu tracciata nel 1784, alberata nel 1819 e arricchita della presenza della chiesa dei Salesiani (o della Sacra Famiglia) nel 1913. All'inizio del Novecento il rione si ingrandì notevolmente, ma fu dopo la Seconda guerra mondiale che assunse le dimensioni attuali, con la costruzione di edifici a beneficio di coloro che avevano perso la propria abitazione a causa dei bombardamenti del 1943-1944; sorsero infatti a ponente di via Giordano Bruno un "villaggio" (come era allora detto) di case UNRRA e numerosi caseggiati di edilizia economica e popolare.
Nel territorio del rione è compresa l'area dell'ex-Ospedale Psichiatrico provinciale (ex-C.R.A.S.S.) che attualmente ospita alcuni uffici dell'Azienda Unica Ospedaliera Regionale - ASUR. Si tratta di un'ampia zona verde ed alberata, sulla cui futura destinazione sono state formulate varie ipotesi.
Il nome del rione deriva dalla cappellina dedicata a San Lazzaro che sorgeva all'incrocio tra via delle Palombare e viale Cristoforo Colombo, nell'angolo nord-occidentale di Piazza d'Armi.

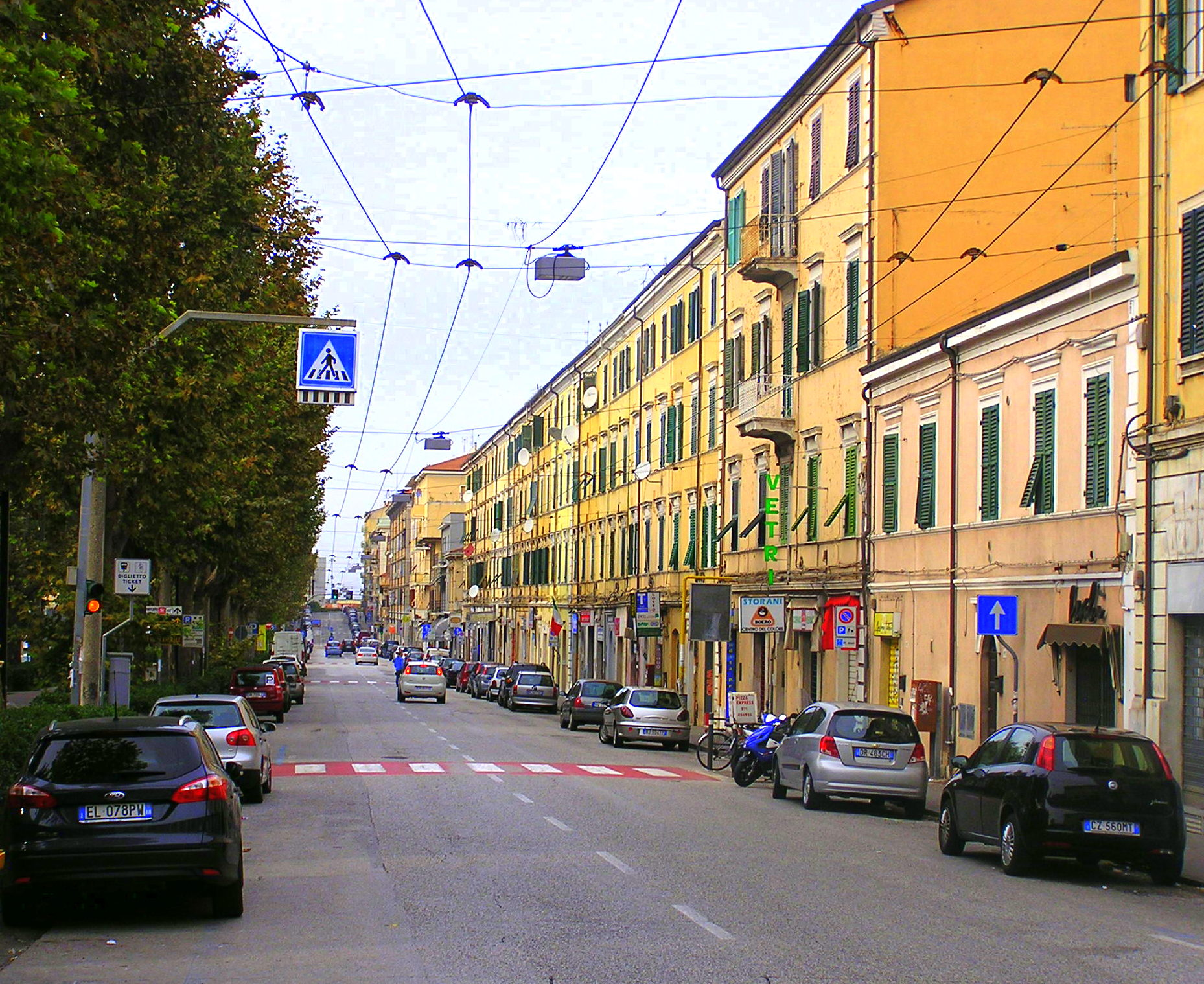
Corso Carlo Alberto - corsia veicolare
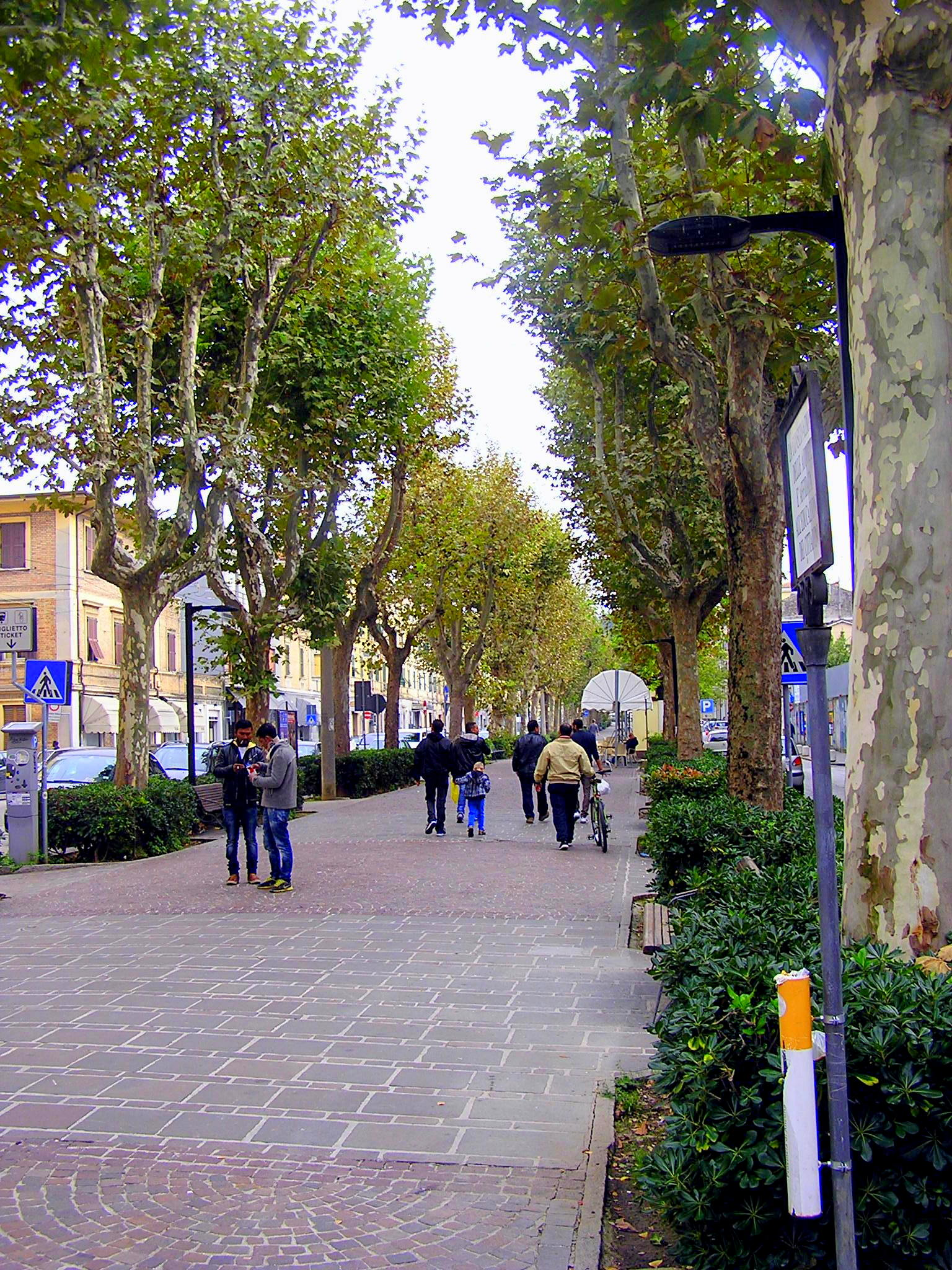
Corso Carlo Alberto - passeggiata centrale
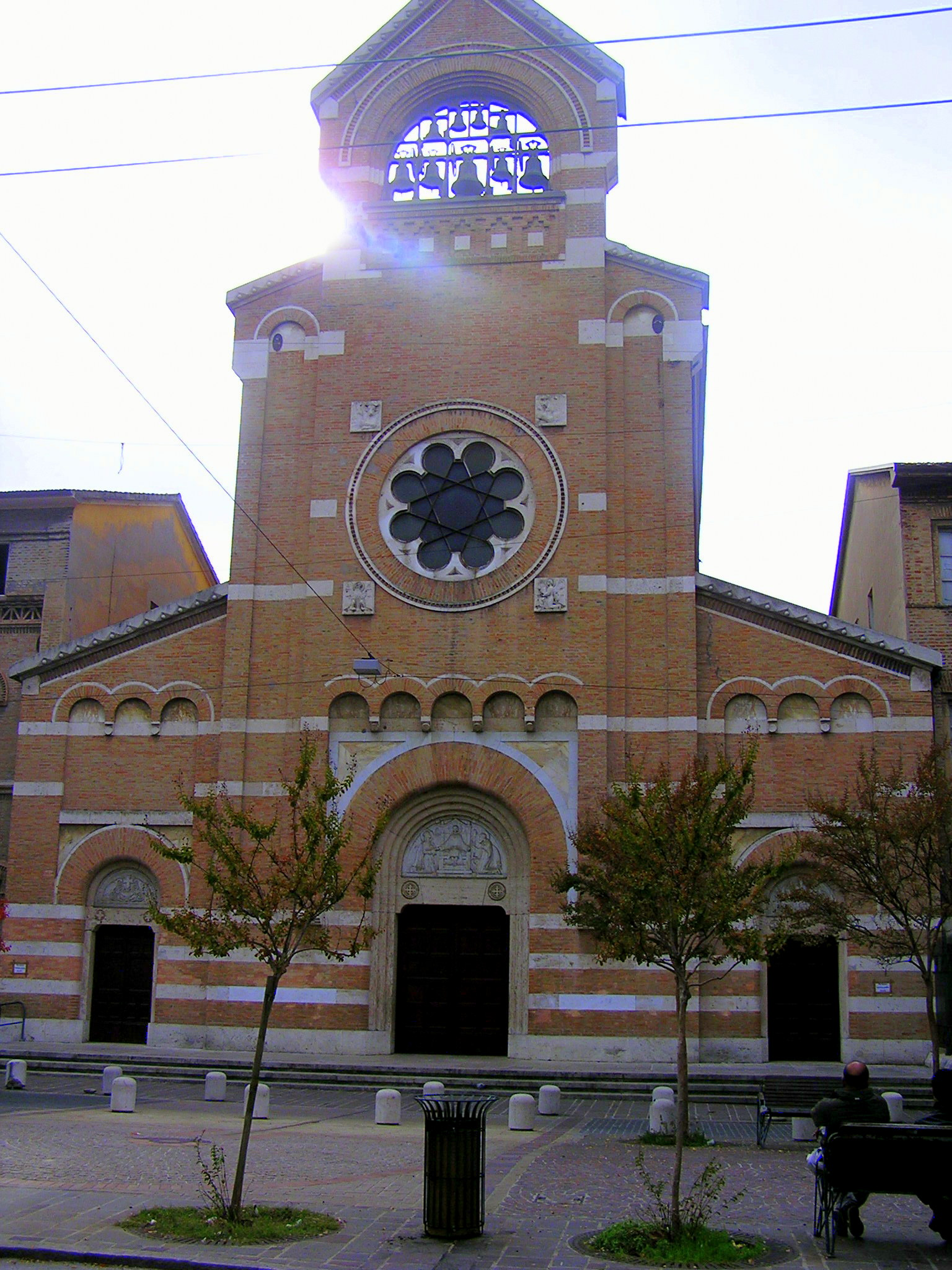
Chiesa della Sacra Famiglia o dei Salesiani
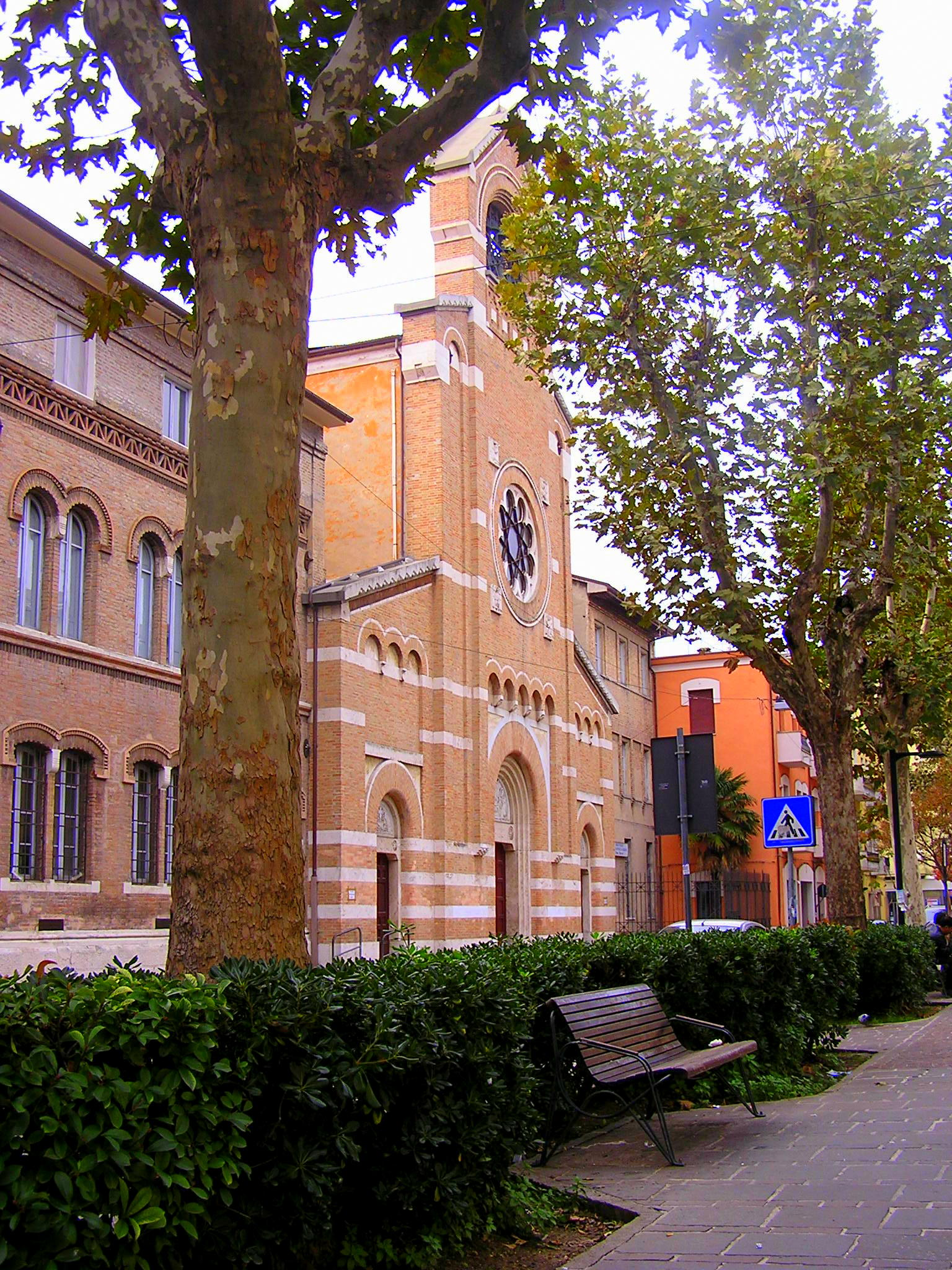
Chiesa della Sacra Famiglia con edificio parrocchiale
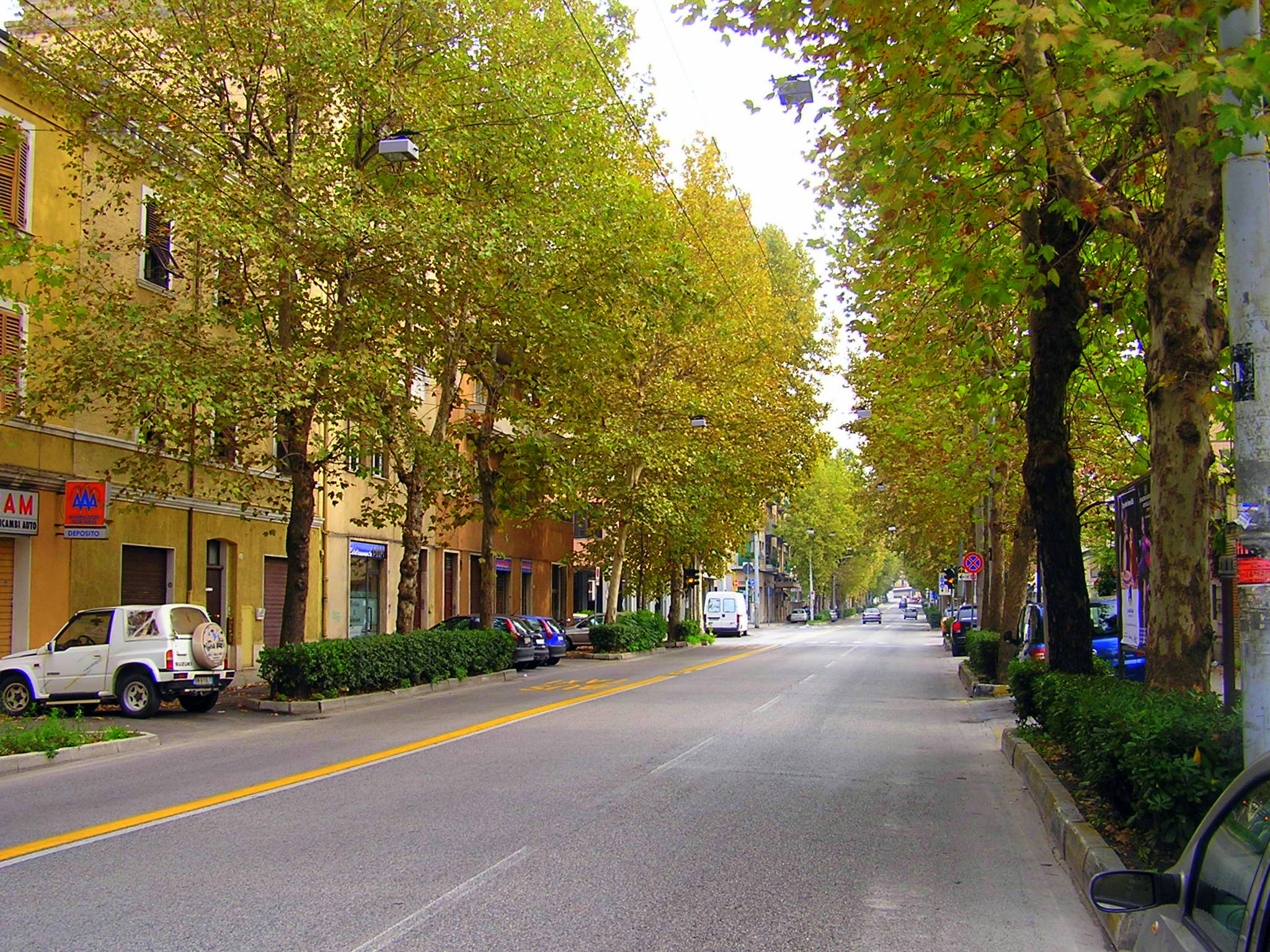
Viale Giordano Bruno

#### Commercio
La zona commerciale è molto vasta e si estende tra via Giordano Bruno, corso Carlo Alberto, piazza Ugo Bassi, piazza d'Armi e in tutte le vie limitrofe.
Mercati coperti: Piazza d'Armi (il principale) e piazza Medaglie d'Oro (secondario).
Mercati ambulanti: Piazza d'Armi (il principale, dal martedì al sabato, solo la mattina); piazza Medaglie d'Oro (dal mercoledì al sabato, solo di mattina).

#### Abitanti
Gli abitanti del Piano si chiamano pianaroli.
Abitano al Piano 5 913 persone; nell'ultimo decennio la popolazione ha avuto il considerevole aumento del 21,3%.

### Rione Scrima

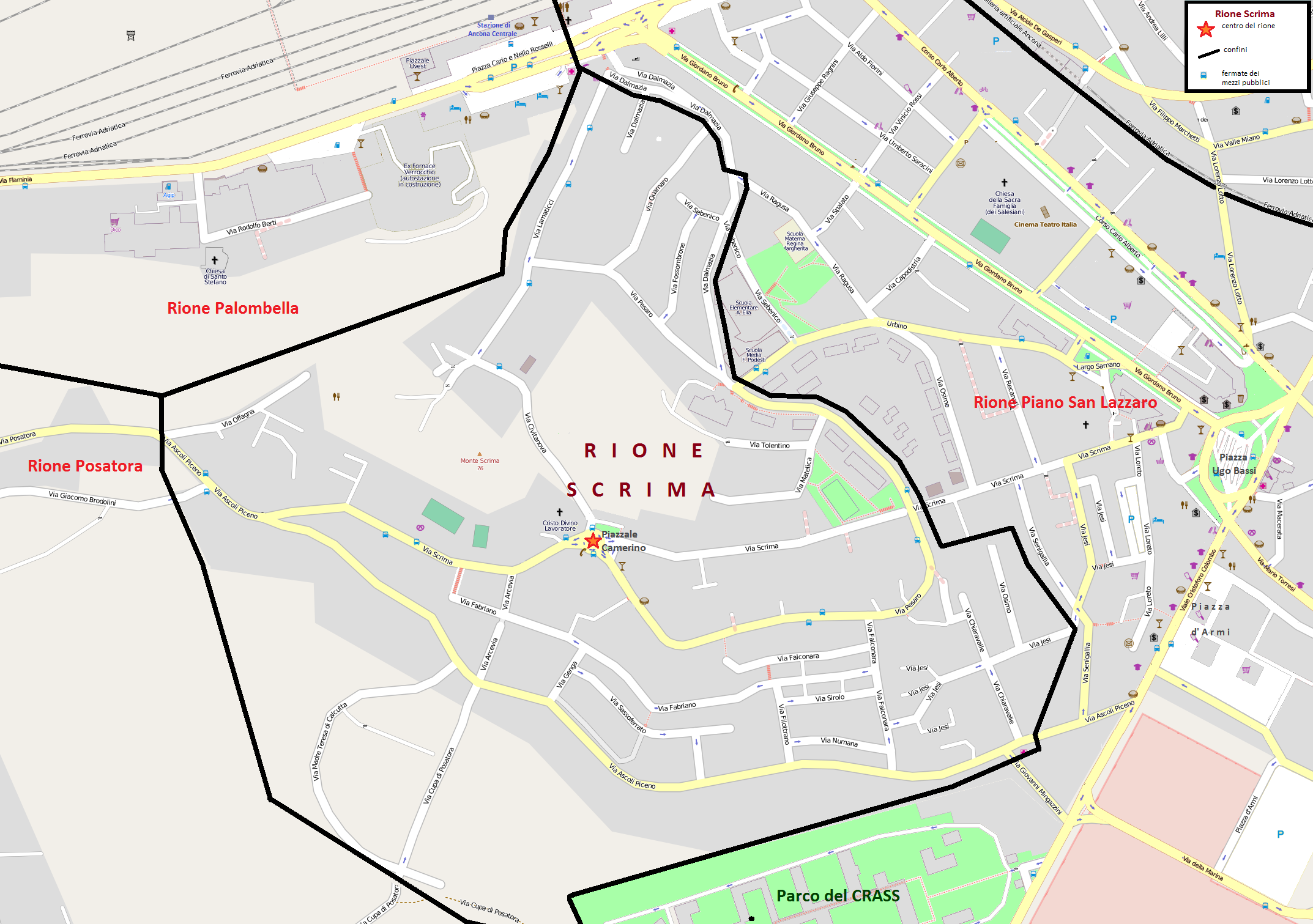
Mappa del rione Scrima, con i suoi confini

Rione residenziale posto tra il Piano San Lazzaro e Posatora, sorge sul colle omonimo, alto 96 m sul livello del mare. Monumento principale è il Forte Scrima, edificato nel periodo post-unitario, quando Ancona era piazzaforte di prima classe del Regno d'Italia. Insieme a Forte Altavilla e a Forte Umberto (ora Forte Garibaldi), faceva parte della seconda linea fortificata a difesa della città.
Il rione nacque nella seconda metà degli anni trenta del Novecento con un progetto innovativo di edilizia popolare immersa nel verde, che seguì al terremoto del 1930. Intorno a questo nucleo (detto delle case "asismiche") il rione ebbe un notevole sviluppo dopo la guerra, negli anni cinquanta e sessanta, quando fu classificato come "Rione XII - Scrima".
L'asse stradale storico è via Scrima, aperta nel 1801, che affronta la salita del colle omonimo lungo la massima pendenza; il suo nome, in dialetto, significa infatti sia "stretta strada in salita", sia, per analogia, "riga centrale o laterale della pettinatura dei capelli". Il rione prende il suo nome da quello della strada. Centro del rione è il Piazzale Camerino, sul quale si apre il sagrato della chiesa di Cristo Divino Lavoratore; il piazzale si affaccia panoramicamente verso il Duomo, che svetta in lontananza, alto sul colle Guasco. 

#### Abitanti
Gli abitanti del rione Scrima sono 4.970.

### Rione di Posatora

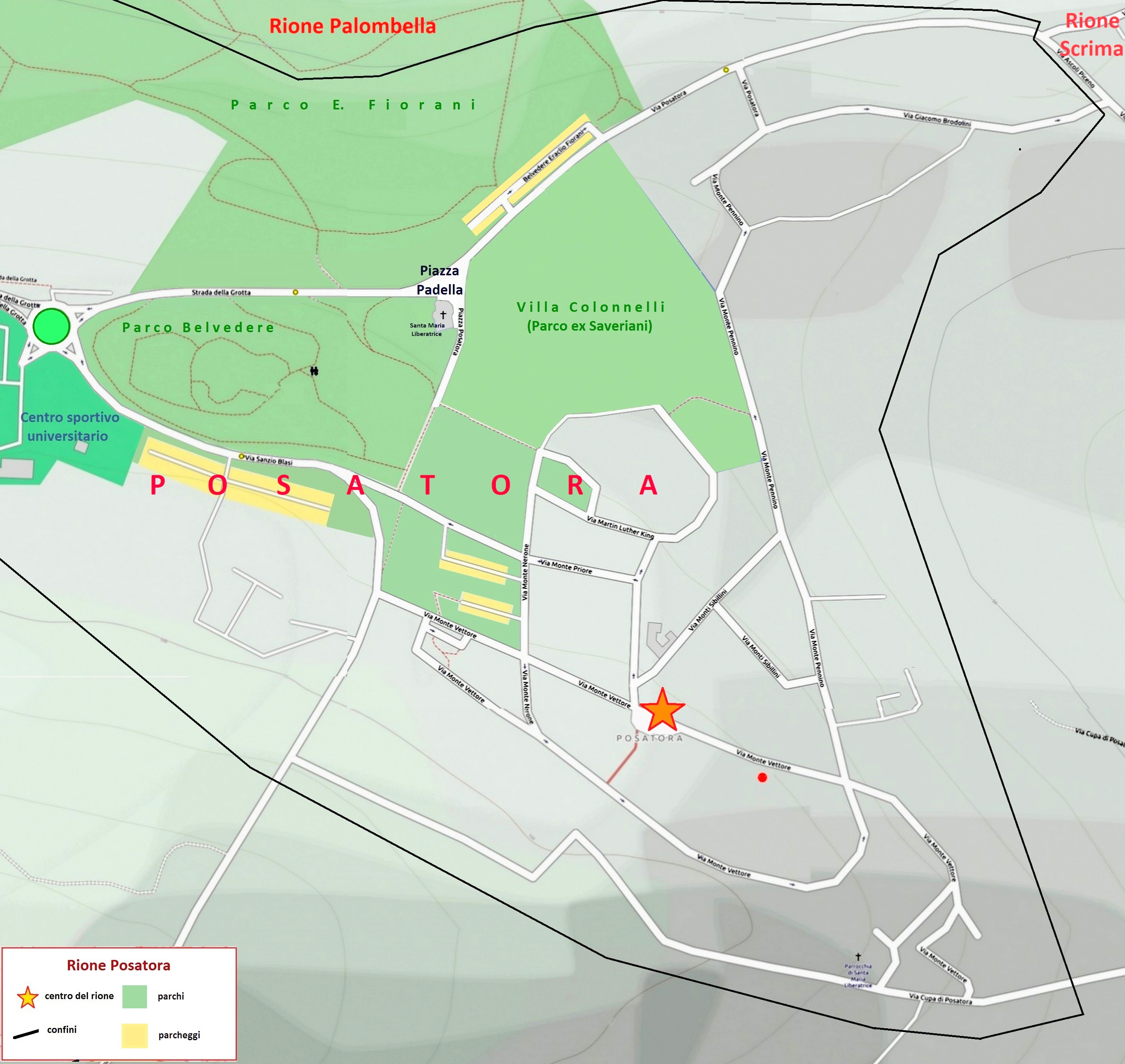
Mappa e confini del rione di Posatora

Posatora (in dialetto anconitano: Pusatóra o Pusatóre) nacque nel XVI secolo come borgo rurale sorto intorno alla chiesa votiva di S. Maria Liberatrice. Negli anni sessanta e settanta del Novecento il vecchio borgo, ampliandosi e ricongiungendosi al nucleo urbano, si è trasformato in un rione cittadino. Posatora è posta in una bella posizione panoramica sulla città, sul porto turistico, sulla zona industriale del porto, con scorci sulla costa settentrionale del golfo di Ancona.
Secondo la tradizione qui per un po' si posò la Santa Casa in volo per Loreto, e da ciò la località deriverebbe il suo nome (posa et ora, cioè fermati e prega).
La piazza centrale di Posatora è stata per secoli Piazza Padella, su cui si affaccia la chiesa già ricordata; dopo le demolizioni seguite alla grande frana del 1982, questa piazza attende ancora un intervento di riqualificazione che tenga conto del suo ruolo storico. L'attuale centro del rione è uno slargo situato a metà di via Monte Vettore, detto "Piazzetta di Posatora".

#### Storia
Le prime abitazioni dell'attuale rione, sorte nel XVI secolo attorno alla chiesa votiva di S. Maria Liberatrice, si allineavano lungo l'unica via d'accesso alla città da nord prima della costruzione della via litoranea. Ad esse sono seguite successivamente altre costruzioni sia in località Grottine che nella zona del Fornetto, costituendo un bipolo insediativo. La maggior parte delle case era sparsa nella campagna, dato che un buon numero di persone lavorava nel settore agricolo. La frazione nel complesso era abitata da un migliaio di persone, suddivise in circa 320 nuclei familiari.
Nel 1860, all'indomani dell'annessione di Ancona al Regno d'Italia, re Vittorio Emanuele II nel 1860 alloggiò a Posatora, nell'ottocentesca villa Colonnelli, situata all'interno dell'attuale parco dei Saveriani.
Nel periodo della Ricostruzione, la città, con gli insediamenti popolari del rione Scrima si espanse sino a raggiungere Posatora, che veniva così inglobata nella zona urbana e classificata "Rione XIII". Intorno al 1960 veniva realizzato il primo lotto di edilizia sovvenzionata (38 appartamenti), in via Martin Luther King, interessando per la prima volta il versante sud del colle di Posatora, su cui doveva avvenire successivamente l'espansione del rione. A partire da tale anno prendeva avvio un rapido sviluppo edilizio, più intenso dopo il 1965, una volta in vigore il nuovo piano regolatore, che considerava Posatora zona di espansione e completamento.
Negli anni settanta sorsero a Posatora la facoltà universitaria di Medicina, un grande pensionato per anziani, due ospedali di importanza regionale - l'Oncologico e il Geriatrico - e la sede compartimentale della polizia stradale. Nel 1982 tutte queste strutture e più della metà del territorio del rione sono stati sconvolti da una terribile frana; in seguito gli edifici danneggiati vennero abbattuti, compresi gli ospedali, il pensionato e la facoltà. Al posto degli edifici demoliti sorgono il parco Belvedere e il parco Eraclio Fiorani.
A Posatora sono presenti una scuola materna, una scuola elementare, un bar nella Piazzetta molto frequentato dai giovani del luogo e uno al Parco Belvedere che ospita feste per i giovani durante il periodo estivo.

#### Abitanti
Gli abitanti di Posatora si chiamano "posatoresi" (in dialetto pusatoresi). La popolazione è passata da 717 unità nel 1951 a 1474 nel 1961 a 3779 nel 1972 a 4428 nel 1975; cioè in meno di 25 anni era più che sestuplicata. Attualmente abitano a Posatora 2 316 persone.

### Quartiere delle Palombare

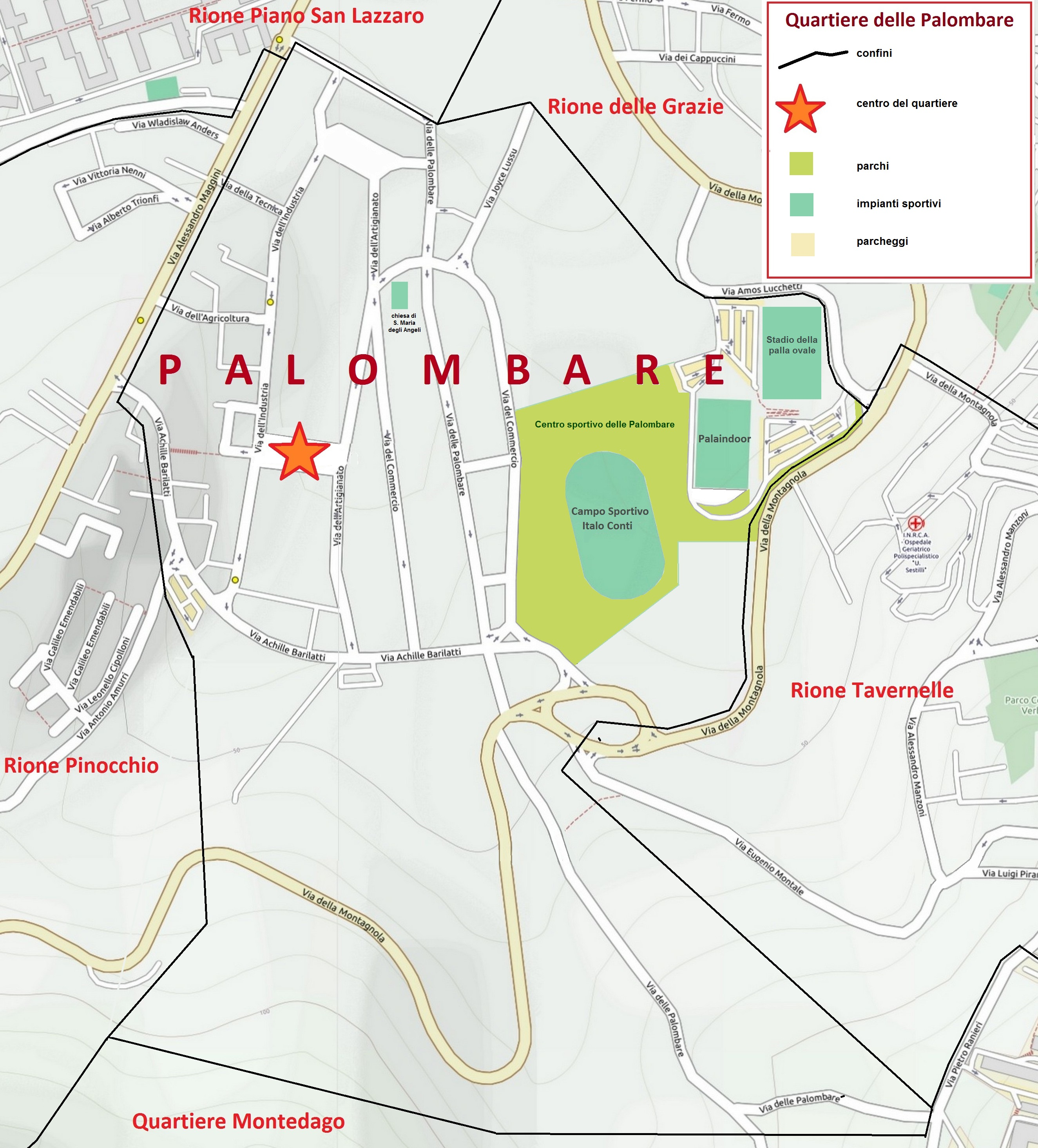
Mappa e confini del quartiere delle Palombare

Le Palombare sono state sino ai giorni più recenti una zona di edifici commerciali, il cui nome deriva da quello di un'antica strada che saliva dolcemente nella campagna collinare, stretta tra filari di quercia e fitte siepi. Ora la strada c'è ancora, ma conserva le sue caratteristiche originarie solo nella sua parte più alta. La zona commerciale è dagli anni Duemila in velocissima trasformazione in quartiere residenziale, in base ad un piano di recupero che prevede vaste demolizioni dei capannoni, l'edificazione di grandi unità immobiliari e la riprogettazione delle due piazze.
Interessante è la presenza, nel tratto di via delle Palombare che ancora mantiene le sue caratteristiche rurali, dell'antica Fonte delle Monache, la cui vasca è il coperchio di un sarcofago romano.

#### Abitanti
Abitano alle Palombare 2 305 persone. Rispetto al decennio precedente, in seguito al piano di recupero, si è verificato un considerevole aumento di popolazione: del 34,5%.

## Settimo consiglio territoriale
Il settimo consiglio comprende i grandi quartieri che sorgono sulla via Flaminia: le Torrette, Palombina Nuova e Collemarino; si tratta di veri e propri quartieri satellite, staccati cioè dal nucleo urbano principale.

### Quartiere delle Torrette

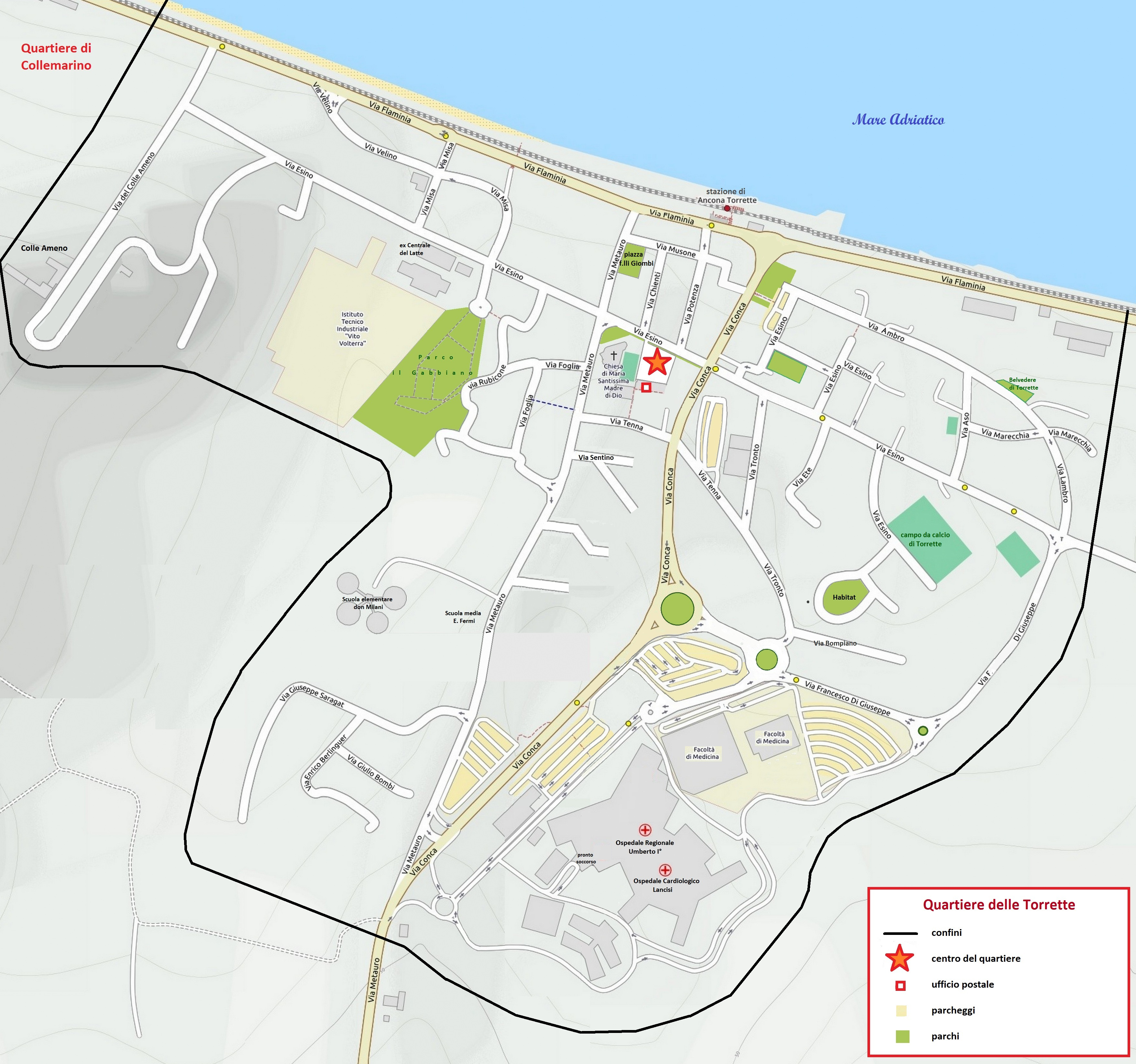
Mappa e confini delle Torrette

Le Torrette (in dialetto Turète) erano un'antica frazione rurale e marinara, disposta lungo la via Flaminia e affacciata sul golfo di Ancona. Le Torrette prendono nome ed origine da un castello, munito di torri, edificato a partire dal XII sec. dalla famiglia Bonarelli e ultimato dal conte Liberio Bonarelli intorno al 1350, come dimora di famiglia e ad uso di attività marinare; le rovine dell'antica fortificazione sono ora sommerse dal mare.
Nel 1963 entrò il vigore il piano regolatore Astengo, che previde la trasformazione della frazione delle Torrette in un quartiere satellite di Ancona; ne seguì una notevole espansione dell'abitato, e l'antico centro disposto lungo la via Flaminia diventò solo una piccola parte dell'intera area urbanizzata.
Nel 1982 una frana colpì Ancona proprio nel territorio frapposto tra le Torrette ed il nucleo principale di Ancona, accentuando così la separazione del quartiere dal resto della città, specie in seguito alla demolizione totale dell'abitato del Borghetto, che era posto a metà strada tra l'area urbana e le Torrette.
Il quartiere, situato nella zona nord del territorio comunale, è attraversato dalla Via Flaminia, parallela alla costa; questa via era una volta parte della Strada Statale 16 Adriatica, che ora corre su variante a monte dall'abitato. L'itinerario che congiunge il porto di Ancona con il casello Ancona Nord dell'autostrada A14 passa per le Torrette, con le inevitabili conseguenze di traffico intenso e di qualità dell'aria.
La fermata ferroviaria di Ancona Torrette è adibita al traffico regionale; fra il 1915 e il 1944 la medesima area era servita dalla tranvia Ancona-Falconara Marittima.
Le Torrette sono sede dell'Azienda ospedaliero-universitaria delle Marche e della facoltà di medicina e chirurgia dell'Università Politecnica delle Marche.
Pittoresca testimonianza dell'antica tradizione marinara del quartiere sono le pésche, ovvero delle casette in legno sospese sul mare per mezzo di pali; esse, munite di reti a bilancia dette al quadro, servivano per la pesca di passo. Negli ultimi dieci anni Torrette ha accentuato la propria vocazione balneare organizzando una propria spiaggia libera. La chiesa locale, dalla forma caratteristica, progettata dall'architetto Oneglio Rossini, è intitolata a "Maria Santissima Madre di Dio".
Nell'uso abituale il nome del quartiere può essere preceduto dall'articolo ("Le Torrette") oppure no, dalla preposizione semplice (es. io abito a Torrette) oppure dalla preposizione articolata (es. io abito alle Torrette).

#### Commercio
La zona commerciale si estende tra via Flaminia e via Esino. Il mercato ambulante si tiene il giovedì mattina.

#### Abitanti
Risiedono nel quartiere 5 308 persone. Gli abitanti di Torrette sono chiamati torrettani.

### Quartiere di Collemarino

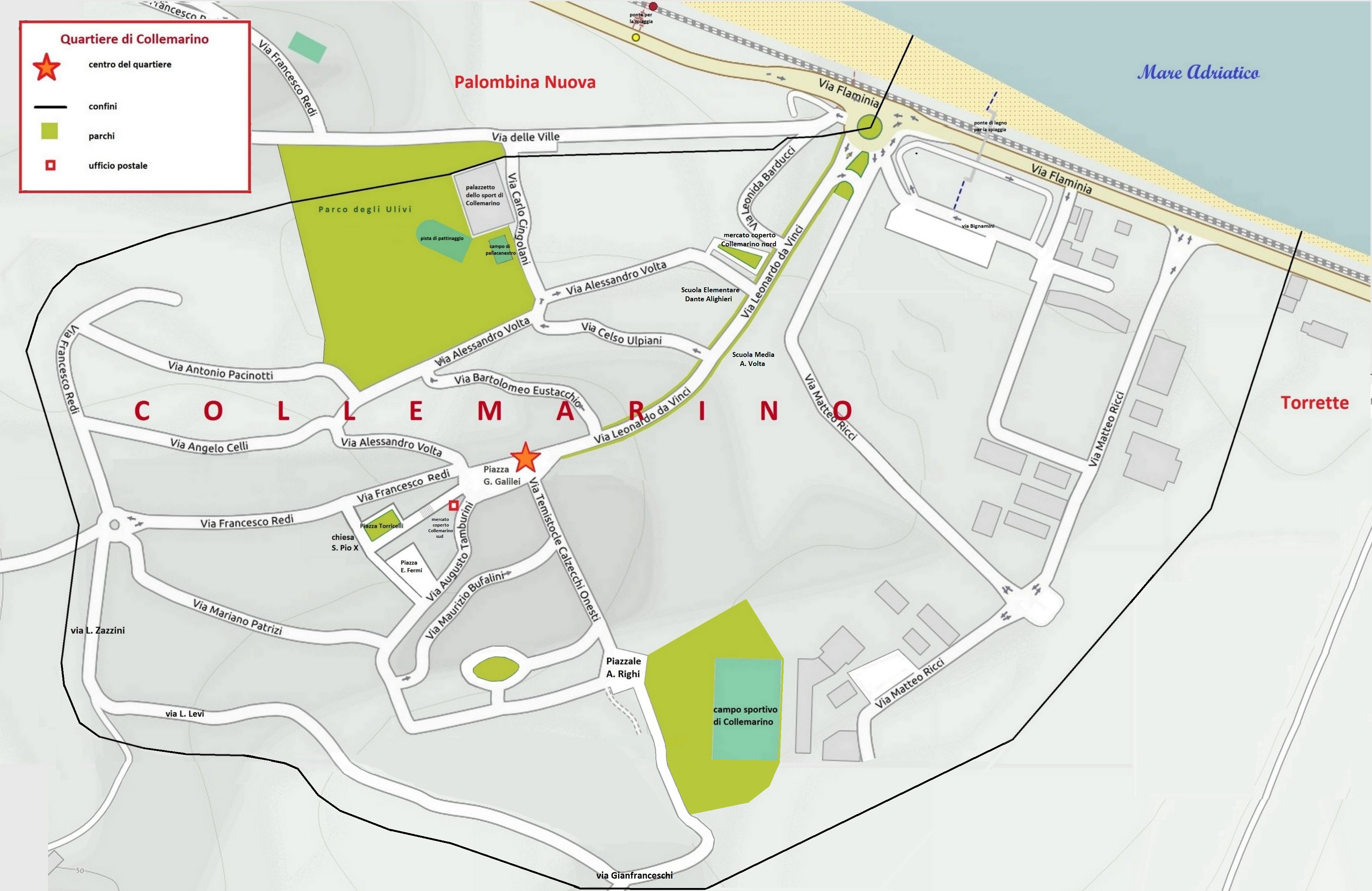
Mappa e confini del quartiere di Collemarino.

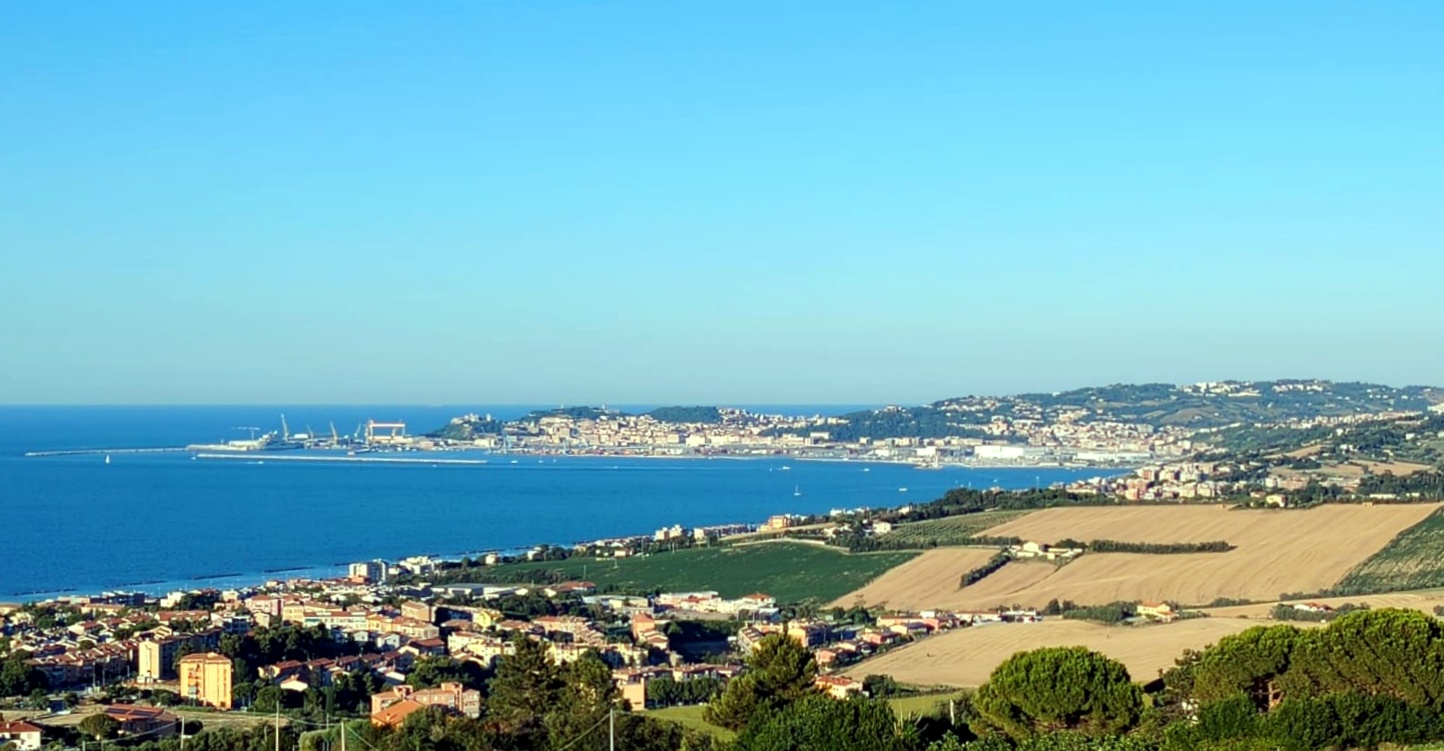
Collemarino (in primo piano) e il golfo di Ancona visti dalla collina del Barcaglione

Collemarino (in anconitano: Colemarì) sorge su una collina affacciata sul mare del Golfo di Ancona.
Il quartiere ha una data di nascita: il 25 febbraio 1957. In quel giorno il ministro dei Lavori Pubblici Giuseppe Romita posò la prima pietra del nuovo complesso, inizialmente denominato "Quartiere C.E.P. di Palombina" (C.E.P. acronimo di Coordinamento di Edilizia Popolare), destinato a risolvere il problema della casa, che ad Ancona in quegli anni era gravissimo. I bombardamenti della seconda guerra mondiale, infatti, avevano demolito in pratica l'intero rione Porto e numerosi edifici negli altri rioni storici, cosicché all'inizio degli anni cinquanta quasi 6 000 persone alloggiavano provvisoriamente e spesso in coabitazione in case danneggiate dalla guerra, e altre 1.200 occupavano caserme, edifici pubblici e baracche. La costruzione del nuovo quartiere, oltre a dare sistemazione decorosa per tante famiglie, avrebbe permesso il risanamento dei vecchi rioni danneggiati dalla guerra. Il tenore di vita delle famiglie bisognose di case non era dei più alti, e da ciò derivava la necessità di realizzare edifici a carattere popolare o popolarissimo.
L'amministrazione comunale decise di creare un quartiere modello (il primo CEP in Italia), dotato di tutti i servizi, in modo da gettare sane basi per lo sviluppo futuro di Ancona. Il nuovo quartiere sarebbe stato un satellite della città lungo la via Flaminia, su una collina dolcemente digradante verso il mare. Sarebbe stato fornito di campi sportivi e da gioco, di una chiesa completa di canonica, di una delegazione comunale, di un ufficio per le Poste e Telegrafi, di due scuole elementari ed una materna, di un asilo nido, di una scuola media e di una professionale, di un centro sociale, di un cinema, di due mercati coperti, negozi, ed una stazione di servizio per auto con officina. In particolare si previdero ampie zone verdi: 7 metri quadrati per abitante, per una superficie complessiva pari addirittura a quella di tutte le zone verdi allora a disposizione degli abitanti del centro urbano. Nei giornali dell'epoca si legge: "Nulla mancherà per la vita sociale di coloro che andranno a risiedere nel nuovo quartiere". Esisteva già nei pressi la stazione ferroviaria di Palombina.
Il quartiere fu realizzato secondo il progetto e successivamente, in seguito a concorso popolare, fu chiamato Collemarino, nome che ne riassume le caratteristiche geografiche più salienti. Ora, a distanza di più di cinquanta anni dalla fondazione, si può criticare la decisione di costruire un quartiere satellite, che lasciò irrisolti i problemi delle aree bombardate, e che sradicò dal centro un'ampia fetta di quel ceto popolare che lo aveva animato per secoli. Con queste limitazioni, il quartiere popolare di Collemarino, con il suo gradevole aspetto e la sua buona vivibilità, è un esperimento riuscito di come si possa affrontare con lungimiranza anche un'emergenza grave come quella delle distruzioni belliche. Questo quartiere è inoltre una interessante testimonianza dell'atmosfera di fiducia tipica dell'Italia degli anni cinquanta, che si lasciava alle spalle la dolorosa esperienza della guerra.
La zona commerciale si trova intorno a piazza Galilei.
I mercati coperti sono due: Collemarino sud e Collemarino nord.
Il mercato ambulante si tiene il mercoledì mattina (Collemarino nord) e il sabato mattina (Collemarino sud).

#### Abitanti
Gli abitanti di Collemarino sono 4.408.

#### Trasporto pubblico
Il paese è raggiungibile mediante le linee A, B e C del servizio extraurbano della società ConeroBus.

### Quartiere di Palombina Nuova

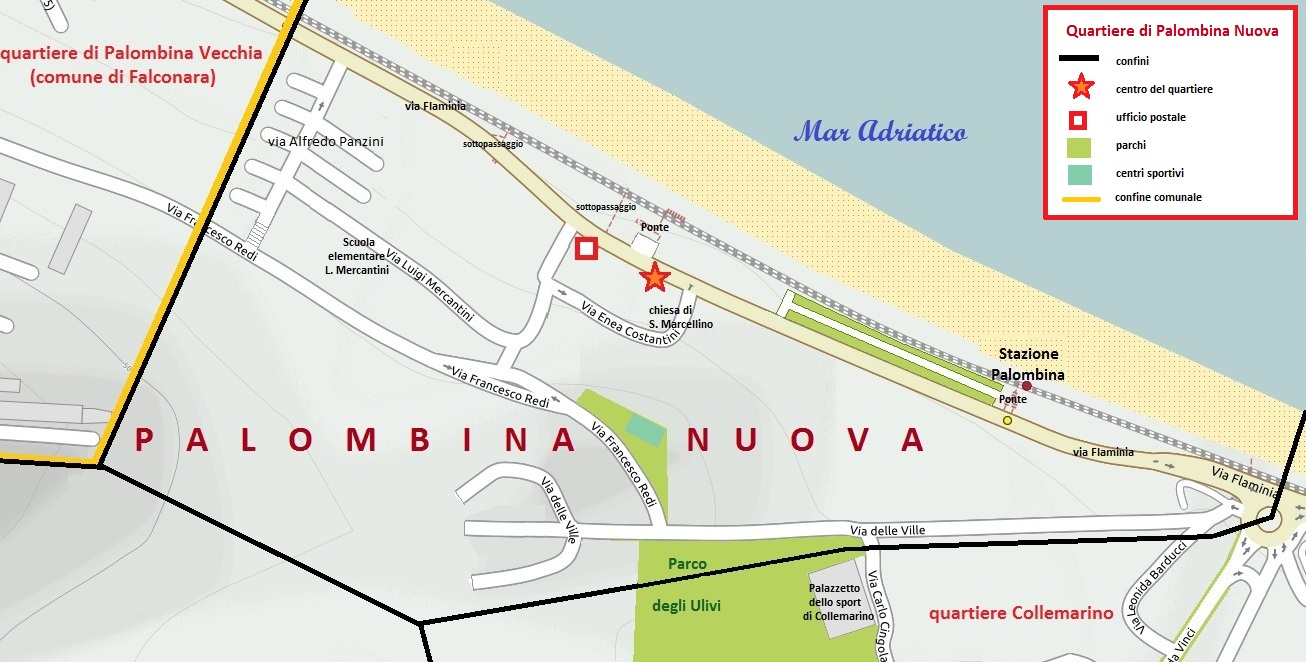
Mappa e confini del quartiere di Palombina Nuova.

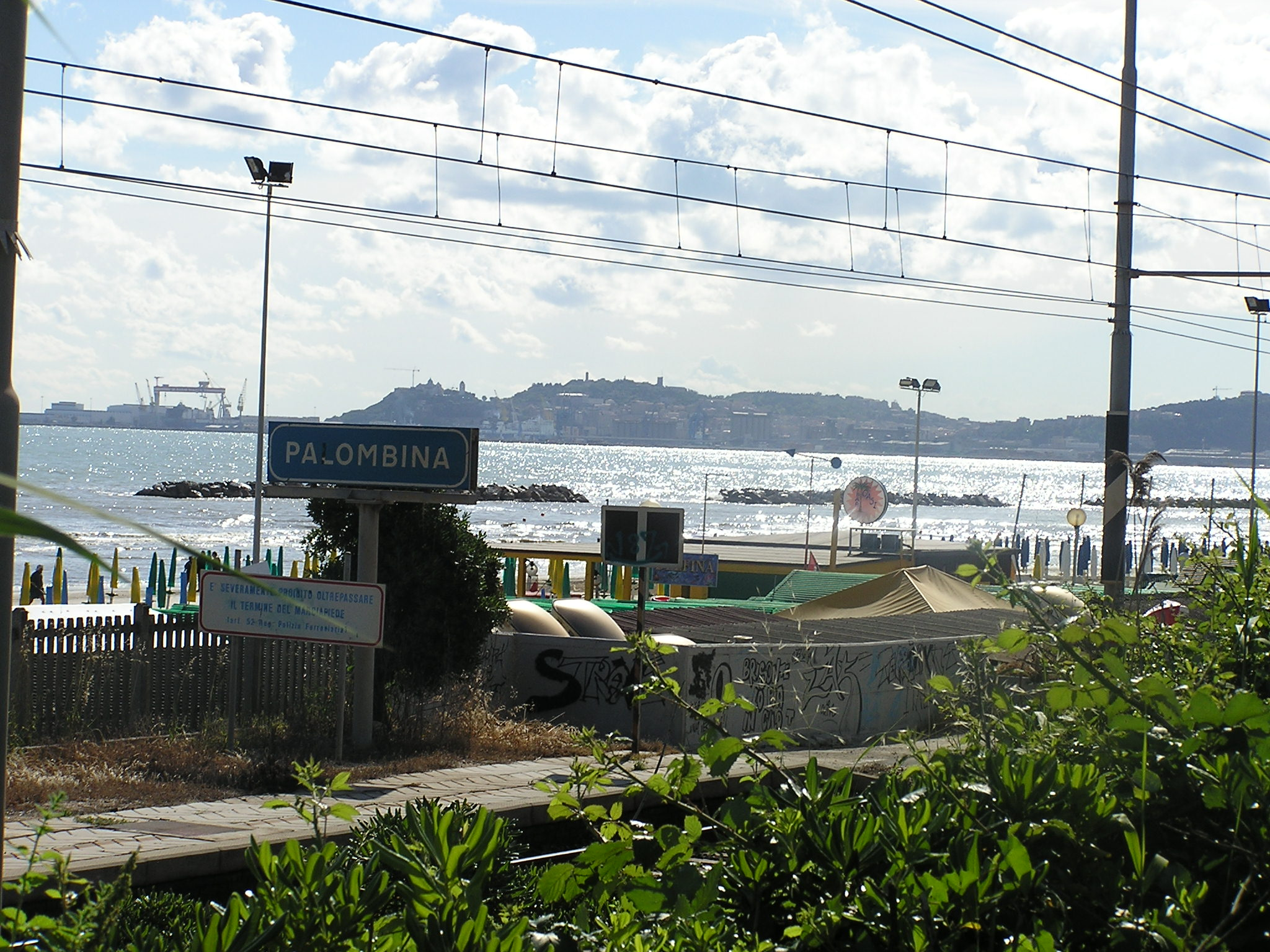
il Golfo di Ancona visto dalla stazione ferroviaria di Palombina.

In dialetto il nome richiede l'apostrofo: "La Palombina". Palombina, originariamente una frazione, si estende lungo la via Flaminia e su una collina affacciata sul golfo di Ancona; questo quartiere è contiguo a quello falconarese di Palombina Vecchia, di cui, come indica il nome, costituisce un'espansione. Come questo è munito di un ampio arenile, in gran parte attrezzato con stabilimenti balneari, ma con diversi tratti di spiaggia libera. Tra la spiaggia e la strada principale, via Flaminia, corrono i binari delle linee Ancona-Bologna e Ancona-Roma, lungo i quali sorge la piccola stazione ferroviaria di Palombina, collegata ai centri della Vallesina e ad altre stazioni urbane: Ancona Torrette, Ancona Centrale e Ancona Marittima; la spiaggia è infatti raggiungibile attraverso due ponti e due sottopassaggi, necessari per superare i binari. Centro del quartiere è il tratto di via Flaminia posto tra i due ponti che scavalcano la ferrovia per raggiungere la spiaggia.
Sino agli anni cinquanta del Novecento il quartiere, come quello attiguo di Palombina Vecchia, era costituito principalmente da villini sulla collina e da una fila di palazzi in mattoni posti lungo la Flaminia, costruiti negli anni trenta e quaranta; tutta la vita del rione ruotava attorno alle attività balneari. Dagli anni sessanta iniziò la costruzione di condomini lungo la nuova via Francesco Redi; negli stessi anni Palombina Nuova venne dotata dei servizi essenziali, come la scuola elementare e la chiesa cattolica.

#### Abitanti
Gli abitanti di Palombina Nuova sono 1.180.

## Ottavo consiglio territoriale
L'ottavo consiglio comprende le frazioni di Montacuto, di Varano, del Poggio e di Massignano. Il territorio di ciascuna di esse include un tratto di costa alta del promontorio del Conero. Dal punto di vista del dialetto, nel loro insieme costituiscono l'isola linguistica gallica del Conero, insieme al dialetto anconetano.

### Frazione di Montacuto
Montacuto (in dialetto gallico-marchigiano: Muntagùt, in anconitano: Muntagùto) sorge su un colle non lontano dalla costa e in vista di Monte Conero. Ricade nel suo territorio un tratto di costa alta caratterizzato dal promontorio del Monte dei Corvi e dalle spiagge della Vedova e dei Campani.
Gli abitanti sono 196.
- Contrade[91]: La Nave (detta comunemente La Vedova), Monte Baldino (detto comunemente Monte Spaccato), Villa Romana, Castellano, Miano, Trave di Montacuto[92], Montecavallo di Montacuto[93].

### Frazione di Varano
Varano (in anconitano Varà, in gallico-marchigiano Varàŋ) è situato su un colle non lontano da Monte Conero. Appartiene al sistema difensivo medievale dei Castelli di Ancona e si affaccia al mare con la contrada del Trave; la costa è alta e caratterizzata dallo Scoglio del Trave, che si protende nel mare per circa mezzo chilometro.
Il centro è noto per il festival del dialetto anconetano e del vino Rosso Conero. Gli abitanti, detti varanesi, sono 536; il numero sale a 585 contando anche i residenti nella contrada varanese degli Angeli; Varano è così la seconda frazione per numero di abitanti di tutto il comune di Ancona.
- Contrade: Monte Cavallo di Varano[94], Pozzo, Trave di Varano[95], S. Maria di Vico, Fornace, Campolungo, La Croce, Boranico di Varano[96], Angeli di Varano, La Lupa, Traversa di Varano, Monte Umbriano, Melano. Passo Varano, già contrada di Varano, è ora un quartiere della città.

### Frazione del Poggio

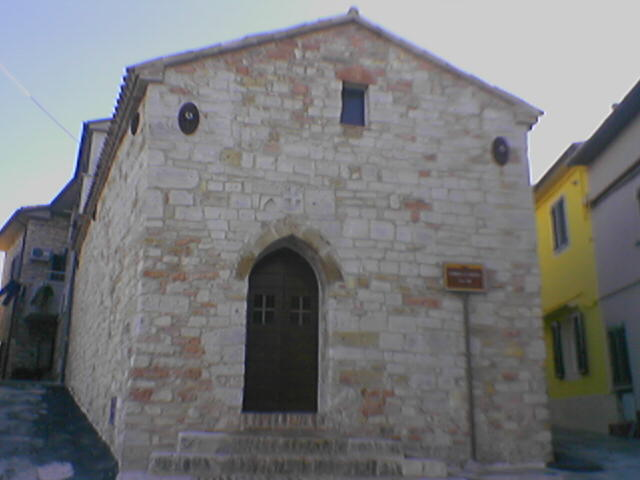
L'antica chiesa di Santa Lucia, al Poggio di Ancona.

Il Poggio (in dialetto gallico-marchigiano: El Poji, in dialetto anconitano El Pogiu) è situato su un colle affiancato al Monte Conero, ai margini del bosco e in posizione panoramicissima verso il mare e verso l'interno della regione. Il centro appartiene al sistema difensivo medievale dei Castelli di Ancona. Ricade nel territorio del Poggio la contrada di Portonovo, con i suoi antichi monumenti e la nota spiaggia, molto frequentata da anconetani e turisti.
Gli abitanti, detti poggesi, sono 430.
- Contrade[91], da nord a sud: Montirozzo, Boranico del Poggio[96], Campana, Fulcinese o Fontanelle del Poggio[97], Portonovo, Tomba, Stiano, Cave, Gradina.

### Frazione di Massignano
Massignano (in anconitano: Massignà, in gallico-marchigiano: Massignàŋ) è situato su un colle affiancato a Monte Conero. Il centro appartiene al sistema difensivo medievale dei Castelli di Ancona. La vita del centro è strettamente collegata alla vicinanza al Monte Conero.
Da Massignano è possibile addentrarsi nei boschi del Monte attraverso alcuni sentieri, interessanti dal punto di vista paesaggistico e naturalistico. Di particolare importanza è la cava di marna, da anni ormai inattiva, posta lungo la strada provinciale del Cònero all'inizio dell'itinerario ufficiale del Parco del Conero detto "Stradone di S. Andrea".
Essa è stata dichiarata dalla Commissione internazionale di stratigrafia "stratotipo globale" tra l'epoca geologica dell'Eocene e quella dell'Oligocene. Ciò significa che in essa è stato posto il punto di riferimento a livello mondiale tra le due epoche geologiche, in quanto è stato riconosciuto che nei suoi strati esiste il maggior numero di informazioni fisiche, chimiche e paleontologiche che testimoniano gli eventi che convenzionalmente le dividono. L'area della cava, facilmente raggiungibile con gli autobus della linea 93, è attrezzata per le visite da parte di studiosi e di chiunque voglia informarsi sull'argomento.
Gli abitanti di Massignano, detti massignanesi, sono 129.
- Contrade[91]: Betelico, Condotto, Madonnina, Sant'Andrea di Massignano, Piancarda, La Pecorara.

## Nono consiglio territoriale
Il nono consiglio comprende tutte le frazioni che non si affacciano sul mare, situate nell'area occidentale del territorio comunale, ossia quelle di Montesicuro, di Sappanico, di Gallignano, di Candia, dell'Aspio di Ancona e di Paterno.

### Frazione di Paterno
Paterno è un tipico centro marchigiano posto sulla sommità di una collina ed è uno dei Castelli di Ancona, in quanto faceva parte dell'antico sistema di difesa costruito a guardia dei confini della Repubblica di Ancona. Fu sede comunale sino al 1928, quando fu accorpato al comune di Ancona nell'ambito dell'ingrandimento territoriale dei capoluoghi tipico di quegli anni e che, per quanto riguarda Ancona, coinvolse anche Falconara e Montesicuro.
Nei confini della frazione di Paterno sorge il centro abitato di Casine di Paterno, che costituisce la contrada omonima; esso nacque come filiazione di Paterno alla base della collina, lungo la strada percorsa dalle corriere, attuale strada provinciale del Vallone.
Gli abitanti di Paterno sono 157 ed hanno subito una considerevole diminuzione negli ultimi dieci anni: del 22,9%.
- Contrade[91]: Casine di Paterno, Saline, Barcaglione, Monte Rosato, Monte Ronzano, Fornace Vecchia, Paoletto, Bisciano, Sabbioni.

### Frazione di Sappanico
Sappànico (in dialetto anconitano: Sapànigo, in gallico-marchigiano Sapàniche) fa parte del sistema difensivo dei Castelli di Ancona: costruzione edificata tra il XII e il XIV sec. dalla famiglia Bonarelli, insieme ad altri castelli (Paterno, Gallignano, Polverigi e Agugliano) aveva il compito di proteggere i confini occidentali della Repubblica di Ancona.
Gli abitanti sono 174.
- Contrade[91]: Fonte, Monte degli Elci, Monteferro, Vallelunga, Palombare, Selva di Sappanico[100], Monte Galluzzo di Sappanico[101].

#### Ghettarello
Il Ghettarello è considerato ufficialmente parte della frazione di Sappanico, ricadente nella contrada "Palombare"
Gli abitanti sono 195.

### Frazione di Gallignano
Il territorio di Gallignano (in anconitano: Galignà) è abitato fin dalla Preistoria; il toponimo deriva dalla popolazione dei Galli che vi stanziavano; citato anche in una bolla del 1062 di papa Alessandro II dove si parla di una chiesa di Sant'Antonio in fundo Gallinatro.
Fu uno dei Castelli di Ancona, sistema di difesa costruito a guardia dei confini della Repubblica di Ancona.
Nel 1790 venne edificata la chiesa di San Nicola di Bari, attuale chiesa parrocchiale. Nel 1860 il comune di Gallignano fu accorpato a quello di Ancona.
I bordi dell'abitato sono lambiti dalla Selva di Gallignano, sede dell'Orto Botanico Universitario di Ancona.
Gli abitanti sono 165; contando anche i residenti nella contrada gallignanese della Madonna delle Grazie, il numero sale a 206.
- Contrade[91]: Molino, Madonna delle Grazie, San Luigi, Selva di Gallignano[100], Fornaci di Gallignano[103], Monte Burino, Santa Palazia, San Bartolomeo, Vallone, Villa Baviera.

### Frazione di Candia
Candia è una frazione rurale situata su una panoramica collina affacciata su due valli: quella della Baràccola a e quella delle Piantate lunghe.
Tipica di questa frazione è la Festa del Covo, antica manifestazione popolare di ringraziamento; prende il nome dal covo, modellino di una chiesa celebre realizzato utilizzando spighe di grano e trasportato sul carro agricolo marchigiano, il biroccio. Ogni anno il covo rappresenta una chiesa diversa.
Gli abitanti di Candia sono 757; la frazione è dunque la più popolosa del comune di Ancona.
La zona industriale della Baràccola e la popolosa contrada di Taglio di Candia ricadono amministrativamente nel territorio di Candia.
- Contrade[91]: Bolignano di Candia[106], Calcinara, Castro, Fontanelle di Candia[107], Grancia di Candia[108], Madonnetta, Taglio di Candia, Piantate Lunghe di Candia[109], Pontelungo, San Silvestro.

### Frazione dell'Aspio di Ancona

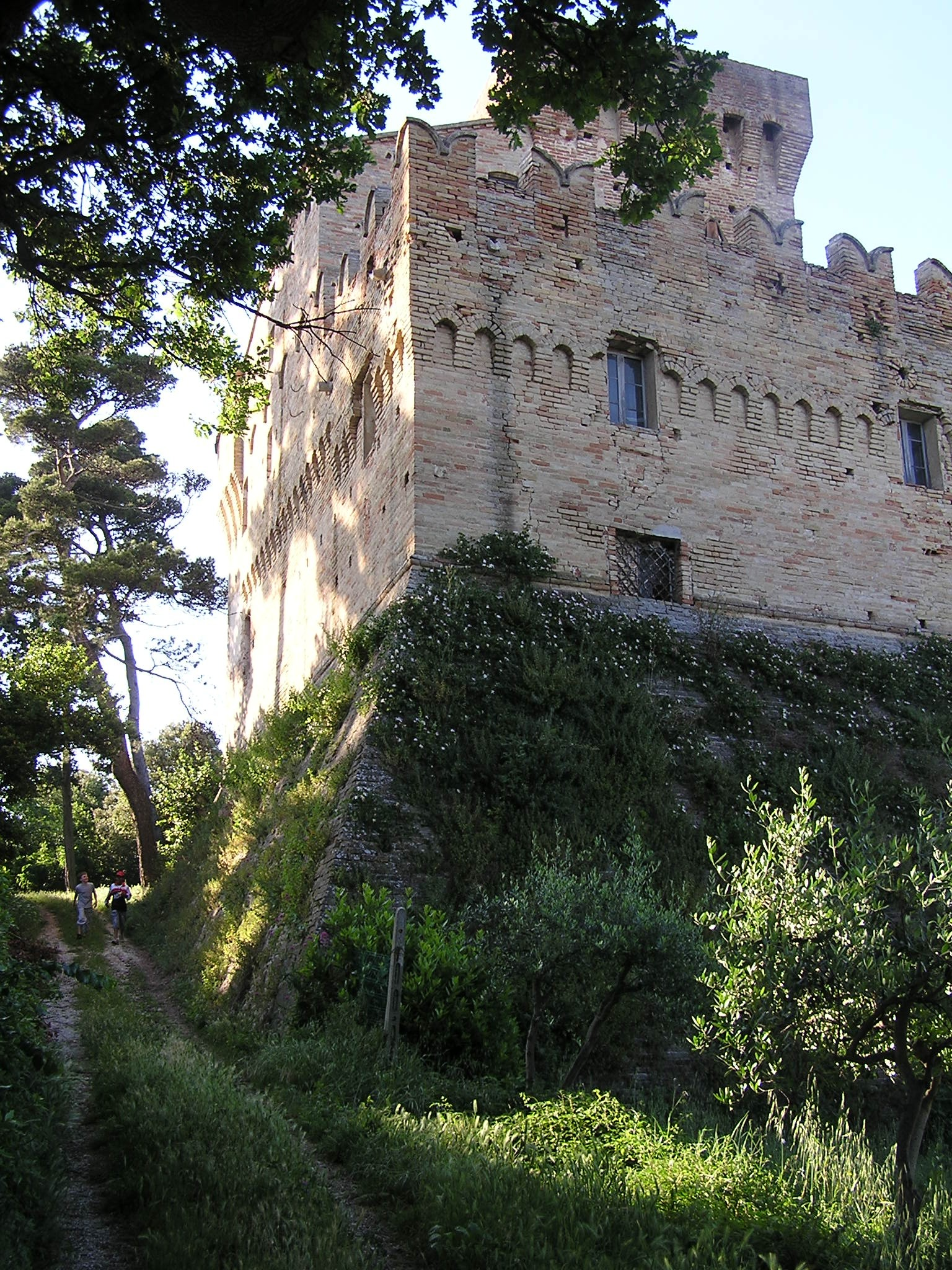
La rocca di Bolignano

La frazione è detta Aspio di Ancona per distinguerla dagli altri due centri situati nelle vicinanze e che ne condividono il nome, tutti posti nelle vicinanze dell'omonimo fiume affluente del Musone; essi sono l'Aspio di Osimo (comune di Osimo) e Aspio Terme (comune di Camerano).
Nel territorio della frazione sorge la Rocca di Bolignano, uno dei circa venti castelli di Ancona; insieme alla Rocca di Offagna e al castello di Montesicuro, aveva il compito di difendere la vallata del fiume Aspio, confine sud-ovest della Repubblica di Ancona.
Gli abitanti sono 500.
- Contrade[91]: Bolignano dell'Aspio[106], Ranocchia, San Domenico.

### Frazione di Montesicuro

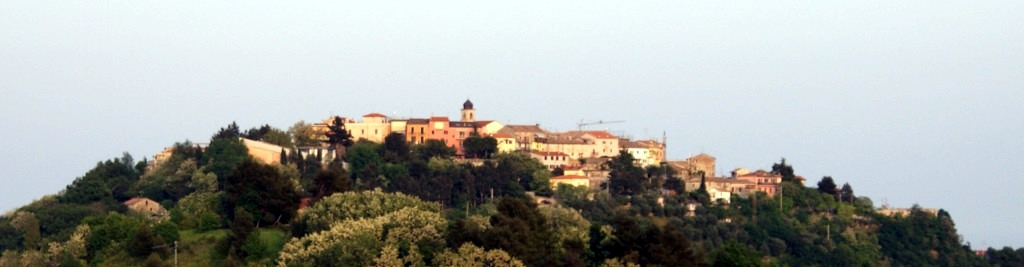
veduta panoramica di Montesicuro

Montesicuro (in anconitano: Montescigùro) è un borgo medievale sito sulla sommità di un colle dominante al valle dell'Aspio, a circa 12 km dal capoluogo. Fu sede comunale sino al 1928, quando fu accorpato al comune di Ancona nell'ambito dell'ingrandimento territoriale dei capoluoghi italiani tipico di quegli anni e che coinvolse anche Falconara e l'attuale frazione di Paterno. Fa parte del sistema difensivo medievale dei Castelli di Ancona.
Gli abitanti sono 344.
- Contrade[91]: Aspio di Montesicuro[110], Case Lanternari, Fornaci di Montesicuro[111], Grancia di Montesicuro[112], Molino, Monte Galluzzo di Montesicuro[113], Piantate Lunghe di Montesicuro[114], San Sebastiano.